# 빅토르 안
빅토르 안(러시아어: Ви́ктор Ан, 1985년 11월 23일~)은 대한민국 태생 러시아의 쇼트트랙 지도자이며 은퇴한 쇼트트랙 선수이다. 한국어 이름은 안현수(安賢洙)이며 2011년 대한민국에서 러시아로 귀화하고 이름을 러시아어식 '빅토르 안(Виктор Ан)'으로 개명했다. 2006년 동계 올림픽 3관왕, 2014년 동계 올림픽 3관왕을 달성하며 올림픽 쇼트트랙 종목 역대 최다 기록인 금메달 6개를 획득했고 쇼트트랙 역사상 유일하게 동계 올림픽 전종목을 석권했다. 양양과 함께 세계 쇼트트랙 선수권 대회 6회 종합 우승자(2003-2007, 2014)이며 세계 선수권 대회에서 총 20회 우승하며 남자부 역대 최다 세계 선수권 대회 우승 기록을 가지고 있다. 그는 선수 시절 보여준 테크니컬 스케이팅 기술과 전술 그리고 올림픽 메달과 세계 선수권 대회 최다 우승 기록 업적으로 쇼트트랙 역대 최고의 선수라는 평가를 받았다.
안현수로 활동할 당시 2006년 동계 올림픽에서 대한민국 쇼트트랙 국가대표 선수로 출전하여 금메달 3개, 동메달 1개를 획득하면서 쇼트트랙 선수 최초로 한 번의 올림픽에서 전종목 메달을 땄고, 2003년부터 2007년까지 세계 쇼트트랙 선수권 대회를 5연속 제패하면서 '쇼트트랙 황제'라는 별명을 얻었다. 그러나 그와 그의 주변에서 계속 진행되던 빙상계의 파벌 갈등, 2008년 초 부상, 2009년부터 2010년까지 진행된 국가대표 선발전 등 여러 사건들이 계속되었고 2010년 소속 팀의 해체 이후 그를 원하는 대한민국 내 빙상팀은 없었다. 대한민국에서 선수 생활을 이어가기 힘들었던 그는 2011년 러시아 빙상 연맹의 설득을 받아들여 대한민국 국적을 포기하고 러시아로 귀화했고 '안현수'에서 '빅토르 안'으로 개명했다. 귀화 후 2014년 동계 올림픽에서 금메달 3개, 동메달 1개를 획득해 올림픽에서만 총 8개의 메달을 따며 미국의 아폴로 앤턴 오노와 남자부 쇼트트랙 최다 메달 타이 기록을 세웠고, 2014년 세계 쇼트트랙 선수권 대회에서 종합 우승을 하면서 남자 쇼트트랙 선수로는 최초로 세계 선수권 대회 6회 우승을 차지했다. 이후 선수 생활을 지속하다가 2020년 4월 은퇴를 선언했다.
선수 경력을 마감한 후 안은 2020-2021 시즌 중화인민공화국 쇼트트랙 대표팀의 기술코치로 선임되며 쇼트트랙 지도자 경력을 시작했다. 그는 2022년 동계 올림픽 이후 중화인민공화국 쇼트트랙 대표팀을 떠났고 2022년 12월 성남시청 빙상팀의 코치 자리에 지원했으나 논란으로 인해 당시 성남시청은 코치직에 지원자 중 아무도 임명하지 않았다. 그는 이후 성남시청 빙상팀 코치 선발 추가 2차 지원 때 재지원하지 않았으며, 모교인 한국체육대학교에서 지도자 생활을 시작했다. 이후 2023년부터 대한민국에서 쇼트트랙 지도자로 활동하고 있다.

## 어린 시절
빅토르 안은 1985년 11월 23일 대한민국 서울에서 안현수(安賢洙)라는 이름으로 태어났다. 1994년 동계 올림픽에서 채지훈의 스케이팅을 보고 영감을 받았고, 명지초등학교 2학년 때 빙상교실에서 스케이트를 시작해 1996년 전국 남녀 학생 종별 대회에서 종합 우승을 달성했다.
초등학교 4학년부터는 아침 저녁으로 훈련을 하였으며, 당시 스피드스케이팅 대회에 출전했다. 한일 교환 경기로 일본에서 스피드스케이팅 대회가 열렸을 때 대회에 출전해 3등을 차지했다. 그리고 명지중학교 시절 본격적으로 선수생활을 시작으로 동계체전 3연패를 하며 주목을 받기 시작했다. 신목고등학교 진학 후 그는 전국 고등부 1위를 차지했다.

## 선수 경력

### 2002년 동계 올림픽
2002년 1월 세계 주니어 선수권 대회에서 1000m와 1500m에서 1위를 하면서 종합 우승을 차지했다. 주니어 세계선수권 이후 안현수는 올림픽 직전 대표팀에 부상당한 선수를 대신해서 대한빙상경기연맹 임원들의 대표 선수 특별추천으로 2002년 국가대표가 되었고, 선발전에 참가하지 않고 2002년 동계 올림픽에 출전할 수 있었다.
한국체육대학교와 비한국체육대학교 파벌문제 속에서 안현수가 전명규의 한체대 쪽의 특혜로 국가대표가 된 것으로 세간에 알려져 있지만, 당시 안현수는 고등학생이었고 전명규가 한국체육대학교 교수로 부임한 것은 2002년 올림픽이 끝나고 나서였다. 실제로 안현수를 당시 국가대표팀에 추천했었던 것은 비한체대를 대표했던 유태욱 부회장과 삼성가의 박성인 회장이었다. 이들의 추천을 받았던 당시 국가대표 팀 대표팀의 전명규 감독은 처음엔 안현수를 크게 관심있어 하지 않았지만 안현수가 2002 주니어 세계선수권 대회에서 종합우승하는 모습을 직관한 다음에 그를 대표팀 선수로 불러들였다.
당시 16세였던 안현수는 164cm 53kg의 외소한 체격이었고 주니어 세계선수권 외에는 국제 대회 출전은 처음이었으나 1000m에 결승까지 진출했다. 스티븐 브래드버리가 금메달을 딴 것으로 유명한 2002년 올림픽 1000m 결승전에서 마지막 바퀴까지 아폴로 앤턴 오노, 리자쥔, 마티외 튀르코트 등의 유명 선수들과 선두를 다투었다. 하지만 오노와 리자쥔의 몸싸움을 피해 추월 하고 있을 때 리자쥔이 미끄러지면서 안현수의 스케이트를 건드렸으며, 오노가 안현수의 다리를 손으로 건드리면서, 중심을 잃으면서 미끄러졌고, 오노와 마티외 튀르코트까지 휩쓸려 연쇄충돌이 일어났다. 충돌이후 다른 선수들이 메달의 획득을 위해 정신없이 움직였던 것에 비해, 국제무대 경험이 전무했던 안현수의 반응은 느렸고 4위로 들어와서 메달을 놓쳤다.
이후 2002년 4월 캐나다 몬트리올에서 열린 세계 쇼트트랙 선수권 대회에서 1000 m에서 은메달 획득과 슈퍼파이널 3000 m에서 2위를 하면서 준우승을 하였고 5000 m 계주에서 금메달을 획득하면서 김동성의 뒤를 잇는 선수로 주목받았다.

### 2002 - 2005년, 전성기의 시작
2002년 동계 올림픽 대회 다음 시즌인 2002-2003 시즌부터 그는 대한민국과 세계의 각종 대회를 석권하기 시작했다. 2002년 10월 춘천 ISU 쇼트트랙 월드컵에서 500 m, 1000 m, 1500 m, 3000 m를 모두 석권하고, 이듬해 2003년 일본 아오모리 동계 아시안 게임 3관왕, 폴란드 바르샤바에서 열린 세계 쇼트트랙 선수권 대회 에서 종합 우승을 하면서 역대 최고 선수의 시작을 알렸다. 2003-2004 ISU 쇼트트랙 월드컵 시리즈 종합 우승, 2004년 세계 쇼트트랙 선수권 대회 에서는 500 m를 제외한 모든 종목에서 금메달을 획득 하였으며, 다음해 2005년 세계 쇼트트랙 선수권 대회에서는 전종목에서 메달을 획득하면서 세계선수권 남자부 유일의 종합 3연패 우승을 기록 하였다.
또한 2003-2004 시즌에 기록한 1500 m와 3000 m의 세계신기록은 무려 8년동안 유지되었다.

### 2005년 대한빙상연맹과의 갈등

#### 2005년 동계 유니버시아드 폭행 사건
2005년 1월 오스트리아 인스부르크 유니버시아드  대회에서는 안현수 구타 사건이 일어난다. 당시 안현수는 오른쪽 눈에 멍이 든 얼굴로 시상식에 올랐다.  순위를 양보하지 않아 경기 뒤 “뭐가 그리 잘났냐, 건방지다”라며 폭언 하고 폭행을 한 선배 선수에게는 징계가 내려졌다. 그리고 이 일로 유니버시아드를 책임졌던 윤재명 감독은 당시 제기된 승부조작 논란과 폭행파문 방조 책임으로 3월 세계 쇼트트랙 팀 선수권 대회 이후 감독직에서 물러나야 했다. 하지만 당시 대한빙상연맹 부회장들은 폭행으로 퇴출 당한 선수로부터 국가대표 복귀와 편의를 봐주는 대가로 금전을 받았다는 의혹으로 입건되어 불구속 수사를 받았다.
사실 이 사건은 선수 개인의 폭행 사건이 아닌 대한빙상연맹 임원진들의 병폐와 연결되어 있었다. 빙상연맹 고위간부들인 부회장들이 금품수수 혐의로 불구속 수사를 받았던 것이나 폭행사건과 승부조작 논란으로 퇴출되었던 선수와 해임되었던 감독이 올림픽 시즌 직전 대한빙상연맹 지도부들의 주도로 복귀했던 점, 폭행방조 사건으로 선수 학부모들이 2006년 올림픽 감독 선임에 반대했을 때는 오히려 빙상연맹 지도부의 해체를 주장한 일개 코치를 해임하고 징계까지 주는 등 당시의 파벌문제와 함께 당시 빙상연맹의 병폐를 그대로 보여주는 사건이라 할 수 있겠다.
이는 안현수가 러시아 국가대표 빅토르 안으로 2014년 올림픽에서 메달을 딴 이후에 대중의 빙상연맹 책임 문제로 다시 제기되었고, 폭행을 한 당사자로 거론된 선수는 세간에 퍼진 8시간의 폭행과 구금과 자신에 대한 여러 말들은 루머이며 단지 선후배 사이의 훈계에 불과하다고 하였다.
2015년 빅토르 안은 MBC 휴먼다큐 사랑에 나와 자신과 후배가 폭행을 당했다고 밝혔다.

#### 2005년 대한빙상연맹 지도층과의 갈등
빙상연맹은 2005년 7월 2006년 동계 올림픽을 위해 윤재명 감독을 다시 재선임 하려고 하였다. 하지만 2004년, 2005년 대표팀 선수 구타사건의 중심에 있었던 안현수, 최은경, 성시백 등의 폭행 피해 선수들과 학부모들의 반대로 선임이 되지 않았다. 이들은  기자회견을 열어 대한빙상연맹 지도층들의 총 사퇴를 요구 했고, 대표팀 입단 거부와 2006년 토리노 올림픽 불참을 선언하였다.
2005년 7월 28일 윤재명 감독의 임명은 취소되었다. 하지만 연맹 지도부의 사퇴를 요구했던 전재수 코치는 학부모들을 선동했다는 명목으로 여자팀 코치직에서 해고되고 6개월 자격 출전 정지를 받았다. 이로써 남자대표팀은 단국대 출신 송재근 코치가 여자대표팀은 남자대표팀을 이끈 한국체대 출신 박세우 코치로 지명되었다. 전재수 코치의 해임에 반대한 안현수는 한국체육대학교에  자퇴서까지 제출하고 쇼트트랙을 그만두고 캐나다 유학을 간다고 할 정도로 올림픽 직전 갈등은 심각했다. 당시 안현수는 전지훈련까지 거부하였다.

### 2006년 동계 올림픽
2006년 이탈리아 피에몬테주 토리노에서 열린 동계 올림픽 대회에서는 1000m, 1500m, 5000m 계주에서 금메달, 500m에서 동메달을 획득, 쇼트트랙 사상 처음으로 전종목에서 메달을 땄다. 또한 2006년 동계 올림픽 참가한 남자 선수 중 가장 많은 메달을 목에 걸었고, 대한민국의 스포츠 선수로는 올림픽 대회에서 한 번에 가장 많은 메달을 딴 선수로 기록되었다.  1000 m와 5000 m 계주는 올림픽 기록을 세웠다.
대미를 장식한것은 5000 m 계주였다. 그는 마지막 2바퀴를 남기고 최후의 주자로 바통을 이어받았다. 팔라벨라 빙상장에 `파이널 랩(final lap)'을 알리는 종소리가 울려퍼지자 안현수는 폭발적인 스퍼트로 캐나다 완벽하게 추월 대역전극을 펼치면서 마지막 코너를 올림픽 기록을 세우면서 1위로 들어왔다. 14년만의 대한민국의 올림픽 쇼트트랙 계주 금메달이었다.
2006년 3월 안현수는 전 세계 스포츠선수를 대상으로 선정한 미국 스포츠 아카데미 2월의 선수에 올라가 토리노 동계올림픽 최고 스타임을 공인받는다.
그는 쇼트트랙 대회들에서 세운 업적들로 인해 '쇼트트랙 황제'라는 별명을 얻었다.
올림픽 이후에도 안현수의 기량은 역대 최고임을 그대로 증명하였다. 2006년 미국 미니애폴리스 세계 선수권 대회 에서 1000 m와 1500 m에서 금메달을 획득하여 4연패 종합 우승을 하게된다.
하지만 그가 영광의 성적을 기록하던 그 시기 한국체대와 비 한국체대 소속간의 파벌갈등은 극심했다. 한국체육대학교 소속이었던 안현수는 여기에 연루되어 곤란을 겪었다. 이러한 심정을 빙상연맹 이사로 있는 이진성의 미니홈피에 "파벌싸움이 너무 커져서 선수들이 많은 피해를 보고 있으며, 전부였던 스케이트를 그만두고 싶을 정도이다."..."처음 시작이 어디인지 끝은 어디일지 모르는 이런 상황에 휘말리고 싶지 않다"고 토로하기도 했다.

### 2007년 세계선수권 5연패
2007년 이탈리아 밀라노 세계 선수권대회에서 모든 종목에서 메달을 획득 종합 우승을 차지하면서, 기록적으로 5년 연속 세계 선수권을 제패하였다. 그리고 그는 대한빙상연맹으로부터 최우수 선수로 선정되었다.
안현수는 2007년 동계 아시안 게임에서도 금메달 2개와 은메달 1개를 획득했으며, 2007-08년 시즌 초반에도 월드컵 대회에서 여러 차례 우승했다. 이후 그는 한국체육대학교 졸업을 앞두고 쇼트트랙 선수로는 역대 최고 계약금 2억과 그당시 파격적인 3년동안 5억이라는 연봉으로 성남시청에 입단했다.

### 2008년 초, 부상
2008년 1월 16일 태릉국가대표선수촌에서 훈련 도중 펜스에 충돌하는 바람에 무릎 부상을  입었다. 얼음이 파인곳에 스케이트날이 들어갔고 넘어졌는데 무릎이 펜스에 부딪쳤다. 충격 흡수를 해야 하는 펜스는 선수의 부상을 대비해 쿠션을 해야했지만 그렇지 않았다. 또한 펜스는 당시 문제가 있어서 물기를 머금고 돌덩이처럼 딱딱하게 얼어있었으며, 이때문에 충격을 완화해주기는커녕 심각한 부상을 입혔다. 정밀 진단 결과 무릎 관절 앞부분의 뼈인 슬개골 골절로 확인되었으며, 선수생명을 위협할 정도는 아니지만 재활에 두세 달이 걸릴 것으로 진단되었다. 남은 시즌 대회에 출전하지 못했으며 치료와 재활에 전념했다. 하지만 부상의 회복은 처음 예상보다 많이 느렸고, 그는 15개월 동안 4번의 수술을 해야만 했다.
그리고 부상에서 회복이 되지 못한 2009년 4월에 열렸던 2009-10 시즌 국가대표 선발전에서 종합 순위 7위로 대표팀에서 탈락하면서 2010년 밴쿠버 동계 올림픽에 참가할 수 없게 되었다. 대신에 올림픽 기간 중에 열린 2010년 전국동계체육대회에 출전하였다. 1500m, 3000m 개인과 3000m 계주 부문에서 우승하여 3관왕을 차지하였다.

### 한국체육대학교와 비한국체육대학교

#### 개요
세간에는 빙상권력 싸움의 시작을 2002년 솔트레이크 올림픽과 안현수의 특별차출이라고 지목하는 경향들도 존재한다. 하지만 그들은 몇가지를 간과 하거나 잘못알려진 사실들이 있다. 당시 안현수는 고등학생이었으며, 결원이 생겼을 때 안현수를 대표팀에 추천했던 것은 전명규가 아니라 비한체대의 유태욱 부회장과 당시 빙상연맹 회장 박성인이었다. 전명규가 한체대 교수가 된건 올림픽 이후이다. 그렇다면 안현수가 2002년 국가대표팀에 들어가기전과 한국체대 입학전에 빙상계에 어떤 일이 있었는지를 확인해봐야 하는 부분이다. 실제로 빙상권력 파벌싸움의 분리는 안현수가 국가대표가 되기 이전의 여러사건들과 1세대 지도자들과 선수들간의 갈등 등의 여러 사건들로 이미 시작이 되어 있다 볼수 있다.
그리고 2018년 대한빙상연맹의 파벌문제에 대해 조사 및 발언한 국회의원 안민석은 빙상파벌문제와 관련해서 장명희 전 회장을 중심으로 뭉쳐져있는 빙상 세력과 이후에 한체대의 전명규 세력을 언급한 바 있다. 이러한 안민석의 발언에 빙상계의 일부에선 반발하였는데, 특히 제갈성렬은 장명희 라인은 허상이며, 자신을 대표적인 장명희 라인이라고 하는 빙상계 일부의 주장 또한 사실이 아니라고 하였다.
장명희 회장은 아시아 빙상경기연맹 회장으로 전 대한빙상경기연맹 회장이었고, 빙상계의 원로이다. 2014 동계 올림픽 당시 대한빙상연맹과 전명규를 비판한 바 있다. 하지만 장명희 회장 또한 1994년 당시 선수와 빙상인들 166명으로부터 비리의혹에 대해 고발을 당하기도 하였다. 1994년 8월 한겨레 보도에 따르면 장 회장은 각종 이권사업에 개입하고 개인적인 정실주의에 의해 대표팀을 운영하는 등 파행을 일삼았다고 하고 있다. 당시 장명희 회장은 자신을 비판하는 이들에 대해 빙상계와 주도권을 잡으려는 일부 인사들이 음해하는 것이라 대응하였다.
선발전 관련해서 많은 논란이 있었던 빙상연맹 대표선발 추천제 또한 1995년 장명희 회장이 채지훈, 전이경, 김소희 등을 국가대표 선발전 결과가 아닌 유니버시아드 대회의 성적으로 대표팀 선수 자격을 주면서 시작되었는데, 시작부터 갈등이 있었다. 당시 이준호, 박세우 등의 7명의 선수들은 선발전을 거부하며 항의하기까지 하였다. 이 추천제도는 2005년 토리노 올림픽 국가대표 선발까지 사용되었으며, 대한빙상연맹 특별 추천제로 인해서 이호석과 최은경이 올림픽과 세계선수권 개인전 출전자격을 얻었다. 2006년 대한빙상연맹 특별 추천 선발선수제도는 파벌싸움이 본격 수면 위로 노출되면서 사라진다. 그리고 2010년 쇼트트랙에서의 타임레이스 선발방식 관련 논쟁도 실제는 1990년대부터 시작되었고 논란과 다시 부활, 폐지를 반복했던 것이었다.
2006년과 2010년 이시기 거론된 이름들은 한국체육대학교의 전명규와 비한국체육대학교 유태욱 1세대 지도자 두명이었다. 그리고 빙상계 파벌 대립은 외형적으로는 한국체육대학교와 비한국체육대학교의 대립으로 거론되었으나 속내는 훨씬 복잡했다. 즉 한국스포츠의 많은 연맹들이 그러하듯이 대한빙상연맹 또한 오랫동안 내재되어 있던 권력싸움과 빙상계에 자행되던 각종 병폐와 비리들이 1990년대 쇼트트랙 1세대들을 통해 발현하기 시작하였고, 지도자들과 선수들의 갈등은 2000년대 10대와 20대 초반이었던 그들의 제자들로 이어졌고, 이는 이후 쇼트트랙 뿐만 아니라, 스피드 스케이팅과 빙상계 전체를 아우르는 내부갈등으로 대중들에게 노출이 되었던 것이었다.

#### 2001 - 2003년
안현수가 2002년 국가대표가 되었을 당시 빙상계는 대학입시 특기생 비리 사건이 터진 바로 직후였다. 그리고 이것은 2000년대 이후 한국체대와 비 한국체대의 빙상파벌의 분리의 시작 중 가장 큰 하나의 사건이라 볼수 있다. 
그중의 하나는 전 스피드 스케이팅 국가대표 선수 출신이자 국가대표 감독 이었던 한국체육대학교 이모 교수가 2001년 체육특기생 선발과정에서 학부모들에게 억대의 금품을 받은 혐의로 구속되었던 사건이다. 이 이후 2002년 3월에는 한체대 빙상부 학생들은 선배 교수를 고발한 전명규 감독을 받아들일수 없다며 한국체육대학교 교수 부임에 대해 반대시위를 한 사건이 있다. 일부에서는 전명규가 학부모와 빙상지도자사이의 대학입시 금품 비리를 없앤 것으로 평가하기도 하였으나, 또 다른 일부에서는 당시의 선수 훈련비를 받았던 것은 빙상계의 관행이었다며, 고발당했던 교수를 전명규의 피해자로 보는 견해와 주장도 있다. 이모 교수의 사이와 전명규의 관계는 2014년 동계올림픽 때와 2018년 동계 올림픽 기간 세간의 커뮤니티에 재조명되며 거론되기도 하였고, 이모 교수는 김보름과 노선영의 2018 평창 올림픽 여자 팀추월 논란 때에는 대한빙상연맹과 전명규의 반대편에서 비판하기도 하였다. 실제로 이모 교수는 한국체대에서 석사학위를 받았고, 한국체대 교수로 재직했으나 경희중, 경희고, 경희대를 거쳐 한체대에서 석사학위를 취득하고 경희대에서 박사과정을 수료했으며, 그의 제자들은 2018년 빙상파벌 논란 당시 전명규의 반대편에 있던 제갈성렬과 이규혁으로 그들의 출신학교는 단국대와 고려대이다. 실제로 이사건이야 말로 2000년대 이후 한국체대와 비 한국체대의 빙상 파벌의 분리의 시작 중 가장 큰 사건 중 하나라 볼수 있다.
이러한 상황 속에서 안현수는 대한빙상경기연맹 비한체대를 대표하던 유태욱 부회장과 박성인 빙상연맹 회장 특별 추천으로 2002년 올림픽, 국가대표 선수가 될수 있었으며 이들의 추천을 받은 전명규 감독은 히든카드라고 언급하며 개인전에 출전시켰다. 올림픽 이후 전명규는 한국체육대학교 교수로 부임하였고, 2003년 6월 안현수는 다른 대학교들의 교수직 보장 등 파격적인 조건들에도 불구하고 한국체육대학교에 입학한다

#### 2003 - 2005년
안현수의 전성기가 시작되었을 2003-2004년, 빙상계의 갈등과 지도자들의 선수 폭행과 전횡은 심각했다. 국가대표 선발전 판정 실격 논란으로  장철수 심판 이사와 유태욱 경기 이사가 지목되었고, 여자국가대표팀 폭행논란으로 이준호 코치가 사임하였다. 2004년 9월에는 김기훈 코치가 선수들에게 스케이트날을 강매하였다는 비한체대쪽 선수들의 폭로로 사임하였다.
2004년 11월에는 교체된 최광복(단국대 출신)과 김소희 (계명대출신) 코치진의 상습구타에 못이겨서  최은경, 여수연, 변천사, 허희빈,  강윤미, 진선유 여자대표팀 선수 6명의 선수촌 무단 이탈 사건이 일어났다. 코치진은 박세우(한국체대 출신), 전재목(단국대 출신)으로 변경되었다.
여자 쇼트트랙 코치진 교체이후 딱 2달뒤인 2005년 1월 동계 유니버시아드 대회에서는 안현수 구타 사건이 일어난다. 이 일로 윤재명 감독 은 당시 제기된 승부조작 논란과 폭행파문 책임으로 3월 세계 팀 선수권 이후 감독직에서 물러나야 했다. 윤재명 감독대신 2006년 토리노 올림픽을 위해 남자팀 코치에 김기훈이 재선임 되었으며, 여자팀에는 전재수 코치가  임명된다. 그러나 1차 선발전이 끝난 이후 2005년 4월 안현수를 제외한 비한국체대 출신인 나머지 7명의 선수들이 선수촌 입촌을 거부하는 사태가 벌어졌다. 그들은 "주인공은 정해져있다. 특정선수를 편애하는 감독은 믿을 수 없다."고 주장하였다. 재입촌 하고서도 학부모 7명은 선수촌에서 소란을 피워서 결국 김기훈은 "더이상 이런 선수들을 가르칠 수 없다" 며  사임한다.
2018년 김기훈은 그때의 상황에 대해 이렇게 인터뷰 하였다. "안현수만 특별히 더 가르친것이 아니었는데, 안현수가 다른 선수들보다 더 나를 자주 찾아와서 배웠다. 안현수의 기량은 정말 뛰어나서 하나를 가르치면 정말 스펀지처럼 빨아들였다."

#### 2005 - 2006년
빙상연맹은 2005년 7월 윤재명 감독을 총감독으로 재선임하려 했지만, 안현수 등의 2004년 2005년 폭행피해사건 중심에 있던 선수들의 반대로 선임이 되지 않았으며, 빙상연맹 지도부의 사퇴를 주장했던 전재수 코치는 오히려 빙상연맹에서 징계를 받게 되었다. 결국 안현수는 비한국체대 남자 선수들과 송재근 코치가 있던 남자대표팀이 아닌 여자팀에서 훈련을 해야 할 정도로 곤란을 겪었다. 이런 안현수를 도와주었던 것은 한국체대 후배 이승훈과 연세대 성시백이었다. 2005년 당시 안현수는 한국체대 자퇴서를 제출하고 캐나다 유학을 가려고 하기까지 하였고, 2006년에도 쇼트트랙을 그만 두려고 할 정도로 당시의 파벌 갈등은 극단으로 향하였다.
2014년 빙상계 일부에서는 이에 대해 회자했는데, “2005년과 2006년 사이 안현수의 마음은 이미 국내를 떠나 있었을 것”이라고 언급하였다.
이와 반대로 여자팀은 한국체대 코치진인 박세우와 진선유의 갈등이 있었고, 진선유를 견제하라는 지시를 폭로한 한국체대 변천사와 진선유는 비한국체대 파벌인 남자대표팀에서 훈련을 해야만 하였다.

#### 2006년
토리노 올림픽 때 안현수는 5000m 남자 계주에서 완벽한 막판 대 역전극을 보여주며 대한민국 팀의 승리를 이끌었다. 그러나 경기 직후 이호석, 송석우, 오세종, 서호진 등의 다른 선수들이 따로 자신들을 지도했던 전, 현직 코치인 KBS 이준호 해설위원과 송재근 코치에게 빙판 위에서 큰절을 올리는 세레모니를 할때 안현수는 그들과 멀찌감치 떨어져 혼자서 박세우 코치 쪽으로 가있었던 특이한 광경이 2006 토리노 동계올림픽에서는 일어났다.  대한빙상연맹 관계자들은 올림픽 기간내에 기자들이 파벌 관련 질문을 쏟아낼때마다 이를 진화하기에 바빴고 선수들은 대답을 얼버무렸다. 당시의 불화는 대한민국 동계 올림픽 '역사상 쇼트트랙 종목 최고의 성적'에 가려졌다.
안현수와 이호석은 중학교 때부터 같이 운동을 했고, 신목고등학교 선후배 사이로 선수촌에서 한 방을 썼던 친한 사이였다. 안의 귀화이후와 2014년 올림픽이후에 이호석과 안현수의 사이가 당시의 불화로 인해 세간에 알려졌던 것과 다르게 나쁘지 않았던 것이 여러번 공개 혹은 인터뷰로 알려지기도 하였다. 또한 안현수는 실제로 오세종, 송석우와의 사이도 나쁘지 않았다. 2022년 6월 송석우는 한 유튜브 개인방송에 출연해서 당시의 파벌 관련 언급을 하였는데 선수들 사이는 문제가 없었고 어른들의 싸움에 휘말려 든 것이라 밝혔다. 하지만 파벌 갈등과 지도자들의 이간질로 당시 선수들의 사이는 갈라졌었고, 같은 파벌이 아니면 밥도 따로 먹고 서로 대화도 없었다.
올림픽에서는 안현수가 가장 먼저 결승선을 통과한 순간 한국 팀 내에서는 희비가 엇갈렸다.
그리고 안현수 본인은 올림픽 금메달을 땄고 이미 군면제도 받았기 때문에 단체전인 '계주는 열심히 안탈것이다.', '일부러 자빠져서 메달 따는 것을 포기할 것이다'라는 이야기들이 올림픽 당시 대표팀 내부에서 돌았으며, 급기야는 2006년 올림픽에서 이준호 해설위원의 해설을 왜곡해서 보도한 아름다운 양보라는 일부 언론의 왜곡된 보도는 안현수와 이호석의 사이를 더욱 멀어지게 하였다. 이와 관련해서 안현수는 운동 선수로서 저의 분야에서 최선을 다하고도 많은 비난을 받고, 양보했다는 말을 듣고...누가 4년에 한번 열리는 올림픽에서...인생에 한번 올까 말까 하는 경기에서 양보를 합니까"라고 억울해 했으며, 그는 또 "저는 금메달을 따고도 속상해 했고 양보가 아니란 걸 보여주기 위해 남은 경기 열심히 준비했다"고 하기까지 하였다. 이호석은 이후 인터뷰들에서 최선의 노력을 다했기에 은메달도 값진 성과이며 양보는 한적이 없다고 하였으나 파벌로 인한 오해로 2006년 올림픽 직후 선수들의 사이는 악화되었다. 이것은 안현수와 이호석의 2006년 세계선수권 3000 m 충돌과 안현수의 아버지의 빙상연맹 부회장 폭행사건으로 이어지게 되었다.
2006년 토리노 올림픽 당시 안현수 이호석과 경쟁했던 아폴로 앤턴 오노의 미국 쇼트트랙 대표팀의 코치였던 장권옥의 인터뷰에서 올림픽 당시 일부 언론들의 보도들이 왜곡되어 있었으며, 파벌문제와 엮이면서 이때문에 안현수와 이호석의 사이가 당시 더 악화되었음을 확인할 수 있다. 2006년 3월 장권옥은 대한민국 쇼트트랙 역사상 최고의 성적을 올렸던 토리노 올림픽을 선수들이 양보나 희생이 전혀 없었던 완벽한 진정한 승리였다고 평가하였다. 당시 장의 인터뷰는 빙상계 내부의 파벌싸움이 도리어 양보와 희생이 전혀 없이 최고의 성적을 내는 결과를 가져온면도 있다고 한것이었다.
안현수와 이호석의 갈등은 2006년 세계선수권에서의 충돌로 이어졌다. 먼저 500m 결승에서 안현수는 2위로 들어왔으나 '오프트랙' 판정으로 실격되었다. 안현수와 같이 결승을 뛰던 이호석이 마지막 코너를 돌던 중 블럭을 건드렸고 이 블럭이 바깥으로 밀려났는데, 당시 주심이었던 제임스 휴이시는 안현수가 블록 안으로 지나간 것으로 판단해 안현수를 실격시킨 것이었다. 당시 안의 코치였던 박세우는 안현수의 실격판정에 대해 심판에게 강력하게 항의했다. 박 코치는 안현수가 다른 선수에 의해 트랙 바깥 쪽으로 옮겨진 블록을 건드렸기 때문에 오프트랙 반칙이 아니라고 주장했지만 받아들여지지 않았다.  그리고 3000m 슈퍼파이널에서는 안현수는 이호석, 오세종과 충돌하였고 1위로 들어왔으나 '임페딩' 판정을 받아 실격되었다.
그럼에도 2006년 세계선수권의 종합 우승자는 안현수였다. 선수들이 귀국하던 인천 국제공항 선수단 환영식에서 안의 아버지 안기원씨는 당시 대한빙상연맹 간부들에게 항의를 하다가 김형범 부회장과 싸움을 하였다. 그는 "안현수가 우승하는 것을 막기위해 선수들과 코치가 작전을 짰던 것이라며 대한민국 선수들이 외국선수들보다 안현수를 더 견제했다고."고 주장하였다. 뉴스화면들로 그대로 보도된 이 공항사건은 파벌문제와 함께 언론과 세간을 시끄럽게 하였다. 안기원씨의 주장에 대해 당시 지목되었던 남자대표팀의 코치인 송재근은 이에 반박하는 뉴스 인터뷰를 하였고 싸움 중 폭행을 당했던 김형범 부회장과 안기원씨가 서로를 고소하겠다고 입장을 밝히기도 하였다. 이로인해 대한빙상연맹은 2006년 4월 5일 상벌위원회를 열어 선수단 징계를 검토한다고 하였다.
2006년 4월 26일, 상벌위원회는 안현수, 이호석, 오세종 모두 고의성이 없는 것으로 결론내었다. 당시 대한빙상경기연맹 진상조사위원회 위원장이었던 동국대학교 체육교육과 교수 채환국은 세계쇼트트랙선수권대회 3,000ｍ 결승 당시 이호석과 안현수의 충돌장면에 대해 다음과 같이 비디오 판독 결과를 발표하였다. "100여 번 이상 비디오를 재생한 결과  고의적인 충돌이 아니었으며, 안현수의 스케이트 앞날이 빙판에 걸리면서 이호석과 부딪혔고, 오세종 역시 캐나다 선수의 반칙으로 밀리면서 안현수와 충돌하였다." 2006년 5월 18일 대한빙상연맹은 안현수의 아버지 안기원씨에게 1년 간 빙상연맹 주최 대회 출입금지 근신 처분  학부모 징계를 내린다.

#### 2006 - 2007년
빙상계의 갈등은 내내 시끄러웠지만 항상 국제대회에서 메달을 따오면 좋은 결과로 무마됐다. '한국체대 - 비 한국체대' 간의 파벌 다툼으로 고심하던 빙상연맹은 '개인 코치제' 라는 특단의 조치를 내렸으나, 이는 서로의 파벌에 따라 선수들이 더욱 나눠지게 되었다. 그 당시 안현수의 개인 코치는 전명규였다. 당시 안현수의 모든 부분에서 전명규 교수는 관여하고 있었다. 실업팀에 들어가는 대신, 대학원에 입학해 안현수의 진로를 모색할것이라고 전명규는 당시 언론에 밝혔다. 그러나 안은 성남시청을 선택했다. 2010년과 2014년이후 안의 아버지 안기원씨는 대한빙상연맹의 병폐에 대해 발언하면서 성남시청을 선택한 이후 안현수가 배제되기 시작하였다면서 전명규 교수에 대한 비판의 목소리를 내었으며, 빙상계 한편과 그리고 언론들에서는 성남시청에 입단한 이후 전명규와 한국체대 파벌과 사이가 멀어졌다고 보도하기도 하였다. 특히 2014년 동계올림픽 당시 장명희는 기자회견을 통해 안현수의 사례 등을 거론하며 전명규가 전횡을 부렸다는 의혹들을 제기하면서 강하게 비판을 하기도 하였다.
2014 동계 올림픽 기자회견에서 빅토르 안은 자신의 귀화는 파벌과 상관이 없는 결정이었다고 밝혔다. 하지만 이후에도 러시아 귀화 선택과 관련해서 대한빙상연맹과 전명규 교수, 파벌문제, 2010년 벤쿠버 올림픽 선발전과 관련된 짬짜미 파문 이후의 선발전 변경과 관련된 논의들은 언론과 빙상계 그리고 세간에서 계속해서 거론되었다.

### 2010년 대한빙상경기연맹과의 갈등

#### 2010년 벤쿠버 올림픽 국가대표 선발전 승부조작 파문
2010년 3월 안현수의 아버지 안기원씨는 "이정수 선수가 세계선수권 출전과 관련해서 빙상연맹의 압박을 받았다."고 폭로한다. 그리고 이로인해 '벤쿠버 올림픽 국가대표 선발전 승부담합 짬짜미파문'이 공론화 되게된다. 당시 안현수의 아버지는 빙상계를 움직이는 유라인(유태욱)과 전라인(전명규)이라는 빙상계 양대 파벌을 언론에 공개하기도 하였다.
안현수의 아버지가 2010년 당시 사건을 공론화 하게 된 계기는 다음과 같았다. 이정수의 가족들은 이정수가 발목 부상을 당하지 않았음에도 발목 부상을 이유로 세계선수권 개인전 종목 출전을 못했음을 알게된다. 이정수의 아버지는 당시 국가대표 대표팀의 선수를 지냈던 권수현 선수의 아버지인 권금중에게 이 사건을 알렸고 그들은 대한체육회 조사위에 대한빙상연맹에 대한 감사를 신청하기를 결정하고, 사건의 조사를 위해 200명의 사람들에게 서명을 받았다. 하지만 대한체육회 조사위에 감사를 신청하기 위해서는 300명 이상이 필요했다. 그들은 영향력이 있는 안현수의 팬 카페에 안현수의 아버지가 이 사건을 써서 공개해주길 요청한다. 안현수의 아버지 주변에서는 아들을 위해서 사건을 밝히지 마라 했으나 결론적으로 이 사건은 한국 사회와 대중들에게 완전하게 공개된다.
아버지의 이러한 '빙상연맹의 선수 출전과 관련한 윗선 외압 관련 발언'이후 곧 대한빙상연맹은 이정수 선수와 김성일 선수가 자의로 출전을 포기하겠다는 각서'를 썼음을 언론에 내세웠다. 그리고 이후 '윗선 외압과 관련된 폭로'는 선수들의 '벤쿠버 올림픽 선발전 짬짜미 사건'으로 바뀌어 흘러갔다. '선수들과 대한빙상연맹의 진실게임', '코치들과 선수들간의 진실게임', '선수와 선수들의 폭로전과 진실게임' 등등의 파장으로 이어졌다. 이러한 파장들은 안현수의 의사와 상관이 없었다. 하지만 '빙상연맹의 선수 출전포기 외압 폭로와 그와 관련된 대표선발선수들의 짬짜미 파문'의 파장은 안현수를 향했다. 국가대표 선발전이 연기되었고, 기초 군사훈련 시기와 겹쳤던 안현수는 훈련 계획에 차질을 빚었다. 그리고 선발전 연기 결정이 안현수를 견제하기위해, 혹은 안기원씨가 폭로한 '빙상연맹의 선수외압'과 관련되어 보복차원에서 이뤄졌다는 의혹들이 당시 제기되었다.

#### 2010년 당시 안현수와 빙상계의 관계 언론 보도
```
< 
2010년 3월 중앙일보
 > 2010년 당시 다수 빙상인들은 납득하기 어렵다고 말했다. "2010년 2월 올림픽에 나설 선수들을 10개월 전인 2009년 4월에 뽑은 이유가 석연치 않다" 실제 미국과 중국은 2009년 12월에 선발전을 치렀다.....한국이 지난해 4월에 서둘러, 그것도 단 한 차례 선발전으로 끝낸 것은 안현수(25)와 진선유(22)를 배제시키려는 의도가 숨어 있다고 빙상인들은 주장했다. 하지만 이들이 부상 중에 선발전을 치르는 바람에 둘은 태극마크를 다는 데 실패했다. ....실업팀 진출을 두고 빙상연맹 핵심 인사가 희망하는 팀으로 가지 않았기 때문에 미운털이 박혔다는 수군거림이 여기저기서 나왔다.
[
135
]
```

```
< 
2010년 4월 MBN
 > 토리노올림픽 3관왕인 안현수는 파벌 수장의 뜻을 어겨 밴쿠버올림픽 출전 기회조차 얻지 못했다는 뒷말이 무성했습니다.
[
136
]
```

```
< 
2010년 4월 조선일보, 경인일보
 > 대한빙상경기연맹이 지난 9일 갑작스럽게 쇼트트랙 대표선발전(4월23~24일 개최 예정)을 9월로 연기했다. 하지만 선발전을 준비해왔던 일부 선수들과 쇼트트랙 팬들이 연맹의 결정에 반발하고 나섰다. 안현수(성남시청)와 이정수(단국대) 등 일부 선수들과 코치들은 선발전 연기를 철회해 달라는 탄원서를 제출했다. 이들은 "안현수가 내달 기초군사훈련을 받기 위해 한 달 동안 입영해야 하는 상황에서 9월로 대표선발전이 미뤄지면 훈련 시간과 컨디션 회복 시간이 부족해 최상의 기량을 발휘하지 못하게 된다"고 주장했다.
용인시청의 소속 선수가 발목을 다쳐 대표선발전에 제대로 나설 수 없는 상황에서 대표선발전 연기는 용인시청 선수들을 봐주려는 빙상연맹 수뇌부의 의도가 깔린 것이 아니냐는 의혹도 제기되고 있다. 현재 용인시청 코치는 유태욱 빙상연맹 부회장이다.
[
134
]
[
137
]
```

```
<
 2014년 2월 시사저널 
> 대다수 종목은 올림픽 국가대표 선발전을 여러 차례 치르고 마지막 선발전의 배점을 가장 높게 매겨 평가한다. 쇼트트랙 역시 과거 올림픽 선발전을 두 차례 치렀다. 그러나 당시 대한빙상연맹은 올림픽을 10개월 앞둔 4월, 단 한 차례의 선발전만으로 출전 선수를 확정지었다. 안현수 선수가 부상에서 미처 회복되기 전이었다. 선발된 대표 선수들은 모두 비 한국체대 출신이거나 재학생이었다.
[
84
]
```

```
<
 2018년 2월 28일 미니어스 임재훈의 스포토픽 
> 사실 빅토르 안이 러시아로 귀화를 결심하게 되는 과정에서 여러 일들이 있었다. 부상과 재활 문제도 있었고, 소속팀이던 성남시청이 해체되기도 했고, 국가대표 선발전을 치르는 방식과 관련, 논란도 있었다.
[
138
]
```

```
<
 2022년 2월 YTN 
> 전 빙상연맹 관계자(익명), 국적을 옮긴다는 게 단 한 가지 이유로 옮길 수는 없는 거잖아요. 그게 쉬운 일은 아니잖아요. 그러다 보니까 그 이유가 한 가지가 있지 않을 까라는 생각을 하죠. 왜냐하면 그 당시에 제가 알기에는 현수한테 우호적이었던 팀들은 없는 걸로 알고 있었거든요.
[
126
]
```

#### 성남시청 빙상팀 해체
빙상연맹은 2010년 국가대표 선발전을 쇼트트랙에서는 드문 '타임레이스' 방식으로 치르기로 하였다. 결승선을 통과하는 순위가 아닌 개인 기록 순으로 국가대표를 선발한 것이다. 그러나 '타임 레이스 방식'은 몸싸움이 심한 쇼트트랙 경기 능력과는 거리가 멀다는 비판을 받았다. 또한 경기운영 능력이 뛰어나지만, 부상을 당해 회복중인 안현수에게 절대적으로 불리하게 바꾼 보복성 선발 방식이라는 의혹도 제기되었다.
결국 2010년 9월 타임레이스 방식으로 치러진 국가대표 선발전에서 탈락해 2010 - 2011년 시즌 국가대표로 선발되지 못했다. 이후 대한빙상경기연맹은 2011년 - 2012년 시즌 국가대표 선발전은 다시 4월에 치를 것이라고 해, 안현수는 이에 대한 대비를 한다. 그러던 중 소속팀인 성남시는 2010년 7월 12일 판교특별회계에서 악화된 지방 재정으로 인해 모라토리엄을 선언하였고, 그것의 여파로 2010년 12월 30일 부로 소속 15개 체육팀 중 하키, 펜싱, 육상 3종목을 제외한 모든 팀을 해체하면서 빙상팀을 해체하기로 결정하였다.
성남시청 빙상팀의 해체이후 안현수가 갈 곳은 없었다. 대한민국 내 어느 팀도 안현수를 스카우트하지 않았다. 대한민국 빙상계에서 안현수는 '말도 많고 탈도 많은' 선수였다.

### 2010 - 2011년
안현수는 2010년부터 2011년까지 SBS 스포츠 쇼트트랙 해설위원으로 활동하며 쇼트트랙 월드컵 시리즈와 세계 쇼트트랙 선수권 대회를 해설했다.

### 러시아 귀화
러시아는 2009년부터 안현수에게 관심을 가지고 국가대표 영입제안을 하고 있었고 그는 2009년부터 2010년 동안 러시아 외에 일본, 미국 등 다른 나라들에서 귀화와 영입제안을 받았다. 국제 빙상 연맹(ISU) 규정에 따라 다른 나라의 대표로 뛸 수 있는 방법은 두 가지이다. 하나는 현지에서 1년 간 거주한 뒤 체류국가 빙상연맹 동의를 받아 국적을 신청하는 경우이고 다른 하나는 현지에서 1년간 거주한 뒤 양국 빙상연맹의 합의에 의해 체류국가 국적 획득 여부에 상관없이 대표자격을 부여받는 경우이다. 하지만 대한빙상경기연맹은 안현수의 대표팀 이적에 합의할 이유가 없었고 안현수는 귀화밖에 선택지가 없었다.
안현수는 러시아 대표팀 승선 여부에 관해 확실하게 결정하진 않았다고 인터뷰했지만 소속팀인 성남시청 쇼트트랙 팀이 해체되는 일이 발생했다. 그는 새로 옮길 소속팀을 찾지 못하였고, 해체된 이후에도 소속팀 없이 홀로 훈련해야만 했다. 결국 대한민국에서 더 이상 선수로서 생활이 힘들다고 생각한 그는 새로운 여건에서 운동할 수 있는 러시아로 진출하기로 결정하였다.
안현수는 2011년 2월 전국동계체육대회에 출전하여 3000m 금메달 1개, 1500m와 계주에서 은메달 2개를 획득했고 2011년 4월 국가대표 선발전 500m에서 1위를 하여 대한민국 선수로서 마지막 우승 타이틀을 획득했다. 국가대표 선발전 결과는 공동 4위였지만 3000m 결과로 순위가 밀리면서 최종 5위를 획득했고 대한민국 국가대표 자격은 얻지 못하였다. 이때 안현수와 동률 4위였던 이정수가 2011년 10월 쇼트트랙 월드컵 2차 대회에서 부상을 당했고 만약 안현수가 러시아로 가는 선택을 하지 않았다면 5위였던 그가 대체 대한민국 국가대표 선발 대상이었다. 하지만 그는 이미 선발전이 열리기 전 4월 11일 국가대표로 발탁되어도 태극마크를 달지 않을 것이며 러시아로 갈 것임을 언론에 밝혔고 국가대표 선발전은 대한민국에서의 마지막 고별 무대였다.
안현수는 미국 협회의 영입제안도 마지막까지 고려했으나, 미국의 시민권 취득 과정과 이주 문제에 비해 러시아 시민권 취득은 쉬웠고 러시아는 미국과 달리 안현수의 재정적 지원을 약속하였다. 2014년에 뉴욕 타임스는 러시아 빙상 연맹 외에 블라디미르 푸틴 러시아 대통령이 특히 안현수 영입에 관심을 가졌다고 소개했다.
안현수는 2011년 6월 러시아로 이주하였고, 8월 17일 러시아 국적 신청을 한 이후 미니홈피를 통해 팬들에게 심경을 토로하였다. 그리고 귀화에 앞서 2011년 7월 국민체육진흥공단에서 자신의 남은 연금을 일시불로 수령하였다. 그는 러시아 귀화와 동시에 '승리'를 뜻하는 영어 단어 '빅토리(영어: Victory)'와 발음이 비슷하고 소련에서 명성을 떨친 고려인, 록 음악가 빅토르 초이처럼 러시아에서 유명해졌으면 좋겠다는 생각에 자신의 이름을 '안현수'에서 '빅토르 안(러시아어: Виктор Ан)'으로 개명했다. 이후 2011년 12월 28일 드미트리 메드베데프 러시아 대통령이 안의 러시아 국적 취득을 인정하는 대통령령에 서명하면서 그는 정식으로 러시아 국적을 취득했으며 이중 국적이 허용되지 않는 대한민국 국적법에 의해 그의 대한민국 국적은 자동 소멸되었다.
당시 대한민국 언론을 통해 공개된 빅토르 안의 기본 연봉은 12만 달러였으며, 2022년 12월 성남시청 빙상팀 코치직 지원 당시 그에 대해 대한민국 빙상지도자 복귀 반대 성명을 낸 빙상지도자연맹의 입장을 보도한 일부 언론을 통해 공개된 그의 연봉은 한화 1억 8천만원이었다. 러시아 빙상 연맹은 안의 생활비를 지원했고 러시아어 개인 교사를 제공하였다. 또한 재활과 훈련을 위해 성남시청의 황익환 코치를 빅토르 안의 전담 개인 코치로 초빙하였고 심리적 안정을 위해 부인 우나리를 러시아 국가대표팀 선수촌 아파트에서 생활하게 해주었고 그녀를 대표팀 임원 명단에 포함시켜주었다. 그리고 선수 은퇴 후에는 지도자 자리도 제공하겠다고 약속하였다.
빅토르 안은 2015년 MBC 휴먼다큐사랑에서 러시아 귀화 직전, 러시아 빙상연맹에 "이 선수는 한국에서 문제가 많은 선수이니 절대로 받아들이시면 안된다."는 대한민국 빙상관계자의 압력이 있었다는 것을 밝힌다.
```
안현수의 러시아 출국 직전 인터뷰
[
97
]
 "전 한국체대 출신이라는 이유로 여자대표팀을 이끄는 박세우 코치 밑에서 훈련했어요. 숙소도, 밥도 저 혼자 먹었어요. 하지만 여자대표팀에서 훈련할 수가 없잖아요. 그런데 빙상연맹에서 올림픽 1주일 전에, 따로 훈련하지 말고 남자대표팀으로 들어가서 훈련하라고 지시하더라고요. 대표팀 선수들과 말 한 마디 하지 않고 혼자 지낸다고 생각해보세요. 왕따를 당했다기 보단 그냥 서로 말을 안 하고 지냈던 거예요."
"토리노 올림픽 때가 최고로 심했어요. 외국 선수들은 한국팀 상황이 너무 이상하다고 수군거리더라고요. 계주에서 마지막 주자였던 제가 1위로 들어오니까 아주 ‘잠시’ 대표팀 선수들이 부둥켜안고 환호성을 질렀었죠. 그러다 슬며시 머쓱해진 거예요. 말도 안 했던 선수들끼리 부둥켜안고 있으니 웃긴 거였죠. 결국 전 박 코치님한테로 가고 나머지 선수들은 송 선생님과 기쁨을 나눴어요. 솔직히 선수들과는 악감정이 없어요. 우리가 무슨 죄인가요? 모두 어른들이 만들어 놓은 줄 긋기에서 선수들만 희생하는 거죠."
"전 이제 눈치 안 보고 살고 싶어요. 지금까지 한국에서 할 만큼 했다고 생각해요. 전 제 가슴에 어느 나라 국기가 달리든 크게 상관 안 해요. 올림픽에 출전할 수 있는 게 훨씬 더 중요하니까요." (2011년 4월 26일)
```

```
귀화 직전 안현수의 미니홈피 글
[
159
]
 "좋아하고, 하고 싶어하는 운동을 조금 더 나은 환경에서 마음 편히 집중해서 할 수 있다는 것 때문에 이런 결정을 내리게 됐다. 좋지 않은 시선으로 보는 사람도 있을 것이라는 것을 알고 있다. 나의 선택이기 때문에 그런 부분에 대해서도 각오하고 있었다."
"많은 분들이 관심을 가지고 응원해주셔서 내가 짊어지고 가야할 짐들을 덜 수 있었다. 내 선택에 대해 후회가 없도록 하겠다."
"오래도록 기억에 남는 쇼트트랙 선수가 되겠다." (2011년 8월 17일)
```

### 2011년 러시아에서 대한민국 코치진들과의 갈등
빅토르 안이 러시아 행을 결정하기 전 이미 미국 쇼트트랙 대표팀을 이끌었던 장권옥 감독이 총 감독으로 2010년부터 러시아 대표팀을 이끌고 있었다. 그렇기에 당시 안의 러시아 귀화에 장 감독이 관여되어 있다는 추측도 나왔으나 2010년 장감독은 "개인적으로 안현수가 국내에서 성공하기 바란다. 대한민국의 슈퍼스타인 안현수를 등에 업고 러시아에서 성공할 생각은 없다." 라면서 이런 소문들을 일축했었으며, 2011년 당시 안현수 측에서도 장 감독이 아닌 러시아 연맹과의 협의로 진출한 것이라고 밝혔다.
장권옥 감독의 2011년 8월 러시아 매체 소베스키 스포르트 와의 인터뷰를 본다면 2014년 당시 최광복 코치와의 악연이 한국 언론에 공개적으로 알려진 바와 달리 안현수와 장권옥 감독과의 사이는 표면적으로 확인된 부분은 없다.
```
저는 2002년부터 안현수를 알고 있었고 어떤 코치에게 물어봐도 저와 같은 모든 사람들이 그에 대해 가장 높은 평가를 내릴 것입니다. 그가 러시아 팀과 보낸 첫 달에 이미 우리는 큰 진전을 이루었다고 말할 수 있습니다....그들은 그의 기술, 그의 자세를 모방하려고합니다.

나는 안현수를 러시아 팀의 진정한 "롤 모델"이라고 부르고 싶습니다. < 장권옥 감독의 2011년 8월 인터뷰 >
```

2011년 8월 러시아 스피드 스케이팅 선수이자 빅토르 안과 2014년 동계 올림픽 쇼트트랙 5000m 계주 팀 메이트 였던 루슬란 자하로프는 그에 대해 소베스키 스포르트에 이렇게 말을 하였다. "안현수는 멋진 사람이고 매우 사교적입니다....개인적으로 쇼트트랙에서 이런 선수는 본 적이 없다. 그는 5번 종합 챔피언입니다. 아무도 그의 업적을 다시금 이룰수는 없을 것입니다....무엇보다 그는 독특한 근육 구조를 가지고 있다. 인간의 언어로 설명하기는 어렵지만, 안은  쇼트트랙을 위해 만들어진 것 같다. 멀리서 보면 날아가는 것 같다."
2011년 10월 러시아 빙상연맹은 빅토르 안을 남겨놓고 장권옥 감독과 최광복 코치 등 대한빙상연맹 코치들과 스태프들를 해고했다. 당시 러시아에서 코치진들을 해고한 이유는 언론보도에 따르면 다음과 같았다.
1. 장권옥 감독을 영입한 러시아 지도부 세력과 반대파 사이의 지도부 갈등
2. 부상과 건강 문제로 능력 있는 선수들을 잃을 수 있는 위험에 처했었다. 훈련 방식을 바꿔달라는 우리의 요청은 받아들여지지 않았다.
3. 한국 전문가들은 쇼트트랙에서 중요한 의미가 있는 스케이트 장비 준비 비법을 러시아 코치들에겐 절대 알려주지 않았다.
4. 모든 수단을 동원해 선수들을 자신들에게 종속시키고 코치단을 독재화하려 시도했다.
당시 코치진들이 해임이 된 사건은 러시아 선수를 '체벌' 했다는 이유였다. 하지만 실제로 안만 빼고 모두 물갈이 되면서 2011년 초 러시아로 넘어간 안현수가 한국식 강훈련을 받은 것을 꺼린 탓에 코치진이 물갈이 되었다는 설이 있었는데, 이는 2014년 동계 올림픽 당시 여자대표팀의 최광복 코치와의 악연으로 언론에서 언급한 바가 있다.
이와 함께 2004년 여자쇼트트랙 구타 사건이 재조명되었는데 선수 구타사건때 당시 코치였던 여자대표팀의 최광복 코치와 2014년 소치 올림픽 당시 김소희 해설위원은 많은 비난을 받게된다. 이때 2004년 여자쇼트트랙 구타사건이 재조명 되었던 것은 안현수가 이와 관련되어 발언을 하거나 역할을 한 부분은 없었다. 단 안현수의 귀화로 인해 파벌문제와 2005년 안현수가 폭행당했던 동계유니버시아드 구타사건이 여론과 언론에 거론되었고, 대한빙상연맹에 대한 비판적 여론과 함께 2004년 여자대표팀 구타사건까지 언급되었던 것이었다. 또한 10년전 사건의 여자대표팀 구타사건의 코치였던 최광복이 계속해서 올림픽 여자대표팀의 코치였던 것, 김소희는 해설을 하고 있던 부분이 컸다.
이 사건과 이후 부인 우나리의 부탁과 러시아의 초청으로 빅토르 안의 재활과 개인 코치를 위해 러시아로 갔던 황익환 감독의 증언으로 인해 대한빙상연맹 코치진들과 빅토르 안의 갈등이 확인되었다.
```
처음에는 체력보다는 마음을 치료하는 게 급선무였다. '넌 이미 많은 걸 해봤고 해왔던 길을 다시 가기 때문에 그 길을 처음 가는 선수보다 더 나을 것' 이라고 자신감을 심어줬다.

대화를 나누면서 현수한테 상처가 많다는 걸 알게 됐다. 러시아 귀화 후 러시아대표팀을 이끌던 당시 한국인 감독, 코치들과 묘한 신경전을 벌였던 모양이다. 같은 한국인들이고 빙상계 사제지간이라 러시아대표팀에 한국인 지도자가 있는 게 더 많은 도움이 될 줄 알았는데 현실은 그렇지 않았던 것 같다. < 황익환 감독의 2012년 12월 인터뷰 >
[
175
]
```

```
한국인 감독이 있을 때, 현수는 '조교' 로 분해 열심히 앞에서 스케이트를 타며 선수들을 이끌었다고 하더라.

현수는 러시아로 가기 전에 한국에서 마지막으로 뛴 국가대표 선발전에서 500미터 1등을 차지했었다. 즉 몸 상태가 나쁘지 않았다. 하지만 6개월 만에 만난 현수는 최악의 슬럼프 상태에 빠져 있었다. 기가 막혀서 말이 안 나올 정도였다. 그때 서로 붙들고 많이 울었던 것 같다.

러시아연맹에서 그들을 퇴출시킨 후에도 현수는 한동안 그 상처에서 쉽게 헤어 나오지 못했다. < 황익환 감독의 2014년 2월 인터뷰 >
[
176
]
```

### 제 2의 전성기
러시아에 귀화한 빅토르 안은 2011-2012 시즌 러시아 쇼트트랙 국가대표로 선발되었으며, 2012년 2월, 모스크바에서 열린 월드컵 대회 계주팀의 일원으로 참가하여 약 4년 만에 국제 대회에 복귀하였다. 이어 2012-2013 시즌 국가대표 선발전 종합 2위로 러시아 국가대표로 선발되어 개인전 출전권을 획득 하였고, 2012년 10월 캘거리에서 열린 1차 월드컵에서 1000m 금메달을 따면서 부상 이후 약 5년 만에 첫 국제대회 메달을 목에 걸게 되었다.
그리고 2012년 12월 종합 선수권 대회에서 러시아 챔피언 자리에 오른다.
2013년 1월 스웨덴 말뫼에서 열린 유럽 선수권에서 1000 m 은메달 500 m 동메달 5000 m 계주에서 금메달을 획득하고, 2013년 3월 헝가리 데브레첸에서 열린 세계 쇼트트랙 선수권 대회에 참가하여 500m와 5000m 계주에서 은메달을 획득하여 러시아 쇼트트랙 선수로는 처음으로 세계 선수권에서 메달을 획득하게된다.
유럽선수권과 세계선수권 메달 획득을 한 빅토르 안은 러시아 연방으로부터 《명예 러시아 체육 명장》 칭호를 수여 받는다.
그리고 2013-2014 시즌 월드컵 종합 랭킹 2위, 500m 랭킹 1위로 월드컵을 마무리한 빅토르 안은 2014년 1월 독일 드레스덴에서 열린 유럽선수권에서 4관왕에 오르며 올림픽 청신호를 보냈다.

### 2014년 동계 올림픽

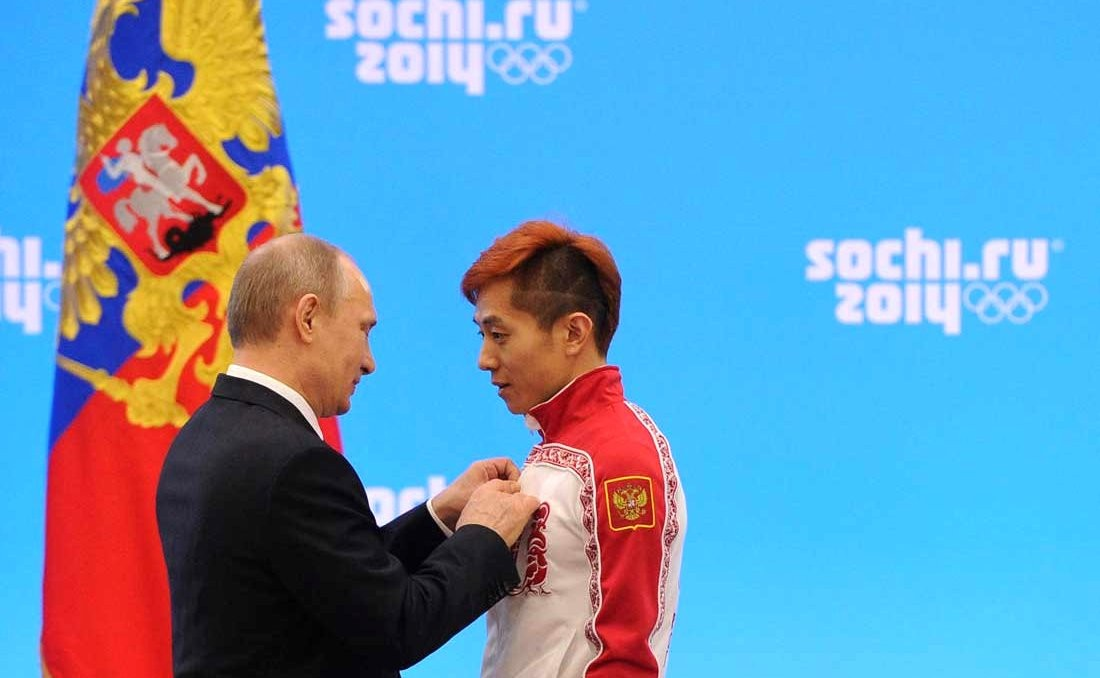
2014년 2월 24일 블라디미르 푸틴 대통령으로부터 훈장을 받은 빅토르 안.

2월 10일 러시아 소치에서 열린 2014년 동계 올림픽 개인 1500m에서 동메달을 획득하여 8년 만에 올림픽 메달을 땄다. 이 메달은 러시아가 최초로 쇼트트랙에서 획득한 올림픽 메달이었다. 그리고 2014년 2월 15일 아이스버그 스케이팅 팰리스에서 열린 대회 쇼트트랙 남자 1000m 결승전에서 빅토르 안은 금메달을 확정한 후 빙판에 무릎 꿇어 입맞춤을 한다. 그는 겨울올림픽 역사상 2개 국적으로 각각 금메달을 차지한 역대 최초의 선수가 됐다. 그리고 이날만 특별히 마련된 '운석' 금메달의 주인공이기도 하였다. 2014년 중앙일보의 한 기고문은 그의 조국을 아이스링크라고 하였다.
22일 500m, 5000m 계주 경기에서도 금메달을 획득한다. 러시아에 금메달 3개, 동메달 1개를 안기며 2006년 동계 올림픽 이후로 다시 한번 3관왕의 기록과 전종목 메달 석권이라는 기록을 세웠다. 또한 쇼트트랙 사상 최초로 동계 올림픽 전종목에서 금메달을 획득한 선수가 되었으며, 총 8개의 올림픽 메달로 미국의 아폴로 앤턴 오노와 남자부 쇼트트랙 최다 메달 타이 기록을 세우게 되었다.
올림픽이 끝나고 미국 NBC는 빅토르 안을 올림픽 최고 MVP로 선정한다.
당시 빅토르 안은 대회 기간동안의 인터뷰들과 2월 22일 기자회견을 통해 아버지가 너무 많은 말을 했고, 자신과 의견이 다르며, 대한민국 선수들과 부딪치는 기사가 나가는 것을 원치않는다고 하였다. 그리고 성남 시청 실업 팀이 해체된이후 그를 원하는 국내 팀들이 없었는데, 쇼트트랙을 하고 싶었고, 올림픽에 나가고 싶었으며 러시아 귀화는 자신을 위한 선택이라고 하였다. 당시 제기된 국가대표 선발전과 관련된 불이익에 대한 의혹들을 부정하였으며 아버지, 언론, 빙상계 일각에서 거론한 파벌문제와 관련하여 파벌싸움은 있었으나 그게 자신이 귀화를 결정한 결정적인 요인은 아니라고 밝힌다.
2014년 2월 24일 그는 블라디미르 푸틴 러시아 대통령으로부터 러시아 국가의 강화, 국가의 사회 경제적 발전, 연구 활동, 문화 및 예술의 발전, 뛰어난 스포츠 성과 탁월한 공헌 또는 조국 수호에 대한 상당한 공헌에 대해 수여되는 《조국공헌훈장》 4급과 러시아 국방부로부터는 《군사 협력 강화 메달》을 수여받았다. 그리고 드미트리 메드베데프의 명령으로 의해 포상금 및 모스크바의 고급 아파트 등 세차례 저택 등을 포상으로 받았다.
이어 2014년 3월 캐나다 몬트리올에서 열린 세계 쇼트트랙 선수권 대회에서 1000m 1위, 3000m 슈퍼 파이널 3위를 기록하고 500m, 1500m, 5000m 계주에서 4위를 기록해 6번째 종합우승이자 7년만의 종합우승을 거머쥐면서 중화인민공화국의 양양과 함께 세계선수권 최다 우승의 기록을 세웠다.
```
 빅토르 안의 2014년 소치 올림픽 당시 인터뷰와 기자회견
 "한국 선수들과 불편할 게 없는데 자꾸 언론들이 우리를 불편하게 만드는 것 같다. 아버지가 너무 많은 인터뷰를 했다. 그런 부분에 대해 나와 의견충돌이 있었다. 내가 말하지 않은 게 자꾸 부풀려졌다. 아버지가 나를 너무 아끼는 마음으로 한 것 같다. 그러나 내가 피해를 보는 부분도 있었다. 2008년 무릎을 다쳤고 그 부상 여파로 1년 동안 4번 수술을 받았다. 밴쿠버올림픽 선발전에 앞서 한 달 밖에 운동하지 못했다. 한국 룰에 맞춰 준비하는데 시간이 부족했다. 그리고 그 부분에 대해서는 특혜를 누릴 부분은 아니라고 생각한다."
"파벌은 있었지만 그게 내가 귀화를 결정한 결정적인 요인은 아니다. 내가 분명히 말했듯이 제가 정말 좋아하는 쇼트트랙을 하고 싶었고 나를 믿어주는 곳에서 마음 편히 운동하기 위해서 온 것이다. 한국에서 나 때문에 시끄러워지는 거 나도 원치 않는다. 한국선수들과 부딪히는 기사가 나가는 것도 아쉽다."
"2010년 12월 성남시청이 해체된 뒤 나를 원하는 국내 팀이 거의 없었다. 그런데 올림픽에 나가고 싶었고, 러시아행은 나를 위한 선택이었다. 지금도 내 결정에 후회하지 않으며 나에게 이런 기회를 준 러시아에 고맙다."
```

### 러시아 귀화 이후 대한민국 빙상계와의 관계
파벌 논란이 있었지만 빅토르 안은 대한민국 대표 시절과 귀화 이후 러시아 대표로 활동할 때에도 대한민국 선수들과 사이는 좋은 편이었다. 그는 대한민국 선수들과의 문제는 없다고 여러번 인터뷰 및 언론에 공개 하였다.
그리고 일부 선수들과는 개인적인 친분을 유지하고 있는 것으로 알려져있다.
2017년 10월 러시아 빙상 연맹은 러시아 매체 스포츠 익스프레스(Sport-Express)에서 "빅토르 안은 한국과 연맹에서 여전히 좋은 관계를 유지하고 있습니다. 그의 도움으로 서울에서 준비가 수월했습니다."라고 인터뷰했다.

#### 귀화와 파벌 논쟁
2014년 올림픽 당시 그의 금메달이 확정된 직후 대한 빙상연맹 홈페이지는 폭주하는 항의 글로 마비가 됐다. 2004년 여자쇼트트랙 코치진 최광복 -  김소희의 여자 선수들 폭행사건은 10년만에 재조명 되었고, 러시아에서의 빅토르 안과 최광복 코치와의 악연도 조명되었다. 그리고 전명규 교수의 블로그는 비난글들로 도배되었다. 올림픽 이후 전명규 교수는 성적 부진을 이유로 빙상연맹 부회장 직에서 내려온다.
당시 이와 관련해서 빙상계 한편에서는 안현수는 선, 빙상연맹은 악이라는 시선은 자제해야한다는 의견도 나왔고, 현재의 그가 최고의 선수가 될수 있었던 밑바탕은 전명규 교수의 영향력을 무시할 수 없다는 기사들도 나오기도 하였다.
2014년 올림픽 기자회견 당시 빅토르 안은 귀화의 결정적 원인은 파벌이 아니며, 아버지와 자신의 의견은 다르다고 하였다. 하지만 2018년 평창올림픽에서 제기된 팀추월 노선영 - 김보름 빙상 파벌 논란 때도 2006년 토리노 올림픽 전후의 파벌 문제와 러시아 귀화는 전명규 교수와의 관계가 영향이 있었을 것이라는 쟁점들이 언론들을 통해 제기되기도 하였다.
이러한 논쟁에 관련하여 2018년 2월 22일 국회의원 안민석은 CBS 김현정 앵커의 뉴스쇼에서 "안현수 선수가 한국에 와서 훈련을 했을 때 한국체대 빙상장에서 했거든요. 한국체대 빙상장에서 했다는 거는 전명규 감독 부회장의 허락이 있었다는 얘기거든요." 그가 전명규 교수와 사이가 좋지 않다면 한국체대 빙상장에서 훈련을 할 수 없다면서 귀화의 원인이 전명규 때문인지 파벌때문인지 아닌지는 안현수 본인이 이야기 해야된다고 하였다. 그리고 2월 28일 안민석은 빅토르 안의 문자 메세지를 언론에 다시 공개하면서, 귀화는 전명규 교수 때문이 아니라고 하였다. 또한 대한빙상연맹의 파벌문제에 대해서는 크게는 과거의 장명희 회장을 중심으로하는 빙상인들과 한체대의 전명규 교수를 중심으로 하는 빙상인들과의 세력이 나뉘어 졌다고 언급한다.
단 안민석의 발언에 대해 2018년 3월 성남빙상인인 권금중은 반박을 하였는데, 그것은 "안현수가 '빅토르 안'의 길을 택한 배경에 전명규 부회장이 있다는 주장이었다. 안현수가 성남시청에 입단한 지 16일 만에 대표팀 훈련에서 큰 부상을 당했고, 이후 성남시청 빙상팀까지 해체되면서 국내에서 선수생활을 하기 어려운 상황이었다." "장명희와 전명규로 파벌이 나뉘어져 있다는 안민석의 발언 또한 프레임일 뿐이다."라며 반박하였다.
2019년 2월 빅토르 안은 경향신문과의 인터뷰에서 성남시청 소속일 때는 입장이 애매해 전명규 교수와 연락을 하지 못하였으나, 2013년 3월 헝가리 세계선수권 대회 에서 인사를 드렸고, 그이후로 전명규 교수와 자신과의 사이는 나쁘지 않다고 밝혔다. 또한 당시 언론에서 제기 되었던 한국체대 플레잉 코치 부임과 전명규 교수가 빙상계 기득권 유지를 위해 파급력이 큰 빅토르 안을 기용한 것이라는 일부 빙상인들의 주장과 논란에 대해서도 어린선수들과 훈련하면서, 아이들의 스케이트 날을 종종 갈아주었던 것이 왜 문제라고 하는지 모르겠다고 대답하였다.

#### 2022년 3월 빅토르 안의 인터뷰
빅토르 안의 러시아 귀화 이유에 대해서는 수년동안 각자의 여러 주장들이 나왔고 여러 논쟁들과 언론보도들이 있었다. 2022년 빙상 관계자들은 "당시 빙상계의 파벌 논란 속에 부상과 팀 해체까지 겹친 상황에서  어느 하나를 꼭 집어 원인을 찾기는 어렵다".고 지적하였다. 여러 논쟁 속에서 빅토르 안은 2022년 3월 연합뉴스와의 인터뷰에서 다음과 같이 밝힌다.
```
"당시 소속팀인 성남시청 빙상팀이 재정 문제로 해체됐고, 난 부상으로 좋은 성적을 거두지 못했다"며 "당시 이런 나를 받아줄 팀은 없었다. 성적이 안 좋았고, 나를 둘러싼 시끄러운 이슈가 많았기 때문"

"이때 러시아에서 좋은 제안을 했고, 진정성을 느껴 선택했다".

"난 국내에서 불공정한 대우를 받지 않았고, 대한빙상경기연맹과 불편한 관계도 아니었다"라며 "일부에서 제기하는 파벌 논란으로 귀화를 선택한 것도 절대 아니다" (2022년 3월 20일)
```

### 2014년 이후
빅토르 안은 올림픽 이전 대한민국에서 이미 혼인신고를 했던 우나리와 결혼식을 올렸으며 결혼 2년차에 득녀하였다. 딸의 이름은 제인이다.
그는 러시아 선수생활을 하면서 대표팀의 코칭을 겸하였던 것으로 확인된다. 그리고 올림픽 이후에는 학교 수업 및 러시아 연방 도시들에서 마스터 클래스 행사에 참석하였다.
```
 블라디미르 그리고리예프
는 “안현수는 2019-20시즌을 마치고 은퇴를 선언할 때까지 훈련 계획과 주행 전술 수립 등 선수단 내부에서 황제 같은 절대적인 존재였다”고 증언했다.
[
216
]
```

```
빅토르 안은 실제로 ' 
선수 겸 코치
' 였습니다.. 그는 자신의 경험을 선수들에게 전하고 자신의 전술을 그들과 공유했습니다. 우리 쇼트트랙 역사에 큰 흔적을 남겼습니다. <2018년 9월 
스베틀라나 주로바
 러시아 관영통신 
리아 노보스티
>
[
218
]
```

2015년 유럽선수권에서 500m와 5000 m 계주 금메달 획득 및 준우승을 하고, ISU 월드컵에서도 꾸준히 입상하면서 국제무대에서 선수활동을 지속하였으나 계속되는 무릎 통증으로 이후 기량은 떨어지기 시작하였다. 수술을 받으면 경력이 위태로워질 거라고 판단하여 병원 치료와 재활을 위해 2015-2016 시즌을 쉬었고, 2016년 세계선수권은 불참 하였다. 이때 부인 우나리의 임신과 출산으로 대한민국에 입국하여 훈련하기 시작하면서 모교 한국체대에서 훈련하는 모습이 이후 언론을 통해 여러차례 보도되었다. 특히 2016년 3월에는 〈자랑스러운 한국체대 인 상〉을 수상하기도 하였다.
2016년 7월에는 러시아 올림픽 챔피언 명예의 전당에 19번째 별로 입성한다.
2016-2017 시즌 복귀 이후 2017년 유럽선수권에서 500m 동메달과 5000 m 계주 은메달을 획득하였고, 2017년 세계선수권에서 3000m 슈퍼파이널 3위를 한다. 2018년 유럽 선수권에서 500m 은메달과 5000 m 계주 은메달을 획득하면서 쇼트트랙 선수로서는 상당히 많은 나이에도 불구하고 여전히 국제 경쟁력이 있다는 것을 보여줬다. 하지만 후략할 러시아 국가 차원의 도핑 스캔들에 휘말리면서 2018년 동계 올림픽에 출전하지 못하였다.

### 2018년 평창 올림픽 출전 불가와 논란
빅토르 안은 2018 평창 동계올림픽을 앞두었던 선수생활 막바지에 러시아 도핑 스캔들에 연루되었다. 그는 공식적으로 도핑으로 기소되거나 도핑과 공개적으로 연결된점이 밝혀지지 않았으나 러시아 도핑 파문으로 인해 올림픽 참가가 불허되었다.
2016년 러시아의 도핑문제가 제기되었을때 빅토르 안은 2016년 이것을 국제빙상연맹 ISU에 문의 했고, 자신이 맥라렌 보고서 명단에 없음을 답변받았다. 또한 그는 2017년 12월까지 러시아 도핑 파문을 조사했던 IOC 오스왈드 위원회가 기소와 징계를 결정했던 러시아 소치 올림픽 선수 43인의 명단에 없었다. 하지만 2018년 1월 올림픽을 단 두 주 남겨둔 시점에서 출전불가 명단에 올라갔다. 당시 빅토르 안은 CAS에 제소를 하였으나 CAS는 빅토르 안 뿐만 아니라 제소한 모든 러시아 선수의 올림픽 출전을 허락하지 않았으며 그는 IOC 위원장인 토마스 바흐에게 자신의 올림픽 출전 제외에 대한 구체적인 이유를 공개해달라고 서한을 썼으나 답변을 받지 못했다. 당시 국내의 한 언론사는 빅토르 안은 금지약물 검사에 적발된 것이 아닌 '의심되는 대상'으로 막바지에 올라간것이라고 단정지을수 없다고 조심스럽게 언급하였다. IOC는 빅토르 안이 어떤 경로로 어떤 이유에서 이름이 올라갔는지 함구하였고, 확실하게 결론을 내지 않고 종료하였다.
당시 IOC 의장인 발레리 푸르네롱은 "올림픽 참가허가 명단에 없다해서 반드시 그 선수가 도핑을 했다는 의미는 아니다. 이 처분이 자동으로 그들에 대해 의문이 제기되어서는 안된다." IOC는 초청되지 않은 선수들에 대해 추가 조사 절차가 진행될 수 있음을 분명히 하고 싶습니다."라는 입장을 내었다. 이후 IOC와 WADA는 2019년부터 모스크바 연구소(LIMS) 2012-2015년의 데이터들의 포렌식 추가 조사를 하였고, 이 조사이후 많은 러시아 선수들이 2024년까지 250여명이 적발되었고 이중에는 2012년~2014년 올림픽 메달리스트들도 포함되었으나 빅토르 안에 대한 것은 발견되지 않았다. 그리고 2022년 6월에 ISU는 모스크바 연구소 데이터 LIMS 조사를 종결하였다.
모국에서 열리는 2018년 동계 올림픽 출전이 무산된 것 외에 빅토르 안에 대한 대한 추가 징계는 더 이상 일어나지 않았다. 그의 입상 기록들은 그대로 유지되었고, ISU의 공식적인 기소 및 자격정지도 없었다. 그는 ISU 주관인 국제 경기에 계속 출전할 수 있었으며, 2022년 동계 올림픽 중화인민공화국 국가대표 기술코치 겸 수석 코치로 올림픽 참가도 허락되었다. 
빅토르 안은 2022년 3월 연합뉴스와의 인터뷰에서 다음과 같이 입장을 밝혔다. "내가 어떤 문제가 있는지 구체적으로 알려준다면 속이라도 시원할텐데 IOC가 알려주지 않았다." "만약 내게 도핑 문제가 있다면 그동안 쌓아온 국제대회 입상 기록이 기록이 무효화 되고, 세계선수권대회에 출전하지 못했을 것이다."

### 은퇴
2018년 9월 빅토르 안은 러시아 코치직과 고문 제안을 거절하고 대한민국으로 돌아온 다음 은퇴를 밝혔다. 2017년과 2018년사이에 KBS2 슈퍼맨이 돌아왔다 특별출연, 2018과 2019년에는 MBC 진짜 사나이 300에 메인 멤버로 출연하였고, MBC 방송연예대상 시상식에도 참석하면서 연예인으로 방송생활을 시작하는 것이 아닌가 추측되기도 하였다. 2019년 1월 모교 한국체육대학교에서 지도자 생활을 준비하고 있었다는 것이 한 언론을 통해서 알려진다.
그는 2018년 2월 러시아 뿐만 아니라 대한민국에서도 쇼트트랙 코치직 제안을 받았다는 것이 대한민국과 러시아 그리고 외신을 통해 알려졌다. 당시 러시아 언론을 통해 보도된바에 의하면 대한민국 빙상계의 관계자는 "빅토르 안은 여전히 우리와 좋은 관계를 유지하고 있기 때문에 우리 선수들과 소통하고 때로는 조언을 해주기도 했다"고 말했다. "비공식적으로 우리는 이미 협력 방안을 논의한 바 있다. 이 문제는 아직 공식적인 협상에 이르지 못했으며 최종 결정은 그의 몫이다."라고 밝혔다. 하지만 이 논의는 2018년과 2019년의 대한민국 빙상계의 상황 그리고 공식적인 지도자 경력이 없었던 것, 국적변경과 관련된 논란 및 빅토르 안 본인 스스로도 선수 생활을 계속 하려는 의지가 남아있었기 때문에 무산되었던 것으로 확인된다.
2019년 2월에는 은퇴를 번복하고 2019-2020 시즌 선수로 복귀했다. 미국 솔트레이크시티와 중화인민공화국 상하이에서 열린 1차와 4차 월드컵에서 개인전 500m, 1000m에서 은메달 2개, 혼성계주와 남자 5000m 계주에서 금메달 3개와 은메달 1개를 획득하면서 러시아 팀을 이끌며 2022년 베이징 올림픽을 준비했으며, 2020년 3월 서울에서 개최되기로 한 세계선수권 대회에 참여하려 하였다. 하지만 COVID-19 확산으로 인해 대회는 무기한 연기가 되었고, 결국 취소되었다.
2020년 4월 27일 빅토르 안은 고질적인 무릎 통증과 추가적인 부상으로 현역 생활을 더 이상 유지할 수 없음을 밝히며 은퇴를 선언했고 지도자의 길을 갈 것이라고 발표했다.
```
안현수, 빅토르 안 은퇴 성명 
 저는 2019-20시즌이 오랜 선수 생활의 끝임을 알리고자 합니다. 지금 이 글을 쓰면서도 은퇴한다는 실감이 나지 않네요. 지금까지 쇼트트랙 선수로서 저를 지지하고 사랑해준 모든 팬에게 마지막으로 진심 어린 감사의 마음을 전합니다.
아시다시피 무릎 통증은 고질이 됐습니다. 언제부턴가 한번 대회에 출전하고 나면 회복과 치료, 재활에 많은 시간이 걸립니다. 훈련과 경기 준비에 전념하기 어려운 상황입니다. 무릎뿐 아니라 다른 부상도 하나둘 생기면서 국제대회에 출전할 몸을 만들기가 점점 더 어려워졌습니다. 동기부여만 가지고 경쟁력 있는 현역 생활을 이어가기란 불가능하다는 결론에 도달했습니다.
2002년에는 한국 대표팀에서, 최연소로 국가대표로 뛰기 시작했고, 지금은 러시아 대표팀에서 뛰면서 세계 쇼트트랙 최고령 선수가 되었습니다. 어렸을 때부터 훈련을 많이 했고, 제 자신도 이렇게 오랫동안 스포츠 활동을 계속할 수 있을 거라고는 생각하지 못했습니다.
안현수도 빅토르 안도 쇼트트랙이 있기에 존재합니다.
저는 쇼트트랙 선수로 팬들의 많은 사랑을 받았습니다. 저는 앞으로 언제나 쇼트트랙 발전을 위해 할 수 있는 모든 것을 할 것입니다. 그러나 어디에 있든 제 영혼의 일부는 러시아에 남아있을 것입니다. 고마웠습니다.
저는 이제 현역 생활을 마무리하고 새로운 길을 가려고 합니다. (2020년 4월 27일, 러시아 관영통신 
리아 노보스티
)
```

## 지도자 경력

### 2022년 동계 올림픽
2018년부터 중화인민공화국은 왕멍의 주도 하에 빅토르 안에게 국가대표 코치직 러브콜을 보내왔었다. 2018년에 요청을 한 번 거절했던 빅토르 안은 2019-2020 시즌 종료 후 이를 수락했고, 2022년 베이징 동계올림픽이 끝나는 2022년 2월까지 중화인민공화국 국가대표 기술코치 겸 중화인민공화국 대표팀 감독이 된 김선태 전직 대한민국 쇼트트랙 대표팀 감독의 수석 코치로 활동했다. 대한민국 언론보도들에 따르면, 연봉은 300만 위안으로 한화 5억 6천만원 정도로 알려졌다.
그의 코칭 방식은 직접 스케이트를 타면서 지도함으로써 선수들이 스텝 등을 자연스럽게 습득할 수 있게 하는 것이었고 중화인민공화국 쇼트트랙 대표팀은 빅토르 안을 엄격하고 좋은 지도자라고 평가했다.
올림픽 쇼트트랙 혼성 2000m 계주 경기에서 중화인민공화국 선수들이 실격을 받지 않고 남자 1000m 준결승전에서 대한민국 선수들이 실격을 받은 것과 관련해 판정 논란이 거세지자, 많은 대한민국 네티즌들의 분노가 중화인민공화국 대표팀 코치를 맡고 있는 빅토르 안에게 향했다. 반대로 중화인민공화국 매체들은 빅토르 안을 전설의 거성으로 표현하고 경쟁자에서 제자와 스승으로 다시 만난 우다징과 빅토르 안의 관계를 집중 보도하는 등, 빅토르 안은 베이징 올림픽 기간 중 한중 스포츠 갈등의 쟁점으로 떠올랐다.
2018-2020년 코치직과 감독직을 제안했던 러시아에서는 빅토르 안에 대해 '선수 시절 대표팀에 매우 확실하고 유익한 도움을 줬다. 지금은 중국을 가르치고 있어 안타깝다.'라면서 2026년 밀라노 올림픽을 위해 다시금 지도자 영입을 제안할 거라는 의사를 밝혔다.
올림픽 기간 동안 인터뷰를 모두 거절한 그는 3월 대한민국 언론과의 인터뷰를 통해 판정 논란에 대한 심경을 밝혔다. "힘든 상황을 내색하고 싶진 않았다. 무책임한 사람이 되고 싶지 않았기 때문"이라고 말한 그는 "쇼트트랙 종목 특성상 판정 문제는 언제든지 발생할 수 있는 것"이라며 "기록 스포츠가 아니기 때문에 접촉이 일어날 수밖에 없고, 이에 심판 판정이 절대적인 영향을 미칠 수밖에 없다"고 설명했고, "모든 선수는 판정 문제에 관해 조심해야 한다는 생각으로 경기에 임하지만, 경기하다 보면 예상과 다른 상황이 발생하곤 한다"고 덧붙였다. 특히 자신뿐만 아니라 가족들에게도 무분별한 비난이 이어진 것과 관련해, "불현듯 내가 쇼트트랙을 포기하면 이런 논란이 끝날 것 같다는 생각이 들더라"라며 "그동안 내 열정과 경기를 보고 응원해주신다는 생각이 들었는데, 예상치 못한 일들이 비난으로 이어지는 것을 보면서 가슴 아팠다"고 말했다. 향후 계획에 대해서는 "한국은 내가 가장 오랫동안 선수 생활을 하고 사랑받았던 곳"이라며 "만약 어떤 위치, 어떤 자리든 기회가 주어진다면 국내는 물론 해외에서도 내가 할 수 있는 최선을 다할 것이며, 쇼트트랙을 떠나지 않을 것"이라는 입장을 밝혔다.

### 2022년 동계 올림픽 이후
빅토르 안은 2022년 동계 올림픽 이후 중화인민공화국 쇼트트랙 대표팀과의 계약이 만료되어 중화인민공화국 대표팀을 떠났다. 그는 중화인민공화국과의 코치직 연장 제안을 거절했으며 러시아, 중화인민공화국, 대한민국이 아닌 제3국의 코치직 장기 계약 제안 또한 거절하고 대한민국으로 돌아왔다.
2022년 7월 러시아 빙상 연맹은 그에게 빙상연맹 고문직을 제안했다고 러시아 국영언론 타스를 통해 발표하였다. 하지만 이는 러시아 빙상 연맹측에 따르면 가족적인 이유로 성사되지 않았다. 2022년 11월 러시아 빙상 연맹과 러시아 중요 언론매체들은 빅토르 안이 그의 이름을 딴 18-19세 선수들을 대상으로 한 러시아 국내 쇼트트랙 대회인 《빅토르 안 컵(러시아어: Кубок Виктора Ана)》 참가 선수들과 관계자들에게 축전인사영상을 보냈다고 보도했다.
안은 2022년 12월 성남시청 빙상팀의 코치 자리에 지원했다. 하지만 그의 성남시청 코치직 지원과 관련해서 빙상지도자연맹은 그가 귀화직전 일시금을 받은 올림픽 금메달 연금과 관련하여 '도덕성'을 지적하며 대한민국의 빙상 지도자로서의 복귀 반대 성명서를 내었다. 그들은 안이 러시아로 귀화했을 당시 "이중국적이 가능할 줄 알았다."고 해명했던 것과 관련하여, '올림픽 금메달 연금을 일시불로 받자마자 바로 귀화를 선택했다.', '이중국적이 안되는 것을 알고 있었으면서도 연금을 일시불로 받았다'며 안을 비난했다. 결국 그의 러시아 귀화와 2022년 동계 올림픽으로 악화된 여론으로 인해 성남시청은 코치직에 지원자 중 아무도 임명하지 않았다. 이후 일부 언론들에 의해 빙상지도자연맹이 공식적인 단체가 아닌 특정 후보자의 측근들이 있는 비공식 단체로 알려졌으며, 빙상지도자연맹이 당시 다른 성남시청 코치 채용 후보자의 징계 이력은 밝히지 않았다는것이 알려졌다. 그리고 성남시청 코치직 관련 논란에 빙상계의 파벌 권력싸움과 정치적 개입이 있었다고 지적한 일부 언론들도 있었다.
2023년 1월 30일 러시아 빙상연맹 회장은 타스를 통해 빅토르 안에게 러시아 빙상지도자로서의 제안을 다시 할 것이라 밝혔고, 러시아의 주요언론은 스포츠 지도자로서 러시아로 복귀할 것을 촉구했다. 하지만 이 제안은 성사되지 않았다.
2월 7일 빅토르 안은 자신의 SNS 인스타그램에 빙상지도자연맹이 도덕적 문제로 지적한 "선수연금 일시금을 받은 직후 귀화했다는" 러시아 귀화 및 연금수령 논란과 이중국적 발언에 대한 입장을 귀화 이후 12년 만에 밝혔다. 그는 입장문에서 "2011년 6월 러시아 빙상연맹 회장으로부터 귀화제안을 받았다. 그리고 러시아 팀의 러시아, 호주 이중국적자 타티야나 보로둘리나처럼 러시아에서 이중국적이 가능한 줄 알았고 이에 대해 알아본 것은 사실이다. 하지만 이중국적이 가능하지 않은 것을 알게 된 이후 7월에 귀화 결정을 했다. 일시금으로 받았던 연금은 <심장수술이 필요한 아이와 재활 및 치료가 필요한 운동선수 후배들을> 위해 모두 기부를 하고 귀화했으며 어떤 이유로 귀화 선택을 했든 비판은 겸허히 받아들이지만 오해들은 쌓이지 않도록 최대한 목소리를 내도록 노력하겠다."라고 언급했다. 그의 입장이 나온 이후 익명의 한 빙상관계자에 따르면 그가 기부한 연금의 일부는 그의 후배였던 노진규 선수의 가족들에게 전달되었던 것으로 알려졌다.
성남시청은 이후 빙상팀 코치 선발 추가 2차 지원공고를 하였으나 빅토르 안은 재지원하지 않았다. 그는 모교인 한국체육대학교에서 대한민국에서의 지도자 생활을 시작했다. 빅토르 안은 2023년 4월 진행된 2023-24 대한민국 쇼트트랙 국가대표 선발전에 지도자로 이름을 올렸고 이후 대한민국에서 코치로서 활동하고 있다. 대한민국 선수들 뿐만 아니라 해외선수들의 전지훈련 코치로서도 활동하고 있으며, 2023년 12월에는 홍콩 빙상연맹의 초청으로 스케이팅 캠프에 지도자로 참여하였다.
2024년 3월 빅토르 안은 한국체육대학교 입학식에 참여하여 신입생들에게 축사를 남기기도 하였는데, 그는 다음과 같이 말했다. "항상 겸손하며 실패를 두려워 말고 도전하세요. 그리고 꿈을 가지시길 바랍니다."

## 수훈과 명예대사
러시아 연방   
- 2016년 7월 : 러시아 올림픽 챔피언, 19번째 별로 명예의 전당 입성[226]
- 2014년 9월 : GQ 러시아판 '올해의 선수' 선정[281]
- 2014년 2월 : '블라디미르 푸틴'으로부터 《조국공헌 훈장》 4급 수훈[195]
- 2014년 2월 : 러시아 국방부로부터 《군사 협력 강화 메달》 수훈[181]
- 2014년 2월 : NBC로부터 〈MVP 최우수 선수〉 선정[192][193]
- 2013년 3월 : 러시아 연방으로부터 《명예 러시아 체육 명장》 칭호 수여[181]

대한민국
- 2016년 3월 : 〈자랑스러운 한국체대인 상〉 수상[224][225]
- 2014년 6월 : 대한민국-러시아 상호 방문의 해' 명예홍보대사로 위촉[282]
- 2009년 3월 : 국민체육진흥공단 홍보대사로 위촉[283]
- 2008년 8월 : 2008 베이징 올림픽, 웹사이트 명예의 전당 입성. 전이경과 함께[284]
- 2008년 3월 : 아시아체육기자 '남자 단체상' 수상[285]
- 2008년 1월 : 대한빙상경기연맹으로부터 〈MVP 최우수 선수〉로 선정[286]
- 2006년 10월 : 2014년 평창 동계 올림픽 명예 홍보대사로 위촉. 진선유와 함께[287]
- 2006년 2월 : 미국 스포츠 아카데미 '이달의 선수' 선정[49]
- 2006년 1월 : 제 11회 스포츠조선 코카콜라 체육대상, '우수선수상' 수상[288]

## 방송 활동
- 2010-2011 시즌 : SBS 스포츠 쇼트트랙 해설위원으로 활동.[148][149]
- 2018년 9월 21일 - 2019년 1월 25일 : MBC 예능 진짜 사나이 300 출연[289][290]

- 2017년 10월 15일부터 - 2018년 9월 2일 : 슈퍼맨이 돌아왔다 202 - 204회, 237회, 241회에 제인이 아빠로 특별출연[291]

- 2017년 7월 26일 : 현장토크쇼 TAXI 488회, 부인 우나리와 함께 출연[292]

- 2015년 5월 11일-18일 : MBC 휴먼다큐 사랑 44-45회, 부인 우나리와 함께 출연[293][294]

- 2014년 - 2016년 : 러시아 심야 토크쇼 Evening Urgant(Вечерний Ургант) S3.90회, S4.104회, S5.157회 출연[295]

- 2006년 3월 5일 : SBS TV <한수진의 선데이클릭> 49회, 진선유와 함께 게스트 출연[296]

## 광고와 화보
- 팔도 도시락 라면 러시아 광고모델[297]

- 삼성 갤럭시 A 러시아 광고모델[298]

- 경동나비엔 러시아 광고 모델[299]

- 2015년 9월 : MAXIM 러시아판 화보촬영과 인터뷰(대한민국판은 2016년 1월호)[300][301]

- 2014년 9월 : GQ '러시아판 올해의 선수 선정 기념 화보 촬영과 인터뷰[302]

- 2006년 2월 : 타임지 아시아판 표지에  등장하였다.[303]

## 그외 활동
- 2022년 11월 3일 : 러시아 스케이팅 유니온 홈페이지를 통해 자신의 이름을 딴, 빅토르 안 컵 «Кубок Виктора Ана» 참가 선수들에게 영상인사[269]

- 2020년 8월 : 한-러 수교 30주년 축하 메세지 영상 참여[304]

- 2019년 2월 : 러시아 올림픽 메달리스트 포토세션에 참가[305]

- 2018년 7월 : 사하 공화국 초청 마스터 클래스 행사에 참여[306][307]

- 2018년 6월 : 블라디미르 푸틴과 문재인 대통령과의 크렘린 대궁전에 있는 그라노비타야홀 만찬 자리 참석[308]

- 2015년 9월 : 투바 공화국 정부 쇼트트랙 학교 프로젝트의 메인 코디네이터로 참여[309][310]

- 2014년 12월 : 모스크바 유치원 어린이 행사에 산타클로스로 참여[311]

- 2014년 9월 12월 : 모스크바 학교 수업 행사에 참여[312][313]

- 2014년 8월 21일 : 신우철과 변천사의 지목으로 러시아에서 아이스 버킷 챌린지에  동참하였고, 아내 우나리가 좋아하는 김연우를 지목하였다.[201]

- 2014년 6월 : 안타스포츠(Anta Sports) 러시아 진출 행사 참석[314]

- 2014년 5월 31일: 러시아 쇼트트랙 자선경매 팬들과 만남 행사에 참석[315]

- 2010년 1월 22일: 서울 송파구 올림픽공원에서 소외계층 어린이를 대상으로한 스케이팅 지도 체험행사에  참여[316]

- 2006년 12월 16일: 서울 송파구 올림픽공원 야외 아이스 링크장에서 안현수와 진선유가 함께하는 팬 사인회 및  기념행사가 열렸다.[317][318]

- 2006년 4월 22일 : 수협은행 주최로 소년소녀가장 등 태릉국가대표선수촌에 초청하여 사인회 및 스케이트 강습  체험 행사 참여[319]

- 2006년 4월 9일 : 기아 쏘렌토 마케팅 지원 행사와 사인회 행사에 참여[320]

- 2006년 3월 12일 : K리그 개막전  시축[321]

- 2006년 3월 9일 : 조흥-신한은행, 일일지점장 행사, 사인회 및 경매 기부  행사 참여[322]

- 2006년 3월 8일 : 한라대학교 팬 사인회  행사 참여[323]

- 2006년 1월 13일 : 태릉국가대표선수촌 훈련 개시식에서 선수 대표로  선서를 하였다.[324]

## 수상 기록

### 타이틀
선수 시절 그가 획득한 공식적인 국제 대회 타이틀 성적은 총합 123개이다. 올림픽 금메달 6개, 세계선수권 종합 우승 6번 포함 20개의 타이틀, 세계 팀 선수권 타이틀 2개, 유럽선수권 우승 타이틀 8개, 아시안게임 금메달 5개, 유니버시아드 3개, 주니어 세계선수권 4개, 그리고 월드컵 8번 우승기록과 (종합 우승 2번과 개인거리 종목 우승 6번) 67개의 월드컵 시리즈 금메달 기록을 가지고 있으며, 그의 기록을 모두 합한다면 234번의 포디움 기록을 가지고 있다.
- 올림픽 쇼트트랙 종목, 최다 금메달 6개 보유자
- 세계선수권 6회 종합 우승자
- 전종목 올림픽 우승자
- 한 올림픽에서 전종목 메달을 딴 최초의 쇼트트랙 선수
- 올림픽 쇼트트랙 남자부 최다 메달 8개 보유자
- 세계선수권 쇼트트랙 남자부 최다 타이틀 20개 보유자
- 월드컵 2시즌 종합 우승
- 월드컵 랭킹 최다 포디움 24회
- 월드컵 남자부 최다 타이틀 보유자 (75개 = 금메달 67개+ 종목랭킹 1위 8회)
- 유럽 선수권 종합우승 타이틀과 아시안게임 우승 타이틀을 가진 유일한 선수

### 올림픽 결과
| 대회                               | 날짜                | 순위 | 종목        | 영상            |
| ---------------------------------- | ------------------- | ---- | ----------- | --------------- |
| 2002년 동계 올림픽 솔트레이크 시티 | 2002. 02.13 ~ 02.23 | 13위 | 1500 m      |                 |
| 2002년 동계 올림픽 솔트레이크 시티 | 2002. 02.13 ~ 02.23 | 4위  | 1000 m      | [ 325 ]         |
| 2006년 동계 올림픽 토리노          | 2006.02.13          | 1.   | 1500 m      | [ 326 ]         |
| 2006년 동계 올림픽 토리노          | 2006.02.19          | 1.   | 1000 m      | [ 327 ] [ 328 ] |
| 2006년 동계 올림픽 토리노          | 2006.02.26          | 3.   | 500 m       | [ 329 ]         |
| 2006년 동계 올림픽 토리노          | 2006.02.26          | 1.   | 5000 m 계주 | [ 330 ] [ 331 ] |
| 2014년 동계 올림픽 소치            | 2014.02.10          | 3.   | 1500 m      | [ 332 ]         |
| 2014년 동계 올림픽 소치            | 2014.02.15          | 1.   | 1000 m      | [ 333 ] [ 334 ] |
| 2014년 동계 올림픽 소치            | 2014.02.22          | 1.   | 500 m       | [ 335 ] [ 336 ] |
| 2014년 동계 올림픽 소치            | 2014.02.22          | 1.   | 5000 m 계주 | [ 337 ] [ 338 ] |

#### 올림픽 기록 OR 보유
| 종목       | OR  | 대회                      |
| 1000 m     | 전, | 2006년 동계 올림픽 토리노 |
| 5000m 계주 | 전, | 2006년 동계 올림픽 토리노 |
| 5000m 계주 | 전, | 2014년 동계 올림픽 소치   |

### 세계 선수권
6회 세계선수권 종합 우승 챔피언
세계 선수권 타이틀 20개 (3000 m 슈퍼파이널 2개 포함)
세계 선수권 금메달 18개, 팀 세계선수권 타이틀 2개
| 종목   | 금      | 은     | 동    | 포디움  |
| ------ | ------- | ------ | ----- | ------- |
| 종합   | 6 x     | 1 x    |       | 7       |
| 500 m  |         | 1 x    | 2 x   | 3       |
| 1000 m | 4 x     | 3 x    |       | 7       |
| 1500 m | 4 x     |        | 1 x   | 5       |
| 3000 m | (2)     | (3)    | (2)   | (7)     |
| 개인   | 14 x    | 5 x    | 3 x   | 22 (29) |
| 계주   | 4 x     | 2 x    |       | 6       |
| 합계   | 18 (20) | 7 (10) | 3 (5) | 28 (35) |

종합 포인트와  메달 
| 날짜               | 대회 개최지       | 메달       | 종목        |
| ------------------ | ----------------- | ---------- | ----------- |
| 2002. 04.05~04.07  | 2002 몬트리올     | 2. (42 P)  | 종합        |
| 2002. 04.05~04.07  | 2002 몬트리올     | 2.         | 1000 m      |
| 2002. 04.05~04.07  | 2002 몬트리올     | 2.         | 3000 m      |
| 2002. 04.05~04.07  | 2002 몬트리올     | 1.         | 5000m 계주  |
| 2003. 03.19~03.21  | 2003 바르샤바     | 1. (89 P)  | 종합        |
| 2003. 03.19~03.21  | 2003 바르샤바     | 2.         | 1000 m      |
| 2003. 03.19~03.21  | 2003 바르샤바     | 1.         | 1500 m      |
| 2003. 03.19~03.21  | 2003 바르샤바     | 1.         | 3000 m      |
| 2003. 03.19~03.21  | 2003 바르샤바     | 1.         | 5000m 계주  |
| 2004. 04.19~04.21. | 2004 예테보리     | 1. (102 P) | 종합        |
| 2004. 04.19~04.21. | 2004 예테보리     | 1.         | 1000 m      |
| 2004. 04.19~04.21. | 2004 예테보리     | 1.         | 1500 m      |
| 2004. 04.19~04.21. | 2004 예테보리     | 1.         | 3000 m      |
| 2004. 04.19~04.21. | 2004 예테보리     | 1.         | 5000 m 계주 |
| 2005. 03.05~03.06  | 2005 베이징       | 1. (89 P)  | 종합        |
| 2005. 03.05~03.06  | 2005 베이징       | 3.         | 500 m       |
| 2005. 03.05~03.06  | 2005 베이징       | 2.         | 1000 m      |
| 2005. 03.05~03.06  | 2005 베이징       | 1.         | 1500 m      |
| 2005. 03.05~03.06  | 2005 베이징       | 2.         | 3000 m      |
| 2005. 03.05~03.06  | 2005 베이징       | 2.         | 5000 m 계주 |
| 2006. 03.29~03.31  | 2006 미니애폴리스 | 1. (68 P)  | 종합        |
| 2006. 03.29~03.31  | 2006 미니애폴리스 | 1.         | 1000 m      |
| 2006. 03.29~03.31  | 2006 미니애폴리스 | 1.         | 1500 m      |
| 2007. 03.09~03.11  | 2007 밀라노       | 1. (81 P)  | 종합        |
| 2007. 03.09~03.11  | 2007 밀라노       | 3.         | 500 m       |
| 2007. 03.09~03.11  | 2007 밀라노       | 1.         | 1000 m      |
| 2007. 03.09~03.11  | 2007 밀라노       | 3.         | 1500 m      |
| 2007. 03.09~03.11  | 2007 밀라노       | 2.         | 3000 m      |
| 2007. 03.09~03.11  | 2007 밀라노       | 1.         | 5000 m 계주 |
| 2013. 03.14~03.16  | 2013 데브레첸     | 6. (23 P)  | 종합        |
| 2013. 03.14~03.16  | 2013 데브레첸     | 2.         | 500 m       |
| 2013. 03.14~03.16  | 2013 데브레첸     | 7.         | 3000 m      |
| 2013. 03.14~03.16  | 2013 데브레첸     | 2.         | 5000 m 계주 |
| 2014. 03.14~03.16  | 2014 몬트리올     | 1. (63 P)  | 종합        |
| 2014. 03.14~03.16  | 2014 몬트리올     | 4.         | 500 m       |
| 2014. 03.14~03.16  | 2014 몬트리올     | 1.         | 1000 m      |
| 2014. 03.14~03.16  | 2014 몬트리올     | 4.         | 1500 m      |
| 2014. 03.14~03.16  | 2014 몬트리올     | 3.         | 3000 m      |
| 2017. 03.10~03.12  | 2017 헝가리       | 7. (23 P)  | 종합        |
| 2017. 03.10~03.12  | 2017 헝가리       | 7.         | 500 m       |
| 2017. 03.10~03.12  | 2017 헝가리       | 4.         | 1500 m      |
| 2017. 03.10~03.12  | 2017 헝가리       | 3.         | 3000 m      |

팀 세계 선수권 대회 
| 2002.03.29~03.30 | 팀 선수권 2002 밀워키           | 3. |
| 2003.03.15~03.16 | 팀 선수권 2003 소피아           | 2. |
| 2004.03.13~03.14 | 팀 선수권 2004 상트페테르부르크 | 1. |
| 2005.03.05~03.06 | 팀 선수권 2005 춘천             | 2. |
| 2006.03.25~03.26 | 팀 선수권 2006 몬트리올         | 1. |
| 2007.03.17~03.18 | 팀 선수권 2007 부다페스트       | 2. |

### 월드컵 성적
| 월드컵 랭킹 | 월드컵 랭킹 | 월드컵 랭킹 | 월드컵 랭킹 | 월드컵 랭킹 |
| 종목        | 우승        | 2위         | 3위         | 포디움      |
| ----------- | ----------- | ----------- | ----------- | ----------- |
| 종합 랭킹   | 2           | 3           | 1           | 6           |
| 500 m 랭킹  | 2           | 1           | 1           | 4           |
| 1000 m 랭킹 | 2           | 4           | 1           | 7           |
| 1500 m 랭킹 | 2           | 4           | 1           | 7           |
| 랭킹        | 8           | 12          | 4           | 24          |
| 월드컵 메달 |             |             |             |             |
| 종목        | 금          | 은          | 동          | 포디움      |
| 종합        | 7           | 3           | 5           | 15          |
| 500 m       | 6           | 4           | 2           | 12          |
| 1000 m      | 13          | 10          | 5           | 28          |
| 1500 m      | 16          | 7           | 5           | 28          |
| 3000 m      | 6           | 6           | 2           | 14          |
| 개인전      | 48          | 30          | 19          | 97          |
| 계주        | 19          | 7           | 6           | 32          |
| 메달        | 67 x        | 37 x        | 25 x        | 129         |
| 합계        | 75 x        | 49 x        | 29 x        | 153         |

월드컵 랭킹 포디움
| 시즌    | 종합 | 500 m | 1000 m | 1500 m |
| ------- | ---- | ----- | ------ | ------ |
| 2002-03 | 2위  | 3위   | 3위    | 2위    |
| 2003-04 | 1위  | 2위   | 1위    | 1위    |
| 2004-05 | 3위  | -     | 2위    | 2위    |
| 2005-06 | 1위  | 1위   | 2위    | 1위    |
| 2007-08 | 2위  | -     | 1위    | 2위    |
| 2012-13 | -    | -     | 2위    | 2위    |
| 2013-14 | 2위  | 1위   | 2위    | 3위    |
| 포디움  | 6    | 4     | 7      | 7      |
| 합계    | 24   | 24    | 24     | 24     |

### 국제 대회 포디움
2002년부터 2019년까지 올림픽, 세계선수권을 제외한 국제대회 메달 목록
| No. | 날짜             | 대회                                  | 메달 | 종목            |
| --- | ---------------- | ------------------------------------- | ---- | --------------- |
| 1   | 2002.01.06~01.08 | 2002 세계 주니어 선수권 춘천          | 1.   | 종합            |
| 2   | 2002.01.06~01.08 | 2002 세계 주니어 선수권 춘천          | 1.   | 1000m           |
| 3   | 2002.01.06~01.08 | 2002 세계 주니어 선수권 춘천          | 1.   | 1500m           |
| 4   | 2002.01.06~01.08 | 2002 세계 주니어 선수권 춘천          | 3.   | 1500m S.F.      |
| 5   | 2002.01.06~01.08 | 2002 세계 주니어 선수권 춘천          | 1.   | 2000m 계주      |
| 6   | 2002.10.18~10.20 | 2002-03 ISU 월드컵 춘천               | 1    | 종합            |
| 7   | 2002.10.18~10.20 | 2002-03 ISU 월드컵 춘천               | 1    | 500m            |
| 8   | 2002.10.18~10.20 | 2002-03 ISU 월드컵 춘천               | 1    | 1000m           |
| 9   | 2002.10.18~10.20 | 2002-03 ISU 월드컵 춘천               | 1    | 1500m           |
| 10  | 2002.10.18~10.20 | 2002-03 ISU 월드컵 춘천               | 1    | 3000m S.F.      |
| 11  | 2002.10.25~10.27 | 2002-03 ISU 월드컵 베이징             | 2    | 1500m           |
| 12  | 2002.10.25~10.27 | 2002-03 ISU 월드컵 베이징             | 2    | 3000m S.F.      |
| 13  | 2002.11.29~12.01 | 2002-03 ISU 월드컵 상트페테르부르크   | 3    | 종합            |
| 14  | 2002.11.29~12.01 | 2002-03 ISU 월드컵 상트페테르부르크   | 2    | 1500m           |
| 15  | 2002.11.29~12.01 | 2002-03 ISU 월드컵 상트페테르부르크   | 2    | 3000m S.F.      |
| 16  | 2002.11.29~12.01 | 2002-03 ISU 월드컵 상트페테르부르크   | 3    | 5000m 계주      |
| 17  | 2002.12.06~12.08 | 2002-03 ISU 월드컵 보르미오           | 2    | 종합            |
| 18  | 2002.12.06~12.08 | 2002-03 ISU 월드컵 보르미오           | 2    | 1000m           |
| 19  | 2002.12.06~12.08 | 2002-03 ISU 월드컵 보르미오           | 1    | 3000m S.F.      |
| 20  | 2003.02.06~02.07 | 2003년 동계 아시안 게임 아오모리      | 1.   | 1000m           |
| 21  | 2003.02.06~02.07 | 2003년 동계 아시안 게임 아오모리      | 1.   | 1500m           |
| 22  | 2003.02.06~02.07 | 2003년 동계 아시안 게임 아오모리      | 1.   | 5000m 계주      |
| 23  | 2003.10.17~10.19 | 2003-04 ISU 월드컵 캘거리             | 3    | 종합            |
| 24  | 2003.10.17~10.19 | 2003-04 ISU 월드컵 캘거리             | 3    | 1000m           |
| 25  | 2003.10.17~10.19 | 2003-04 ISU 월드컵 캘거리             | 2    | 1500m           |
| 26  | 2003.10.17~10.19 | 2003-04 ISU 월드컵 캘거리             | 3    | 3000m S.F.      |
| 27  | 2003.10.17~10.19 | 2003-04 ISU 월드컵 캘거리             | 3    | 5000m 계주      |
| 28  | 2003.10.23~10.25 | 2003-04 ISU 월드컵 미시간             | 1    | 종합            |
| 29  | 2003.10.23~10.25 | 2003-04 ISU 월드컵 미시간             | 2    | 500m            |
| 30  | 2003.10.23~10.25 | 2003-04 ISU 월드컵 미시간             | 1    | 1000m           |
| 31  | 2003.10.23~10.25 | 2003-04 ISU 월드컵 미시간             | 1    | 1500m           |
| 32  | 2003.10.23~10.25 | 2003-04 ISU 월드컵 미시간             | 1    | 5000m 계주      |
| 33  | 2003.11.28~11.30 | 2003-04 ISU 월드컵 전주               | 3    | 종합            |
| 34  | 2003.11.28~11.30 | 2003-04 ISU 월드컵 전주               | 1    | 1500m           |
| 35  | 2003.11.28~11.30 | 2003-04 ISU 월드컵 전주               | 2    | 3000m S.F.      |
| 36  | 2003.11.28~11.30 | 2003-04 ISU 월드컵 전주               | 3    | 5000m 계주      |
| 37  | 2003.12.05~12.07 | 2003-04 ISU 월드컵 베이징             | 1    | 종합            |
| 38  | 2003.12.05~12.07 | 2003-04 ISU 월드컵 베이징             | 2    | 1000m           |
| 39  | 2003.12.05~12.07 | 2003-04 ISU 월드컵 베이징             | 1    | 1500m           |
| 40  | 2003.12.05~12.07 | 2003-04 ISU 월드컵 베이징             | 1    | 3000m S.F.      |
| 41  | 2003.12.05~12.07 | 2003-04 ISU 월드컵 베이징             | 3    | 5000m 계주      |
| 42  | 2004.02.06~02.08 | 2003-04 ISU 월드컵 믈라다볼레슬라프   | 1    | 종합            |
| 43  | 2004.02.06~02.08 | 2003-04 ISU 월드컵 믈라다볼레슬라프   | 2    | 1000m           |
| 44  | 2004.02.06~02.08 | 2003-04 ISU 월드컵 믈라다볼레슬라프   | 1    | 1500m           |
| 45  | 2004.02.06~02.08 | 2003-04 ISU 월드컵 믈라다볼레슬라프   | 2    | 3000m S.F.      |
| 46  | 2004.10.22~10.24 | 2004-05 ISU 월드컵 하얼빈             | 2    | 종합            |
| 47  | 2004.10.22~10.24 | 2004-05 ISU 월드컵 하얼빈             | 1    | 1000m           |
| 48  | 2004.10.22~10.24 | 2004-05 ISU 월드컵 하얼빈             | 2    | 1500m           |
| 49  | 2004.10.22~10.24 | 2004-05 ISU 월드컵 하얼빈             | 1    | 3000m S.F.      |
| 50  | 2004.10.22~10.24 | 2004-05 ISU 월드컵 하얼빈             | 1    | 5000m 계주      |
| 51  | 2004.10.29~10.31 | 2004-05 ISU 월드컵 베이징             | 1    | 종합            |
| 52  | 2004.10.29~10.31 | 2004-05 ISU 월드컵 베이징             | 1    | 500m            |
| 53  | 2004.10.29~10.31 | 2004-05 ISU 월드컵 베이징             | 1    | 1000m           |
| 54  | 2004.10.29~10.31 | 2004-05 ISU 월드컵 베이징             | 1    | 1500m           |
| 55  | 2004.10.29~10.31 | 2004-05 ISU 월드컵 베이징             | 1    | 3000m S.F.      |
| 56  | 2004.10.29~10.31 | 2004-05 ISU 월드컵 베이징             | 1    | 5000m 계주      |
| 57  | 2005.01.19~01.22 | 2005년 동계 유니버시아드 인스부르크   | 3.   | 1000m           |
| 58  | 2005.01.19~01.22 | 2005년 동계 유니버시아드 인스부르크   | 1.   | 1500m           |
| 59  | 2005.01.19~01.22 | 2005년 동계 유니버시아드 인스부르크   | 1.   | 3000m S.F.      |
| 60  | 2005.01.19~01.22 | 2005년 동계 유니버시아드 인스부르크   | 1.   | 5000m 계주      |
| 61  | 2005.02.04~02.06 | 2004-05 ISU 월드컵 부다페스트         | 1    | 1500m           |
| 62  | 2005.02.10~02.12 | 2004-05 ISU 월드컵 스피슈스카노바베스 | 3    | 종합            |
| 63  | 2005.02.10~02.12 | 2004-05 ISU 월드컵 스피슈스카노바베스 | 2    | 1000m           |
| 64  | 2005.02.10~02.12 | 2004-05 ISU 월드컵 스피슈스카노바베스 | 1    | 3000m S.F.      |
| 65  | 2005.02.10~02.12 | 2004-05 ISU 월드컵 스피슈스카노바베스 | 2    | 5000m 계주      |
| 66  | 2005.09.30~10.02 | 2005-06 ISU 월드컵 항저우             | 1    | 종합            |
| 67  | 2005.09.30~10.02 | 2005-06 ISU 월드컵 항저우             | 2    | 500m            |
| 68  | 2005.09.30~10.02 | 2005-06 ISU 월드컵 항저우             | 1    | 1000m           |
| 69  | 2005.09.30~10.02 | 2005-06 ISU 월드컵 항저우             | 2    | 1500m           |
| 70  | 2005.09.30~10.02 | 2005-06 ISU 월드컵 항저우             | 2    | 3000m S.F.      |
| 71  | 2005.09.30~10.02 | 2005-06 ISU 월드컵 항저우             | 1    | 5000m 계주      |
| 72  | 2005.10.07~10.09 | 2005-06 ISU 월드컵 서울               | 2    | 종합            |
| 73  | 2005.10.07~10.09 | 2005-06 ISU 월드컵 서울               | 3    | 1000m           |
| 74  | 2005.10.07~10.09 | 2005-06 ISU 월드컵 서울               | 1    | 1500m           |
| 75  | 2005.10.07~10.09 | 2005-06 ISU 월드컵 서울               | 2    | 3000m S.F.      |
| 76  | 2005.10.07~10.09 | 2005-06 ISU 월드컵 서울               | 1    | 5000m 계주      |
| 77  | 2005.11.11~11.13 | 2005-06 ISU 월드컵 보르미오           | 3    | 종합            |
| 78  | 2005.11.11~11.13 | 2005-06 ISU 월드컵 보르미오           | 1    | 500m            |
| 79  | 2005.11.11~11.13 | 2005-06 ISU 월드컵 보르미오           | 3    | 3000m S.F.      |
| 80  | 2005.11.11~11.13 | 2005-06 ISU 월드컵 보르미오           | 1    | 5000m 계주      |
| 81  | 2005.11.18~11.20 | 2005-06 ISU 월드컵 헤이그             | 1    | 종합            |
| 82  | 2005.11.18~11.20 | 2005-06 ISU 월드컵 헤이그             | 1    | 500m            |
| 83  | 2005.11.18~11.20 | 2005-06 ISU 월드컵 헤이그             | 3    | 1000m           |
| 84  | 2005.11.18~11.20 | 2005-06 ISU 월드컵 헤이그             | 1    | 1500m           |
| 85  | 2005.11.18~11.20 | 2005-06 ISU 월드컵 헤이그             | 2    | 5000m 계주      |
| 86  | 2006.10.20~10.22 | 2006-07 ISU 월드컵 창춘               | 1    | 1000m           |
| 87  | 2006.10.20~10.22 | 2006-07 ISU 월드컵 창춘               | 1    | 1500m           |
| 88  | 2006.10.20~10.22 | 2006-07 ISU 월드컵 창춘               | 1    | 5000m 계주      |
| 89  | 2006.10.27~10.29 | 2006-07 ISU 월드컵 전주               | 3    | 1000m           |
| 90  | 2006.10.27~10.29 | 2006-07 ISU 월드컵 전주               | 1    | 1500m           |
| 91  | 2006.10.27~10.29 | 2006-07 ISU 월드컵 전주               | 3    | 5000m 계주      |
| 92  | 2006.12.01~12.03 | 2006-07 ISU 월드컵 사그네             | 1    | 1000m           |
| 93  | 2006.12.01~12.03 | 2006-07 ISU 월드컵 사그네             | 1    | 5000m 계주      |
| 94  | 2006.12.08~12.10 | 2006-07 ISU 월드컵 몬트리올           | 1    | 1500m (1)       |
| 95  | 2006.12.08~12.10 | 2006-07 ISU 월드컵 몬트리올           | 2    | 1500m (2)       |
| 96  | 2006.12.08~12.10 | 2006-07 ISU 월드컵 몬트리올           | 1    | 5000m 계주      |
| 97  | 2007.01.29~01.31 | 2007년 동계 아시안 게임 창춘          | 1.   | 1000m           |
| 98  | 2007.01.29~01.31 | 2007년 동계 아시안 게임 창춘          | 2.   | 1500m           |
| 99  | 2007.01.29~01.31 | 2007년 동계 아시안 게임 창춘          | 1.   | 5000m 계주      |
| 100 | 2007.10.19~10.21 | 2007-08 ISU 월드컵 하얼빈             | 1    | 1000m           |
| 101 | 2007.10.19~10.21 | 2007-08 ISU 월드컵 하얼빈             | 1    | 1500m           |
| 102 | 2007.10.19~10.21 | 2007-08 ISU 월드컵 하얼빈             | 1    | 5000m 계주      |
| 103 | 2007.10.26~10.28 | 2007-08 ISU 월드컵 고베               | 1    | 1000m           |
| 104 | 2007.10.26~10.28 | 2007-08 ISU 월드컵 고베               | 1    | 1500m           |
| 105 | 2007.10.26~10.28 | 2007-08 ISU 월드컵 고베               | 1    | 5000 m 계주     |
| 106 | 2007.11.23~11.25 | 2007-08 ISU 월드컵 헤이렌베인         | 1    | 1000m           |
| 107 | 2007.11.23~11.25 | 2007-08 ISU 월드컵 헤이렌베인         | 3    | 1500m           |
| 108 | 2007.11.23~11.25 | 2007-08 ISU 월드컵 헤이렌베인         | 1    | 5000m 계주      |
| 109 | 2007.11.30~12.02 | 2007-08 ISU 월드컵 토리노             | 2    | 1000m           |
| 110 | 2007.11.30~12.02 | 2007-08 ISU 월드컵 토리노             | 1    | 1500m           |
| 111 | 2007.11.30~12.02 | 2007-08 ISU 월드컵 토리노             | 1    | 5000m 계주      |
| 112 | 2012.10.19~10.21 | 2012-13 ISU 월드컵 캘거리             | 1    | 1000m           |
| 113 | 2012.10.19~10.21 | 2012-13 ISU 월드컵 캘거리             | 2    | 5000m 계주      |
| 114 | 2012.11.30~12.02 | 2012-13 ISU 월드컵 나고야             | 1    | 1000m           |
| 115 | 2012.12.07~12.09 | 2012-13 ISU 월드컵 상하이             | 2    | 1000m           |
| 116 | 2012.12.07~12.09 | 2012-13 ISU 월드컵 상하이             | 1    | 1500m           |
| 117 | 2013.01.18~01.20 | 2013 유럽 선수권 말뫼                 | 3.   | 500m            |
| 118 | 2013.01.18~01.20 | 2013 유럽 선수권 말뫼                 | 2.   | 1000m           |
| 119 | 2013.01.18~01.20 | 2013 유럽 선수권 말뫼                 | 1.   | 5000m 계주      |
| 120 | 2013.02.01~02.03 | 2012-13 ISU 월드컵 소치               | 1    | 5000m 계주      |
| 121 | 2013.02.08~02.10 | 2012-13 ISU 월드컵 드레스덴           | 3    | 1000m           |
| 122 | 2013.02.08~02.10 | 2012-13 ISU 월드컵 드레스덴           | 3    | 1500m           |
| 123 | 2013.02.08~02.10 | 2012-13 ISU 월드컵 드레스덴           | 3    | 5000m 계주      |
| 124 | 2013.09.26~09.29 | 2013-14 ISU 월드컵 상하이             | 3    | 1500m           |
| 125 | 2013.10.03~10.06 | 2013-14 ISU 월드컵 서울               | 1    | 500m            |
| 126 | 2013.10.03~10.06 | 2013-14 ISU 월드컵 서울               | 2    | 1000m           |
| 127 | 2013.10.03~10.06 | 2013-14 ISU 월드컵 서울               | 3    | 1500m           |
| 128 | 2013.11.07~11.10 | 2013-14 ISU 월드컵 토리노             | 2    | 500m            |
| 129 | 2013.11.07~11.10 | 2013-14 ISU 월드컵 토리노             | 2    | 1000m           |
| 130 | 2013.11.07~11.10 | 2013-14 ISU 월드컵 토리노             | 2    | 5000m 계주      |
| 131 | 2013.11.14~11.17 | 2013-14 ISU 월드컵 콜롬나             | 1    | 500m            |
| 132 | 2013.11.14~11.17 | 2013-14 ISU 월드컵 콜롬나             | 2    | 1500m           |
| 133 | 2013.11.14~11.17 | 2013-14 ISU 월드컵 콜롬나             | 2    | 5000m 계주      |
| 134 | 2014.01.17~01.19 | 2014 유럽 선수권 드레스덴             | 1.   | 종합            |
| 135 | 2014.01.17~01.19 | 2014 유럽 선수권 드레스덴             | 1.   | 500m            |
| 136 | 2014.01.17~01.19 | 2014 유럽 선수권 드레스덴             | 1.   | 1000m           |
| 137 | 2014.01.17~01.19 | 2014 유럽 선수권 드레스덴             | 1.   | 3000m S.F.      |
| 138 | 2014.01.17~01.19 | 2014 유럽 선수권 드레스덴             | 1.   | 5000m 계주      |
| 139 | 2014.11.07~11.09 | 2014-15 ISU 월드컵 솔트레이크시티     | 1    | 1000m           |
| 140 | 2014.11.07~11.09 | 2014-15 ISU 월드컵 솔트레이크시티     | 1    | 5000m 계주      |
| 141 | 2015.01.23~1.25  | 2015 유럽 선수권 도르드레흐트         | 2.   | 종합            |
| 142 | 2015.01.23~1.25  | 2015 유럽 선수권 도르드레흐트         | 1.   | 500m            |
| 143 | 2015.01.23~1.25  | 2015 유럽 선수권 도르드레흐트         | 2.   | 3000m S.F       |
| 144 | 2015.01.23~1.25  | 2015 유럽 선수권 도르드레흐트         | 1.   | 5000m 계주      |
| 145 | 2015.02.13~02.15 | 2014-15 ISU 월드컵 에르주름           | 2    | 1000m           |
| 146 | 2015.02.13~02.15 | 2014-15 ISU 월드컵 에르주름           | 3    | 1500m           |
| 147 | 2016.11.04~11.06 | 2016-17 ISU 월드컵 캘거리             | 3    | 500m            |
| 148 | 2016.12.09~12.11 | 2016-17 ISU 월드컵 상하이             | 3    | 500m            |
| 149 | 2017.01.13~01.15 | 2017 유럽 선수권 토리노               | 3.   | 500m            |
| 150 | 2017.01.13~01.15 | 2017 유럽 선수권 토리노               | 2.   | 5000m 계주      |
| 151 | 2017.02.03~02.05 | 2016-17 ISU 월드컵 드레스덴           | 1    | 5000m 계주      |
| 152 | 2017.02.10~02.12 | 2016-17 ISU 월드컵 민스크             | 2    | 5000 m 계주     |
| 153 | 2018.01.12~01.14 | 2018 유럽 선수권 드레스덴             | 2.   | 500m            |
| 154 | 2018.01.12~01.14 | 2018 유럽 선수권 드레스덴             | 2.   | 5000m 계주      |
| 155 | 2019.09.13~09.15 | 2019 RSU 러시안 컵 콜롬나             | 1    | 1000m           |
| 156 | 2019.09.13~09.15 | 2019 RSU 러시안 컵 콜롬나             | 1    | 2000 m 혼성계주 |
| 157 | 2019.09.13~09.15 | 2019 RSU 러시안 컵 콜롬나             | 3    | 종합            |
| 158 | 2019.11.01~11.03 | 2019-20 ISU 월드컵 솔트레이크시티     | 2    | 500m            |
| 159 | 2019.11.01~11.03 | 2019-20 ISU 월드컵 솔트레이크시티     | 2    | 1000m           |
| 160 | 2019.11.01~11.03 | 2019-20 ISU 월드컵 솔트레이크시티     | 1    | 2000m 혼성계주  |
| 161 | 2019.11.01~11.03 | 2019-20 ISU 월드컵 솔트레이크시티     | 1    | 5000m 계주      |
| 162 | 2019.12.06~12.08 | 2019-20 ISU 월드컵 상하이             | 2    | 2000m 혼성계주  |
| 163 | 2019.12.06~12.08 | 2019-20 ISU 월드컵 상하이             | 1    | 5000m 계주      |

### 국내 대회 포디움
빅토르 안(안현수)의 대한민국 과 러시아 내셔널 경기 메달 목록
| 대한민국 선수로 국내 대회 (1996~2011) | 대한민국 선수로 국내 대회 (1996~2011)                   | 대한민국 선수로 국내 대회 (1996~2011) | 대한민국 선수로 국내 대회 (1996~2011) | 대한민국 선수로 국내 대회 (1996~2011) |
| 날짜                                  | 대회                                                    | 메달                                  | 종목                                  |                                       |
| ------------------------------------- | ------------------------------------------------------- | ------------------------------------- | ------------------------------------- | ------------------------------------- |
| 명지초등학교                          |                                                         |                                       |                                       |                                       |
| 1996.02.16                            | 1996 전국 동계 체육대회                                 | 2                                     | 1500 m                                |                                       |
| 1996.04.09~10                         | 1996 전국 학생종별 쇼트트랙 선수권 대회                 | 1                                     | 500 m                                 |                                       |
| 1996.04.09~10                         | 1996 전국 학생종별 쇼트트랙 선수권 대회                 | 1                                     | 1500 m                                |                                       |
| 1996.04.09~10                         | 1996 전국 학생종별 쇼트트랙 선수권 대회                 | 1                                     | 종합                                  |                                       |
| 1997.02.03                            | 1997 전국 동계 체육대회                                 | 1                                     | 1000 m                                |                                       |
| 1998.02.26                            | 1998 전국 동계 체육대회                                 | 1                                     | 1500 m                                |                                       |
| 1998.02.28                            | 1998 전국 동계 체육대회                                 | 1                                     | 2000 m                                |                                       |
| 1999.02.12                            | 1999 전국 동계 체육대회                                 | 2                                     | 1000 m                                |                                       |
| 명지중학교                            |                                                         |                                       |                                       |                                       |
| 1999.02.12                            | 1999 전국 동계 체육대회                                 | 3                                     | 3000 m                                |                                       |
| 2000.02.16                            | 2000 전국 동계 체육대회                                 | 1                                     | 3000 m                                |                                       |
| 2001.02.22                            | 2001 전국 동계 체육대회                                 | 2                                     | 500 m                                 |                                       |
| 2001.02.23                            | 2001 전국 동계 체육대회                                 | 1                                     | 1000 m                                |                                       |
| 신목고등학교                          |                                                         |                                       |                                       |                                       |
| 2002.04.18                            | 2002 전국남녀 종합 쇼트트랙 선수권대회                  | 1                                     | 1500 m                                |                                       |
| 2003.04.01                            | 2003 전국남녀 종합 쇼트트랙 선수권대회                  | 1                                     | 1500 m                                |                                       |
| 2003.04.01                            | 2003 전국남녀 종합 쇼트트랙 선수권대회                  | 2                                     | 500 m                                 |                                       |
| 2003.04.02                            | 2003 전국남녀 종합 쇼트트랙 선수권대회                  | 1                                     | 3000 m                                |                                       |
| 2003.04.02                            | 2003 전국남녀 종합 쇼트트랙 선수권대회                  | 1                                     | 종합                                  |                                       |
| 한국체육대학교                        |                                                         |                                       |                                       |                                       |
| 2005.09.09                            | 2005-06 쇼트트랙 국가대표팀 평가전                      | 1                                     | 1500 m                                |                                       |
| 2005.09.09                            | 2005-06 쇼트트랙 국가대표팀 평가전                      | 2                                     | 500 m                                 |                                       |
| 2005.09.09                            | 2005-06 쇼트트랙 국가대표팀 평가전                      | 2                                     | 종합                                  |                                       |
| 2006.04.15                            | 2006 전국남녀 종합 쇼트트랙 선수권대회                  | 1                                     | 1500 m                                |                                       |
| 2006.04.16                            | 2006 전국남녀 종합 쇼트트랙 선수권대회                  | 3                                     | 3000 m                                |                                       |
| 2006.04.16                            | 2006 전국남녀 종합 쇼트트랙 선수권대회                  | 3                                     | 종합                                  |                                       |
| 2006.09.27                            | 2006-07 쇼트트랙 국가대표 선발전                        | 1                                     | 1000m                                 |                                       |
| 2006.09.27                            | 2006-07 쇼트트랙 국가대표 선발전                        | 1                                     | 종합                                  |                                       |
| 2007.01.06                            | 2007 회장배 전국 남녀 쇼트트랙 스피드스케이팅대회       | 1                                     | 500 m                                 |                                       |
| 2007.01.06                            | 2007 회장배 전국 남녀 쇼트트랙 스피드스케이팅대회       | 1                                     | 1000 m                                |                                       |
| 2007.02.22                            | 2007 전국 동계 체육대회                                 | 1                                     | 1500 m                                |                                       |
| 2007.02.22                            | 2007 전국 동계 체육대회                                 | 3                                     | 1000 m                                |                                       |
| 2007.02.24                            | 2007 전국 동계 체육대회                                 | 1                                     | 3000m 계주                            |                                       |
| 성남시청                              |                                                         |                                       |                                       |                                       |
| 2009.10.18                            | 2009 회장배 전국 남녀 쇼트트랙 스피드스케이팅대회       | 1                                     | 3000 m 계주                           |                                       |
| 2010.02.22                            | 2010 전국 동계 체육대회                                 | 1                                     | 1500m                                 |                                       |
| 2010.02.02                            | 2010 전국 동계 체육대회                                 | 1                                     | 3000m                                 |                                       |
| 2010.02.02                            | 2010 전국 동계 체육대회                                 | 1                                     | 5000 m 계주                           |                                       |
| -                                     |                                                         |                                       |                                       |                                       |
| 2011.02.14                            | 2011 전국 동계 체육대회                                 | 1                                     | 3000 m                                |                                       |
| 2011.02.14                            | 2011 전국 동계 체육대회                                 | 2                                     | 1500 m                                |                                       |
| 2011.02.16                            | 2011 전국 동계 체육대회                                 | 2                                     | 5000m 계주                            |                                       |
| 2011.03.25                            | 2011 전국남녀 종별 쇼트트랙 선수권 대회                 | 2                                     | 1500 m                                |                                       |
| 2011.03.26                            | 2011 전국남녀 종별 쇼트트랙 선수권 대회                 | 2                                     | 500 m                                 |                                       |
| 2011.03.27                            | 2011 전국남녀 종별 쇼트트랙 선수권 대회                 | 1                                     | 1000 m                                |                                       |
| 2011.03.27                            | 2011 전국남녀 종별 쇼트트랙 선수권 대회                 | 3                                     | 3000 m                                |                                       |
| 2011.03.27                            | 2011 전국남녀 종별 쇼트트랙 선수권 대회                 | 2                                     | 종합                                  |                                       |
| 2011.04.16                            | 2011 전국남녀 종합 쇼트트랙선수권대회                   | 1                                     | 500 m                                 |                                       |
| 러시아 선수로 국내 대회 (2012~2019)   |                                                         |                                       |                                       |                                       |
| CSKA 모스크바                         |                                                         |                                       |                                       |                                       |
| 2012.03.21~23                         | 2012 쇼트트랙 선수권 대회 콜롬나                        | 1                                     | 1000m                                 |                                       |
| 2012.03.21~23                         | 2012 쇼트트랙 선수권 대회 콜롬나                        | 2                                     | 1500m                                 |                                       |
| 2012.03.21~23                         | 2012 쇼트트랙 선수권 대회 콜롬나                        | 1                                     | 3000m                                 |                                       |
| 2012.09.27~30                         | 2012 내셔널 리그 러시아 컵 노보고르스크                 | 2                                     | 500m(1)                               |                                       |
| 2012.09.27~30                         | 2012 내셔널 리그 러시아 컵 노보고르스크                 | 2                                     | 500m(2)                               |                                       |
| 2012.09.27~30                         | 2012 내셔널 리그 러시아 컵 노보고르스크                 | 1                                     | 1000m(2)                              |                                       |
| 2012.09.27~30                         | 2012 내셔널 리그 러시아 컵 노보고르스크                 | 1                                     | 1500m(1)                              |                                       |
| 2012.09.27~30                         | 2012 내셔널 리그 러시아 컵 노보고르스크                 | 2                                     | 1500m(2)                              |                                       |
| 2012.09.27~30                         | 2012 내셔널 리그 러시아 컵 노보고르스크                 | 2                                     | 종합                                  |                                       |
| 2012.09.27~30                         | 2012 내셔널 리그 러시아 컵 노보고르스크                 | 1                                     | 5000m 계주                            |                                       |
| 2012.12.19~21                         | 2012 쇼트트랙 선수권 대회 소치                          | 1                                     | 1000m                                 |                                       |
| 2012.12.19~21                         | 2012 쇼트트랙 선수권 대회 소치                          | 1                                     | 1500m                                 |                                       |
| 2012.12.19~21                         | 2012 쇼트트랙 선수권 대회 소치                          | 1                                     | 3000m                                 |                                       |
| 2012.12.19~21                         | 2012 쇼트트랙 선수권 대회 소치                          | 1                                     | 종합                                  |                                       |
| 2014.10.16~18                         | 2014 내셔널 리그 러시아 스케이팅 유니온 컵 콜롬나       | 1                                     | 500m (1)                              |                                       |
| 2014.10.16~18                         | 2014 내셔널 리그 러시아 스케이팅 유니온 컵 콜롬나       | 1                                     | 500m(2)                               |                                       |
| 2014.10.16~18                         | 2014 내셔널 리그 러시아 스케이팅 유니온 컵 콜롬나       | 1                                     | 1000m(1)                              |                                       |
| 2014.10.16~18                         | 2014 내셔널 리그 러시아 스케이팅 유니온 컵 콜롬나       | 2                                     | 1000m(2)                              |                                       |
| 2014.10.16~18                         | 2014 내셔널 리그 러시아 스케이팅 유니온 컵 콜롬나       | 1                                     | 1500m(1)                              |                                       |
| 2014.10.16~18                         | 2014 내셔널 리그 러시아 스케이팅 유니온 컵 콜롬나       | 3                                     | 1500m(2)                              |                                       |
| 2014.10.16~18                         | 2014 내셔널 리그 러시아 스케이팅 유니온 컵 콜롬나       | 1                                     | 종합                                  |                                       |
| 2014.12.27~29                         | 2014 쇼트트랙 선수권 대회 콜롬나                        | 1                                     | 1000m                                 |                                       |
| 2014.12.27~29                         | 2014 쇼트트랙 선수권 대회 콜롬나                        | 1                                     | 1500m                                 |                                       |
| 2014.12.27~29                         | 2014 쇼트트랙 선수권 대회 콜롬나                        | 1                                     | 3000m                                 |                                       |
| 2014.12.27~29                         | 2014 쇼트트랙 선수권 대회 콜롬나                        | 1                                     | 5000m 계주                            |                                       |
| 2014.12.27~29                         | 2014 쇼트트랙 선수권 대회 콜롬나                        | 1                                     | 종합                                  |                                       |
| 2016.09.09~11                         | 2016 쇼트트랙 선수권 대회 모스크바                      | 3                                     | 1500m                                 |                                       |
| 2016.09.09~11                         | 2016 쇼트트랙 선수권 대회 모스크바                      | 1                                     | 500m                                  |                                       |
| 2016.09.23~25                         | 2016 내셔널 리그 러시아 스케이팅 유니온 컵 콜롬나       | 1                                     | 500m(1)                               |                                       |
| 2016.09.23~25                         | 2016 내셔널 리그 러시아 스케이팅 유니온 컵 콜롬나       | 2                                     | 500m(2)                               |                                       |
| 2016.09.23~25                         | 2016 내셔널 리그 러시아 스케이팅 유니온 컵 콜롬나       | 1                                     | 1500m(1)                              |                                       |
| 2016.09.23~25                         | 2016 내셔널 리그 러시아 스케이팅 유니온 컵 콜롬나       | 1                                     | 1500m(2)                              |                                       |
| 2016.09.23~25                         | 2016 내셔널 리그 러시아 스케이팅 유니온 컵 콜롬나       | 1                                     | 1000m(1)                              |                                       |
| 2016.09.23~25                         | 2016 내셔널 리그 러시아 스케이팅 유니온 컵 콜롬나       | 1                                     | 1000m(2)                              |                                       |
| 2016.09.23~25                         | 2016 내셔널 리그 러시아 스케이팅 유니온 컵 콜롬나       | 1                                     | 종합                                  |                                       |
| 2016.12.27~29                         | 2016 쇼트트랙 선수권 대회 노보고르스크                  | 1                                     | 500m                                  |                                       |
| 2016.12.27~29                         | 2016 쇼트트랙 선수권 대회 노보고르스크                  | 1                                     | 1000m                                 |                                       |
| 2016.12.27~29                         | 2016 쇼트트랙 선수권 대회 노보고르스크                  | 1                                     | 1500m                                 |                                       |
| 2016.12.27~29                         | 2016 쇼트트랙 선수권 대회 노보고르스크                  | 1                                     | 종합                                  |                                       |
| 2017.08.11~13                         | 2017 내셔널 리그 러시아 스케이팅 유니온 컵 노보고르스크 | 1                                     | 500m (1)                              |                                       |
| 2017.08.11~13                         | 2017 내셔널 리그 러시아 스케이팅 유니온 컵 노보고르스크 | 1                                     | 500m (2)                              |                                       |
| 2017.08.11~13                         | 2017 내셔널 리그 러시아 스케이팅 유니온 컵 노보고르스크 | 2                                     | 1000m(1)                              |                                       |
| 2017.08.11~13                         | 2017 내셔널 리그 러시아 스케이팅 유니온 컵 노보고르스크 | 2                                     | 1500m(1)                              |                                       |
| 2017.08.11~13                         | 2017 내셔널 리그 러시아 스케이팅 유니온 컵 노보고르스크 | 1                                     | 1500m(2)                              |                                       |
| 2017.08.11~13                         | 2017 내셔널 리그 러시아 스케이팅 유니온 컵 노보고르스크 | 2                                     | 종합                                  |                                       |
| 2018.3.31~4.1                         | 2018 러시아 선수권 대회 상트페테르부르크                | 1                                     | 500m                                  |                                       |
| 2018.3.31~4.1                         | 2018 러시아 선수권 대회 상트페테르부르크                | 2                                     | 1000m                                 |                                       |
| 2018.3.31~4.1                         | 2018 러시아 선수권 대회 상트페테르부르크                | 2                                     | 1500m                                 |                                       |
| 2018.3.31~4.1                         | 2018 러시아 선수권 대회 상트페테르부르크                | 1                                     | 5000m 계주                            |                                       |
| 2019.09.27~29                         | 2019 내셔널 리그 러시아 스케이팅 유니온 컵 콜롬나       | 2                                     | 1000m(1)                              |                                       |
| 2019.09.27~29                         | 2019 내셔널 리그 러시아 스케이팅 유니온 컵 콜롬나       | 1                                     | 1000m(2)                              |                                       |
| 2019.09.27~29                         | 2019 내셔널 리그 러시아 스케이팅 유니온 컵 콜롬나       | 3                                     | 1500m                                 |                                       |
| 2019.09.27~29                         | 2019 내셔널 리그 러시아 스케이팅 유니온 컵 콜롬나       | 2                                     | 종합                                  |                                       |

## 개인 최고 기록
| 종목  | 기록            | 날짜         | 장소                | 기타          |
| 500m  | 39초 961        | 2019. 01. 18 | 미국 솔트레이크시티 | [ 1 ]         |
| 1000m | 1분 23초 487    | 2013. 11. 10 | 이탈리아 토리노     | [ 1 ]         |
| 1500m | 2분 10초 639 전 | 2003. 10. 24 | 미국 마켓           | [ 2 ] [ 389 ] |
| 3000m | 4분 32초 646 전 | 2003. 12. 07 | 중국 베이징         | [ 3 ] [ 390 ] |

### 내용주
1. ↑   당시 16세의 국제무대 경험이 전혀 없던 안현수의 특별 발탁에 대해선 계속 논란으로 언급되는 사안이다. 당시 빙상연맹의 국가대표팀 추천제가 있었으며, 이는 빙상연맹 지도부나 감독이 1~2명의 선수를 따로 추천하는 제도였다.[67] 재능 있는 신예 선수에게 경험과 기회를 주거나, 뛰어난 선수가 아쉽게 탈락했을 경우, 선수가 부상을 입었을 경우 구제해주는 장치 혹은 대표팀 선발 후순위 선수들이 대상이 되었다.[68] 1990년대 중반부터 2000년대 중반까지 계속 잡음이 이어졌고, 세간에 가장 많이 알려진것은 16세 안현수의 특별 발탁이다. 2005-2006년 그리고 세계선수권 이후 파벌갈등이 극대화 표면화 되면서 사라진다.[69][70] 안현수의 특별발탁으로 인해 이 추천제가 한체대 라인의 특혜로 잘못알려진 부분이 많다. 이 추천제는 실제로 2002년이 아닌 1995년 연세대학교 채지훈과 전이경, 계명대학교 김소희의 선수 선발과 관련해 장명희 회장이 만든 제도였으며, 그이후로 2006년까지 계속 선수선발제도로 사용된 시스템이었다. 이 선수들 중에선 한국체육대학교 선수는 안현수, 최은경 단 2명이었으며 고등학생이던 안현수를 추천한건 실제로는 비한체대였다.
2. ↑  동국대학교 출신, 광문고등학교 교사, 한국실업빙상경기연맹 회장, 대한빙상연맹 전 부회장, 전명규와 함께 쇼트트랙 1세대 지도자이며, 이호석과 진선유를 지도했고, 용인시청 감독이었다. 2010년 빙상연맹의 쇼트트랙 담당 부회장으로 올림픽과 세계선수권 출전권 파문 당시 대한빙상연맹의 입장을 변호하면서, 이정수 선수 측이 언급한 윗선개입에 대해 반박하였다.[73]
3. ↑  타임레이스는 실제로 1990년대에도 한국 쇼트트랙에서 선발전 방식으로 쓰였다가 논란 뒤에 없어졌던 대표 선발방식이었다.[72] 쇼트트랙은 대표적인 순위 종목이다. 기록과 상관없이 빨리 들어오는 선수가 이긴다. 기록으로 순위를 매기는 스피드스케이팅과는 다르다. 초반 스타트가 빠른 선수, 견제에 강한 선수, 후반 스피드가 빠른 선수 등 선수 고유의 특성을 발휘해 팀의 메달 가능성을 높인다. 만약 선발전을 앞두고 부상을 당하면 태극마크를 달 기회를 잃어버린다. 또 선발전 당일 컨디션에 따라 당락이 좌우될 수 있어 기량이 가장 뛰어난 선수가 탈락할 우려가 있다.[140] 즉, 쇼트트랙의 특성과 다른 타임레이스 방식의 도입은 명목상으로는 파벌이 같은 선수끼리 '담합'을 하지 못하도록 막겠다는 취지였으나 경기 운영 능력이 뛰어나지만 부상을 당하고 회복 중인 안현수에게 절대적으로 불리하게 바꾼 것이라는 의혹과 의문이 제기되었고, 2014년에도 이 의문이 재조명되기도 하였다.[141][142] 단, 빅토르 안은 이와 관련된 불이익을 부정하였다.[143] 타임레이스는 소치 동계 올림픽 이후 쇼트트랙 대표 선발전 방식에서 폐지되었다.[144]
4. ↑  2019년 9월 콜롬나에서 열린, 러시아 스케이팅 유니온 주최 친선대회이다. 러시아, 네덜란드, 카자흐스탄, 벨기에, 라트비아, 대한민국 선수들이 참여하였다. 빅토르 안은 1000m와 혼성계주 경기에만 출전하였다.

### 참조주
1. 1 2 3 4  “빅토르 안 프로필”. 《ShorttrackOnLine.info》 (영어). 2022년 12월 3일에 확인함.
2. 1 2  ISU 국제빙상연맹. “남자 1500m 세계신기록”. 《shorttrack.sportresult official site》 (영어). 2024년 9월 28일에 확인함.
3. 1 2  ISU 국제빙상연맹. “남자 3000m 세계신기록”. 《shorttrack.sportresult official site》 (영어). 2024년 9월 28일에 확인함.
4. ↑  문하늘 (2011년 11월 29일). “안현수, 러시아 국적 취득…이름도 '빅토르 안'으로 개명”. 《한국경제》. 2024년 4월 24일에 확인함.
5. 1 2 3 4 5  OlympicTalk (2020년 4월 27일). “Viktor Ahn, greatest Olympic short track speed skater, retires again” [역대 최고의 올림픽 쇼트트랙 선수, 다시 은퇴하다]. 《NBC 스포츠》 (영어). 2022년 12월 3일에 확인함.
6. ↑  Rory Jiwani (2018년 9월 6일). “Short track great Viktor Ahn retires from speed skating” [역대 최고의 쇼트트랙 선수 빅토르 안 은퇴]. 《Olympics.com》 (영어). 2022년 12월 3일에 확인함.
7. 1 2  최용재 (2020년 4월 29일). “안현수 그리고 빅토르 안…역대 최고의 쇼트트랙 선수 은퇴”. 《일간스포츠》. 2022년 12월 3일에 확인함.
8. 1 2 3  “Victor An ready to inspire China’s Short Track Speed Skating fliers to home glory at Beijing 2022”. 《국제빙상연맹》. 2020년 9월 4일. 2022년 4월 26일에 확인함.
9. ↑  김영록 (2011년 4월 12일). “'쇼트트랙 황제' 안현수의 비운, 그리고 부활”. 《동아일보》. 2024년 4월 24일에 확인함.
10. 1 2 3  김지현 (2011년 6월 9일). “국가대표가 나라를 선택할 수 있다면”. 《한겨레21》. 2022년 12월 3일에 확인함.
11. 1 2 3  조영준 (2011년 12월 29일). “안현수, 러시아 국적 취득…새 이름은 '빅토르 안'”. 《엑스포츠뉴스》. 2022년 12월 3일에 확인함.
12. 1 2  송원형 (2021년 3월 7일). “김선택 감독, 안현수 코치, 임효준…中 쇼트트랙팀은 제2 한국팀?”. 《조선일보》. 2024년 4월 24일에 확인함.
13. 1 2 3  김우현 (2023년 1월 12일). “안현수, 성남시청 코치 면접 출석…국내 복귀 한걸음 다가서나”. 《매경닷컴》. 2024년 4월 24일에 확인함.
14. 1 2  신동원 (2023년 1월 31일). “안현수 성남시청 빙상팀 코치 무산…성남시 “적임자 없다””. 《서울신문》. 2024년 4월 24일에 확인함.
15. 1 2  “김선태 전 대표팀 감독, 성남시청 빙상팀 코치직 재지원”. 《연합뉴스》. 2023년 4월 21일. 2024년 4월 25일에 확인함.
16. 1 2  “빅토르 안, 개인 코치로 쇼트트랙 대표 선발전 참가”. 《동아일보》. 2023년 4월 13일. 2024년 4월 25일에 확인함.
17. 1 2  “Folytatódik a koreai együttműködés”. 《헝가리 국립스케이트 협회》. 2023년 6월 25일. 2024년 4월 25일에 확인함.
18. 1 2  “여자 고등부∙대학부∙일반부 500m 결승 #쇼트트랙 #제105회전국동계체육대회”. 《KBS 유튜브》. 2024년 2월 2일. 2024년 4월 25일에 확인함.
19. 1 2  “24/25 KSU National Team Selection Seoul Ice Training Coach An”. 《instagram.com/havean_ice_day》. 2024년 4월 5일. 2024년 4월 25일에 확인함.
20. ↑  ISU 국제빙상연맹. “Victor An ISU Biographies” [빅토르 안 전기]. 《isu.html.infostradasports.com》 (영어). 2022년 12월 3일에 확인함.
21. 1 2 3  김지한 (2010년 2월 10일). “아직 남은 꿈을 향해…'쇼트트랙의 황제' 안현수”. 《엑스포츠 뉴스》. 2022년 12월 3일에 확인함.
22. ↑  이영미 (2006년 8월 20일). “[부모가 쓰는 별들의 탄생신화] 안현수 ③”. 《일요신문》. 2022년 12월 3일에 확인함.
23. ↑  권순일 (2003년 1월 5일). “스포츠 화제, 안현수 “오노는 통과관문 일뿐…””. 《동아일보》. 2022년 12월 3일에 확인함.
24. 1 2 3  한정수 (2014년 2월 16일). “'폭행'부터 러시아 귀화까지…안현수 10년간 마음고생?”. 《머니투데이》. 2022년 12월 3일에 확인함.
25. ↑  김상수 (2002년 2월 13일). “동계올림픽, 한국쇼트트랙 14일부터 金사냥”. 《동아일보》. 2022년 12월 3일에 확인함.
26. 1 2 3  김민석 (2014년 2월 16일). “소치올림픽, 안현수 귀화 누구 책임인가… ‘파벌 싸움’ 원흉은 ‘에이스 밀어주기?’”. 《국민일보》. 2022년 12월 3일에 확인함.
27. 1 2 3  이동섭 (2019년 1월 25일). “‘플레잉 코치’ 논란 빅토르 안 부친 안기원 “아들과의 인연… 이젠 끝인 것 같다””. 《일요신문》. 2022년 12월 3일에 확인함.
28. 1 2  오마이뉴스 (2002년 3월 20일). “"전명규 감독 한체대 교수임용 결사반대"”. 《오마이뉴스》. 2022년 12월 3일에 확인함.
29. 1 2 3 4 5 6  박정환 (2014년 2월 25일). “‘안’은 파벌 수혜자이자 피해자 - 안현수·전명규 빙상연맹 부회장 과거사 풀스토리”. 《일요신문》. 2022년 12월 3일에 확인함.
30. ↑  조범자 (2002년 2월 18일). “김동성·안현수 “두번 질순 없다””. 《파이낸셜뉴스》. 2022년 12월 3일에 확인함.
31. 1 2  IOC 국제 올림픽 위원회 (2021년 3월 31일). “Happier Ahn makes short track history” [행복한 안현수 쇼트트랙 역사를 만들다.]. 《olympics.com》 (영어). 2022년 12월 3일에 확인함.
32. 1 2  IOC 국제 올림픽 위원회. “Victor AN Biography, Olympic Medals, Records and Age” [빅토르 안 전기, 올림픽 메달, 기록 및 나이]. 《olympics.com》 (영어). 2022년 12월 3일에 확인함.
33. 1 2  성연철 (2005년 3월 31일). ““쇼트트랙 대표선발 담합의혹””. 《한겨레》. 2022년 12월 3일에 확인함.
34. ↑  김남일 (2005년 5월 26일). “쇼트트랙선발 뒷거래 빙상연맹 부회장 입건”. 《한겨레》. 2022년 12월 3일에 확인함.
35. ↑  김정훈 (2005년 5월 26일). “'돈으로 사는 태극마크'”. 《노컷뉴스》. 2022년 12월 3일에 확인함.
36. 1 2  한겨레 (2005년 7월 14일). “쇼트트랙 선수단 “집행부 총사퇴” 요구”. 《한겨레》. 2022년 12월 3일에 확인함.
37. 1 2 3  곽수근 (2005년 7월 15일). “쇼트트랙 폭행 방조 전 코치, 국가대표 감독 재선임, 안현수-최은경 "감독 안바꾸면 올림픽 불참"”. 《조선일보》. 2022년 12월 3일에 확인함.
38. ↑  김선형 (2014년 2월 28일). “서호진씨 "안현수 선수 구타한 적 없다…억울하다"”. 《연합뉴스》. 2022년 12월 3일에 확인함.
39. ↑  박현주 (2015년 5월 18일). “안현수 과거 폭행, 웃으며 담담히 공개 “헬멧 쓴 상태에서 나보다 후배가 더 맞아””. 《세계일보》. 2022년 12월 3일에 확인함.
40. ↑  김재형 (2005년 7월 15일). “바람 잘날 없는 쇼트트랙”. 《YTN》. 2022년 12월 3일에 확인함.
41. 1 2  SBS (2005년 7월 28일). “쇼트트랙 코치선임 파문 일단락”. 《SBS》. 2022년 12월 3일에 확인함.
42. 1 2  정규진 (2005년 7월 29일). “쇼트트랙 대표선수 일부, 전지훈련 불참”. 《SBS》. 2022년 12월 3일에 확인함.
43. 1 2  (토리노, 연합뉴스) 특별취재반 (2006년 2월 26일). “<동계올림픽> 안현수, 쇼트트랙 '황제등극'”. 《연합뉴스》. 2022년 12월 3일에 확인함.
44. ↑  이범희 (2014년 2월 17일). “인물탐구, 8년만에 메달 딴 ‘빅토르 안’”. 《일요서울》. 2022년 12월 3일에 확인함.
45. ↑  “1,000 metres, Men 2006년 올림픽 쇼트트랙 결과”. 《olympedia》 (영어). 2022년 12월 3일에 확인함.
46. ↑  “5,000 metres Relay, Men 2006년 올림픽 쇼트트랙 결과”. 《olympedia》 (영어). 2022년 12월 3일에 확인함.
47. 1 2  ISU 국제빙상연맹 (2018년 11월 23일). “Skaters’ top eight moments in Short Track history” [쇼트트랙 역사상 스케이터의 최고의 순간 8가지]. 《isu.org》 (영어). 2022년 12월 3일에 확인함.
48. 1 2  (토리노, 연합뉴스) 특별취재반 (2006년 2월 26일). “최고의 명승부로 기록된 남 5,000ｍ 계주”. 《한겨레》. 2022년 12월 3일에 확인함.
49. 1 2  권인하 (2006년 3월 14일). “안현수, 美 스포츠아카데미 '이달의 선수' 선정”. 《조선일보》. 2022년 12월 6일에 확인함.
50. ↑  김석 (2006년 4월 5일). “안현수 "파벌싸움에 선수들 피해…관두고 싶어"”. 《경향신문》. 2022년 12월 3일에 확인함.
51. 1 2  이영호 (2006년 4월 5일). “안현수 “그만두고 싶은 심정””. 《한겨레》. 2022년 12월 3일에 확인함.
52. ↑  이동칠(연합뉴스) (2007년 3월 12일). “쇼트트랙세계선수권, 5연패 위업 이룬 남자 간판 안현수”. 《한겨레》. 2022년 12월 5일에 확인함.
53. ↑  김동욱 (2008년 1월 30일). “이규혁·안현수·김연아, 대한빙상경기연맹 최우수 선수”. 《뉴시스》. 2022년 12월 3일에 확인함.
54. ↑  이영호 (2007년 12월 11일). “'쇼트트랙 황제' 안현수, 성남시청과 3년 계약”. 《한국경제》. 2022년 12월 3일에 확인함.[깨진 링크(과거 내용 찾기)]
55. 1 2  조윤정 (2008년 1월 17일). “안현수 부상 시즌 아웃”. 《MBC 뉴스》. 2022년 12월 3일에 확인함.
56. ↑  허승 (2014년 2월 16일). “‘빅토르 안’은 희생양인가, 모험가인가?”. 《한겨레》. 2022년 12월 3일에 확인함.
57. 1 2  박진규 (2014년 3월 5일). “탐사플러스 3회, 쇼트트랙 황제, 안현수와 '빅토르 안' 사이”. 《JTBC》. 2022년 12월 3일에 확인함.
58. ↑  김경무 (2014년 2월 9일). “두 이름 안현수, 웃을까 울까”. 《한겨레》. 2024년 4월 26일에 확인함.
59. ↑  김희준 (2009년 4월 25일). “안현수-진선유, 나란히 대표선발전 탈락”. 《뉴시스》. 2022년 12월 3일에 확인함.
60. ↑  고동욱 (2010년 2월 2일). “-동계체전- 안현수, 대회 첫 3관왕(종합)”. 《연합뉴스》. 2022년 12월 3일에 확인함.
61. 1 2  김현정 (CBS 뉴스쇼) (2018년 2월 22일). “‘안민석 "구악 vs 신악, 빙상연맹은 총성없는 전쟁중"”. 《노컷뉴스》. 2022년 12월 5일에 확인함.
62. ↑  이동섭 (2018년 4월 17일). “[엠스플 인터뷰] 제갈성렬 "메달' 성과보다 '공정 경쟁' 과정이 더 중요한 시대"”. 《스포츠춘추》. 2024년 6월 2일에 확인함.
63. ↑  조성호 (2018년 1월 19일). “‘동계스포츠계의 원로’ 장명희 아시아빙상연맹 회장의 충언(忠言)”. 《월간조선》. 2024년 6월 2일에 확인함.
64. 1 2  권종오 (2014년 2월 17일). “[취재파일] 전명규 부회장 이제는 말해야 한다”. 《SBS》. 2024년 6월 2일에 확인함.
65. ↑  김학준 (1994년 8월 9일). “회장 퇴진 탄원 일파만파 내분 빙상연맹 난파위기”. 《한겨레》. 2023년 9월 18일에 확인함.
66. ↑  김학준 (1994년 9월 24일). “빙상연맹 회장 퇴진 학부모등 166명 서명”. 《한겨레》. 2023년 9월 18일에 확인함.
67. ↑  연합뉴스 (1997년 9월 25일). “<빙상> 채지훈.전이경 등 10명 올림픽대표로 확정”. 《연합뉴스》. 2022년 12월 3일에 확인함.
68. ↑  이정진 (2002년 4월 17일). “쇼트트랙 김동성, 국가대표선발전 불참”. 《연합뉴스》. 2022년 12월 3일에 확인함.
69. 1 2  김학준 (1995년 3월 10일). “빙상연맹 대표선발 갈팡질팡”. 《한겨레》. 2024년 6월 2일에 확인함.
70. 1 2  이영호 (2006년 4월 6일). “<쇼트트랙 파벌싸움, 해결책은 있나>”. 《연합뉴스》. 2024년 6월 2일에 확인함.
71. ↑  김석 (2005년 9월 12일). “서호진·진선유 남녀정상 ‘씽씽’”. 《경향신문》. 2024년 6월 2일에 확인함.
72. 1 2  신현훈 (1993년 1월 10일). “쇼트트랙 편법 대표선발 구설수”. 《동아일보》. 2024년 6월 2일에 확인함.
73. 1 2 3 4  임지영 (2010년 4월 14일). “쇼트트랙계를 움직이는 ‘유라인’과 ‘전라인’”. 《시사IN》. 2024년 6월 2일에 확인함.
74. ↑  윤정현 (2006년 4월 5일). “‘두솥밥’ 쇼트트랙 내홍 심화”. 《헤럴드경제》. 2024년 6월 2일에 확인함.
75. ↑  윤정현 (2006년 4월 5일). “‘두솥밥’ 쇼트트랙 내홍 심화”. 《헤럴드경제》. 2022년 12월 3일에 확인함.
76. ↑  사설 (2006년 4월 5일). “파벌싸움에 멍든 ‘쇼트트랙 코리아’”. 《경향신문》. 2022년 12월 3일에 확인함.
77. ↑  한겨레 스포츠팀 (2006년 4월 10일). “집행부 밥그릇 싸움에 선수들만 상처”. 《한겨레》. 2022년 12월 3일에 확인함.
78. ↑  김연석 (2001년 2월 28일). “뉴스데스크 빙상 스타 이영하 특차입학 사례금 수뢰 구속”. 《MBC 뉴스》. 2022년 12월 3일에 확인함.
79. ↑  이가영 (2001년 5월 25일). “빙상스타 이영하 교수 특기생비리 3년 선고”. 《중앙일보》. 2022년 12월 3일에 확인함.
80. 1 2  위원석 (2018년 12월 6일). “한국 쇼트트랙과 '전명규의 유산'”. 《네이버 칼럼》. 2022년 12월 3일에 확인함.
81. ↑  이소현 (2018년 2월 22일). “"빙상연맹, 메달 따면 무마될 것으로 생각하고 버티는 중"”. 《인사이트》. 2024년 6월 1일에 확인함.
82. ↑  전영지 (2019년 2월 26일). “'빙상 레전드'이영하 전감독 담낭암 별세...빙상계 애도 물결”. 《조선일보》. 2024년 6월 1일에 확인함.
83. ↑  심재훈 (2003년 6월 27일). “쇼트트랙 간판스타 안현수, 한체대 입학”. 《연합뉴스》. 2022년 12월 3일에 확인함.
84. 1 2 3 4 5 6  조유빈 (2014년 2월 26일). “더러운 파벌 싸움이 지어준 그 이름 ‘빅토르 안’”. 《시사저널》. 2022년 12월 3일에 확인함.
85. ↑  이정진 (2003년 4월 29일). “빙상연맹, 편파판정 의혹 등 조사키로”. 《연합뉴스》. 2022년 12월 3일에 확인함.
86. ↑  심재훈 (2003년 6월 26일). “쇼트트랙 여자대표팀 코치에 김소희 선임”. 《연합뉴스》. 2022년 12월 3일에 확인함.
87. ↑  성연철 (2004년 9월 30일). “김기훈 쇼트트랙 대표코치 사임”. 《한겨레》. 2022년 12월 3일에 확인함.
88. ↑  정규진 (2004년 11월 10일). “여자 쇼트트랙팀 '상습구타' 파문”. 《SBS 뉴스》. 2022년 12월 3일에 확인함.
89. ↑  김성규 (2004년 11월 10일). ““죽도록 두들겨 맞고…” 여자 쇼트트랙 ‘폭력의 얼음판’”. 《동아일보》. 2022년 12월 3일에 확인함.
90. ↑  정규진 (2004년 11월 15일). “여 쇼트트랙팀 새 코치 선임”. 《SBS 뉴스》. 2022년 12월 3일에 확인함.
91. ↑  이동칠 (2005년 4월 5일). “쇼트트랙 올림픽 대표팀 코치에 김기훈.전재수”. 《연합뉴스》. 2022년 12월 3일에 확인함.
92. ↑  연합뉴스 (2005년 4월 10일). “쇼트트랙 남자대표, 선수촌 집단 입촌거부 파문”. 《노컷뉴스》. 2022년 12월 3일에 확인함.
93. ↑  이종성 (2005년 4월 11일). “'마피아와의 전면전', 쇼트트랙 男대표 입촌거부”. 《프레시안》. 2022년 12월 3일에 확인함.
94. ↑  성연철 (2005년 4월 15일). “‘쇼트트랙 짬짜미’ 증엇 잇따라”. 《한겨레》. 2022년 12월 3일에 확인함.
95. ↑  성연철 (2005년 4월 15일). “원수진 사제지간…싸늘한 쇼트트랙”. 《한겨레》. 2022년 12월 3일에 확인함.
96. ↑  이상헌 (2018년 1월 5일). “겨울 영웅에 듣는다, 김기훈 “날 들이밀기 대역전, 끝까지 포기 안해 얻은 승리””. 《국민일보》. 2022년 12월 3일에 확인함.
97. 1 2 3  이영미 (2011년 4월 26일). “안현수 인터뷰, "러시아 귀화에 대한 솔직한 생각을 말한다면.."”. 《헤럴드스포츠》.
98. 1 2 3 4  정규진 (2006년 4월 5일). “'뿌리부터 썩은' 쇼트트랙 파벌 싸움”. 《SBS 뉴스》. 2022년 12월 3일에 확인함.
99. 1 2  박준석 (2006년 4월 5일). “쇼트트랙 파벌…찢어진 선수들 “관둘까봐요””. 《서울신문》. 2022년 12월 3일에 확인함.
100. 1 2  백길현 (2006년 4월 5일). “빙상연맹 상벌위원회 열어 쇼트트랙 선수단 징계 검토”. 《노컷뉴스》. 2022년 12월 3일에 확인함.
101. 1 2  구자윤 (2015년 5월 12일). “안현수, 계주서 우승 이끌고 팀 동료 외면 받아”. 《파이낸셜뉴스》. 2022년 12월 3일에 확인함.
102. ↑  박진업 (2015년 4월 13일). “은퇴하는 이호석 "제자들은 제2의 안현수, 이정수 되길"”. 《스포츠서울》. 2022년 12월 3일에 확인함.
103. 1 2  김성규 (2006년 4월 6일). “[쇼트트랙]“파벌 다르면 밥도 따로 먹고 서로 말도 안해””. 《동아일보》. 2022년 12월 3일에 확인함.
104. 1 2  김영록 (2012년 3월 13일). “안현수-곽윤기-이호석, 다정한 모습…분위기 ‘훈훈’”. 《동아일보》. 2022년 12월 3일에 확인함.
105. ↑  김인철 (2014년 2월 6일). “이야기 나누는 안현수와 이호석”. 《뉴시스》. 2022년 12월 3일에 확인함.
106. ↑  유진형 (2014년 2월 13일). “(MD포토) 이호석, 안현수 여친과 경기장 포착 '안현수는?'”. 《마이데일리》. 2022년 12월 3일에 확인함.
107. ↑  우상규,이제원 (2005년 1월 10일). “"스케이트 벗는 순간까지 세계정상 지킬 것"”. 《세계일보》. 2024년 4월 28일에 확인함.
108. ↑  조성준 (2016년 6월 28일). “쇼트트랙 오세종 교통사고 사망..절친 안현수도 침통”. 《브릿지경제》. 2024년 4월 28일에 확인함.
109. ↑  “[다시 쓰는 프로필] 2006 토리노 동계올림픽 금메달리스트 쇼트트랙 메달리스트 송석우”. 《K- 메달러 유튜브 채널》. 2022년 6월 6일. 2024년 4월 28일에 확인함.
110. ↑  정재은 (2006년 2월 24일). “<동계올림픽> "한국은 세 나라가 나왔네요"”. 《연합뉴스》. 2022년 12월 3일에 확인함.
111. ↑  배영은 (2010년 2월 21일). “은메달 이호석 “토리노, 오늘 모두 양보 없었다””. 《동아일보》. 2022년 12월 3일에 확인함.
112. ↑  박호근 (2006년 4월 3일). “쇼트트랙,파벌싸움에 전종목 석권 무산”. 《세계일보》. 2022년 12월 3일에 확인함.
113. ↑  이기창 워싱턴 특파원 (2006년 3월 1일). “<인터뷰> 美쇼트트랙 국가대표팀 코치 장권옥씨”. 《연합뉴스》. 2024년 4월 28일에 확인함.
114. ↑  이영호 (2006년 4월 2일). “-세계쇼트트랙선수권- 이호석 500m 銅..안현수 실격(종합)”. 《연합뉴스》. 2024년 4월 28일에 확인함.
115. ↑  권인하 (2006년 4월 3일). “[세계쇼트트랙선수권] 안현수-진선유 개인종합 1위”. 《조선일보》. 2024년 4월 28일에 확인함.
116. ↑  김성규 (2009년 10월 8일). “[기자의 눈/김성규]‘쇼트트랙 코리아’ 먹칠한 파벌 싸움”. 《동아일보》. 2024년 4월 28일에 확인함.
117. ↑  YTN (2006년 4월 9일). “(말) "인터뷰 중인 안현수"”. 《YTN 뉴스》. 2022년 12월 3일에 확인함.
118. ↑  이광빈 (2006년 4월 5일). “입원한 안현수 아버지 안기원씨 "부회장단 사퇴해야"”. 《연합뉴스》. 2024년 4월 28일에 확인함.
119. ↑  이영호 (2006년 4월 5일). “빙상연맹, 쇼트트랙 파벌방지책 발표”. 《연합뉴스》. 2024년 4월 28일에 확인함.
120. ↑  이영호 (2006년 4월 26일). “빙상聯 쇼트트랙 진상조사위 "파벌의 골 너무 깊다"”. 《연합뉴스》. 2022년 12월 3일에 확인함.
121. ↑  이전호 (2006년 5월 18일). “빙상경기연맹, 학부모에게 징계?”. 《노컷뉴스》. 2022년 12월 3일에 확인함.
122. ↑  김석 (2007년 1월 9일). “안현수, 2010년 ‘그날’까지 내 안에 난 없다”. 《경향신문》. 2022년 12월 3일에 확인함.
123. ↑  김현정 (CBS 뉴스쇼) (2010년 4월 9일). “안현수父 "빙상協 물갈이 안되면 한국 떠날 수밖에"”. 《노컷뉴스》. 2022년 12월 3일에 확인함.
124. 1 2 3  이영미 (2010년 4월 11일). “안현수 아버지 안기원 직격인터뷰”. 《일요신문》. 2022년 12월 3일에 확인함.
125. ↑  뉴스1 온라인 팀 (2014년 2월 17일). “전명규 빙상연맹 부회장이 안현수 귀화 이유? 두 사람 틀어진 계기는…”. 《뉴스1》. 2022년 12월 3일에 확인함.
126. 1 2 3  윤보리 (2022년 2월 9일). “안현수 귀화, 이재명 탓?..."올림픽, 정치에 이용 말라"”. 《YTN》. 2022년 12월 4일에 확인함.
127. 1 2  김애리 (2010년 4월 22일). “긴급진단, 쇼트트랙 `짬짜미` 논란, 어디까지 왔나”. 《MK스포츠》. 2022년 12월 4일에 확인함.
128. ↑  “권금중 중고빙상경기연맹 부회장, 쇼트트랙 외압 조사위 합류”. 《조선일보》. 2010년 4월 15일. 2024년 11월 8일에 확인함.
129. ↑  김현정 CBS (2010년 3월 26일). “안현수 父 “이정수 자필사유서? 강압,조작됐다””. 《노컷뉴스》. 2024년 11월 8일에 확인함.
130. ↑  김태은 (2010년 3월 26일). “'이정수 사건' 진실공방..귀국뒤 가족 나서나”. 《머니투데이》. 2024년 11월 8일에 확인함.
131. ↑  김은진 (2010년 3월 26일). “이정수, 미니홈피 통해 심경 토로”. 《경향신문》. 2024년 11월 8일에 확인함.
132. ↑  우충원 (2010년 3월 25일). “'이정수 파문' 진실게임, 2R로 넘어가나?”. 《OSEN》. 2024년 11월 8일에 확인함.
133. ↑  윤진희 (2010년 4월 28일). “쇼트트랙 영광 뒤의 굴욕”. 《시사포커스》. 2024년 11월 8일에 확인함.
134. 1 2  이건 (2010년 4월 11일). “쇼트트랙 대표선발전 9월 연기에 선수와 팬들 반발”. 《조선일보》. 2022년 12월 4일에 확인함.
135. 1 2  장혜수 (2010년 3월 1일). “파벌싸움의 끝, 어른들 갈등에 선수들 등 터진 쇼트트랙”. 《중앙일보》. 2022년 12월 4일에 확인함.
136. ↑  조현삼 (2010년 4월 23일). “쇼트트랙 파문, 파벌·담합·방관이 빚어 낸 합작품”. 《MBN 뉴스》. 2022년 12월 4일에 확인함.
137. ↑  김종화 (2010년 4월 12일). “쇼트트랙 '나눠먹기' 후폭풍”. 《경인일보》. 2022년 12월 4일에 확인함.
138. ↑  임재훈 (2018년 2월 28일). “빅토르 안의 러시아 귀화 논란, 번지수가 틀렸다?”. 《미디어스》. 2022년 12월 4일에 확인함.
139. ↑  진중언 (2010년 9월 11일). “[그것이 알고싶다] 순위 아닌 기록(일정 구간 스피드)으로 선발방식 바꿨지만…”. 《조선일보》. 2024년 4월 29일에 확인함.
140. 1 2  김태현 (2014년 2월 26일). “소치올림픽 결산 (3), 위기의 쇼트트랙 “패자부활전 도입 검토해야””. 《국민일보》. 2022년 12월 4일에 확인함.
141. ↑  김동욱 (2010년 9월 17일). “쇼트트랙 18, 19일 1차 대표선발… 내달 2차 선발부터 첫 ‘타임레이스’ 도입”. 《동아일보》. 2022년 12월 4일에 확인함.
142. 1 2  이범희 (2014년 2월 17일). “[인물탐구] 8년만에 메달 딴 ‘빅토르 안’”. 《일요서울》. 2022년 12월 4일에 확인함.
143. 1 2 3  김세훈 (2014년 2월 2일). “안현수 "귀화 결정 이유는 파벌싸움 아냐"”. 《경향신문》. 2022년 12월 5일에 확인함.
144. ↑  이석무 (2014년 4월 2일). “'타임레이스 폐지-패자부활전 신설' 쇼트트랙, 대표 선발 방식 개선”. 《이데일리》. 2022년 12월 4일에 확인함.
145. 1 2 3  김영록 (2011년 4월 12일). “집중기획,‘쇼트트랙 황제’가 청년백수로…“안현수를 원하는 곳이 없었다””. 《동아일보》. 2022년 12월 4일에 확인함.
146. 1 2  파이낸셜 온라인뉴스팀 (2014년 2월 17일). “전명규 빙상연맹 부회장 블로그에 비난댓글 폭주”. 《파이낸셜뉴스》. 2022년 12월 4일에 확인함.
147. 1 2 3  이건 (2011년 4월 12일). “안현수, 왜 러시아를 선택했나”. 《조선일보》. 2022년 12월 4일에 확인함.
148. 1 2  SBS 스포츠 (2020년 3월 20일). “2011 ISU 쇼트트랙 세계선수권 1500m 준결, 결승 [습츠_쇼트트랙]”. 《유튜브》. 2022년 12월 4일에 확인함.
149. 1 2  SBS 스포츠 (2021년 5월 14일). “2010 ISU 쇼트트랙 월드컵 5차 대회 1500m 준결승, 결승 [습츠_쇼트트랙]”. 《유튜브》. 2020년 12월 4일에 확인함.
150. ↑  우충원 (2009년 9월 19일). “'와신상담' 안현수에 '프로화 추진' 러시아서 러브콜”. 《OSEN》. 2022년 12월 4일에 확인함.
151. 1 2  유근형 (2011년 4월 18일). “쇼트트랙 떠나는 진선유··· 부활 꿈꾸는 안현수”. 《동아일보》. 2022년 12월 4일에 확인함.
152. 1 2 3  조성룡 (2011년 4월 16일). “쇼트트랙 안현수, 국내 고별전 500m 1위 '명예회복'”. 《엑스포츠 뉴스》. 2022년 12월 4일에 확인함.
153. ↑  조성룡 (2011년 4월 18일). “안현수 고별전의 팬심 "마지막을 쓸쓸히 보내지 않겠다"”. 《엑스포츠뉴스》. 2022년 12월 4일에 확인함.
154. ↑  이규원 (2021년 3월 8일). “"빅토르 안, 롤모델이고 존경하는 선배" 임효준 선택에 영향 미쳤나?”. 《MHN 스포츠》. 2024년 4월 27일에 확인함.
155. 1 2  경향신문 체육부 (2011년 4월 12일). “쇼트트랙 안현수, 러시아 진출”. 《경향신문》. 2022년 12월 4일에 확인함.
156. ↑  김동우 (2015년 5월 12일). “안현수, 미국서도 귀화 제의… 한국만 ‘아 몰랑’”. 《국민일보》. 2022년 12월 4일에 확인함.
157. ↑  Sam Borden (2014년 2월 10일). “Rejecting the U.S. to Skate for Russia”. 《뉴욕 타임스》 (영어). 2022년 12월 4일에 확인함.
158. ↑  스포츠 경향 (2011년 6월 1일). “안현수의 도전은 끝나지 않았다, 러시아 진출 위해 오늘 출국”. 《경향신문》. 2022년 12월 4일에 확인함.
159. 1 2  뉴시스 (2011년 8월 17일). “'러시아 귀화' 안현수 "오래 기억되는 선수 되겠다"”. 《제주의 소리》. 2022년 12월 4일에 확인함.
160. 1 2  김영준 (2014년 2월 17일). “안현수, 귀화 순간 ‘평생 월 100만원 연금’ 사라져”. 《동아일보》. 2022년 12월 4일에 확인함.
161. ↑  러시아빙상연맹 (2011년 12월 28일). “Ан Хен Су получил российское гражданство и сменил имя на Виктор Ан” [안현수, 러시아 국적 취득하고 빅토르 안으로 개명]. 《sports.ru》 (러시아어). 2022년 12월 4일에 확인함.
162. 1 2 3  김유민 (2023년 1월 14일). ““안현수, 한국 버린 러시아인” 지도자연맹 ‘작심 비판’”. 《서울신문》. 2024년 4월 26일에 확인함.
163. ↑  서민교 (2014년 1월 24일). “안현수의 ‘러시아 홀로서기’…이래서 가능했다”. 《MK 스포츠》. 2022년 12월 4일에 확인함.
164. 1 2  이정영 (2015년 5월 19일). “우나리 “남편 안현수, 러시아 귀화 초기에 고장나 있었다””. 《MK 스포츠》. 2022년 12월 4일에 확인함.
165. ↑  서울신문 온라인뉴스부 (2015년 5월 12일). “휴먼다큐 사랑 안현수 우나리와 24시간 함께…천생연분 부부”. 《서울신문》. 2022년 12월 4일에 확인함.
166. ↑  스포츠월드 체육팀 (2014년 2월 5일). “안현수, 여친이름은 우나리 함께 러시아 입촌식 참석”. 《스포츠월드》. 2022년 12월 4일에 확인함.
167. ↑  한국아이닷컴 이슈팀 (2015년 5월 12일). “'휴먼다큐' 안현수 우나리, 러 귀화 과정서 "절대 받지 말라" 한국 압력 있어…'충격'”. 《서울경제》. 2022년 12월 4일에 확인함.
168. ↑  연합뉴스 (2010년 4월 13일). “‘미국 쇼트 대부’ 장권옥, 러시아 지휘”. 《KBS 뉴스》. 2022년 12월 4일에 확인함.
169. ↑  Sovetsky Sport (2011년 8월 18일). “Джимми Джен: «Ан Хен Су является настоящей «ролевой моделью» для российских ребят»” [장권옥 : 안현수 러시아 선수들의 진짜 롤모델]. 《sports.ru》 (러시아어). 2022년 12월 4일에 확인함.
170. ↑  Sovetsky Sport (2011년 8월 18일). “Руслан Захаров: «У Ан Хен Су уникальное строение мышц. Он будто создан для шорт-трека»” [루슬란 자하로프는 이렇게 말한다. "안현수는 독특한 근육 구조를 가지고 있다. 마치 쇼트트랙을 위해 만들어진 것 같다."]. 《sports.ru》 (러시아어). 2022년 12월 4일에 확인함.
171. ↑  유철종 (2011년 10월 5일). “러' 쇼트트랙 연맹, 한국인 코치 집단 해고”. 《연합뉴스》. 2022년 12월 4일에 확인함.
172. ↑  김현우 (2011년 10월 28일). “쇼트트랙의 계절이 돌아왔다”. 《SBS 뉴스》. 2022년 12월 4일에 확인함.
173. 1 2 3  최명식 (2014년 2월 17일). “안현수 귀화책임론 전명규, 소치서 ‘두문불출’”. 《문화일보》. 2022년 12월 4일에 확인함.
174. 1 2  박동희 (2018년 6월 27일). “엠스플 추적, ‘구타 지도자’가 승승장구하는 한국 빙상”. 《스포츠춘추》. 2022년 12월 4일에 확인함.
175. ↑  이영미 (2012년 12월 17일). “‘황제의 귀환’ 안현수, “아직 끝나지 않았다는 걸 보여주고 싶었다!"”. 《헤럴드칼럼》. 2022년 12월 4일에 확인함.
176. ↑  이영미 (2014년 2월 6일). “안현수 네버엔딩스토리 (1) 러시아 선수들도 반해버린 안현수, 그의 부활 뒷이야기”. 《헤럴드칼럼》. 2022년 12월 4일에 확인함.
177. ↑  이건 (2012년 2월 5일). “'안현수'가 불러온 러시아 쇼트트랙의 긍정적 효과”. 《조선일보》. 2022년 12월 4일에 확인함.
178. ↑  강산 (2012년 10월 1일). “'러 대표선발전 종합 2위' 안현수, 5000m 계주도 석권”. 《엑스포츠 뉴스》. 2022년 12월 4일에 확인함.
179. 1 2  리아 노보스티 뉴스 (2012년 12월 22일). “Новости конькобежного спорта за 22 декабря”. 《rusbiathlon.ru》 (러시아어). 2022년 12월 6일에 확인함.
180. ↑  최승환 (2013년 3월 10일). “안현수 은메달획득, 6년만에 시상대 복귀 ‘쇼트트랙 황제의 귀환’”. 《파이낸셜뉴스》. 2022년 12월 4일에 확인함.
181. 1 2 3 4  “CSKA 모스크바 빅토르 안 프로필”. 《cska.ru》 (러시아어). 2022년 12월 4일에 확인함.
182. ↑  조영준 (2014년 1월 20일). “안현수, 유럽선수권 4관왕…'황제의 귀환'”. 《엑스포츠 뉴스》. 2022년 12월 4일에 확인함.
183. ↑  안경남 (2014년 2월 10일). “소치올림픽 안현수, 러시아에 쇼트트랙 최초 메달 안겼다”. 《마이데일리》. 2022년 12월 4일에 확인함.
184. ↑  임헌정 (2014년 2월 15일). “<올림픽> 안현수의 빙판 키스 세리머니”. 《연합뉴스》. 2022년 12월 4일에 확인함.
185. ↑  SBS 뉴미디어부 (2014년 2월 15일). “(포착) 안현수, 감동의 키스 세리머니…'빙판아 고마워'”. 《SBS 뉴스》. 2022년 12월 4일에 확인함.
186. ↑  박세운 (2014년 2월 15일). “외신 "안현수, 동계 사상 최초 2개 국적으로 금메달"”. 《노컷뉴스》. 2022년 12월 4일에 확인함.
187. ↑  이재원 (2014년 2월 16일). “안현수 목에 건 '운석 금메달'…순금의 무려 몇배?”. 《머니투데이》. 2022년 12월 4일에 확인함.
188. ↑  윤진식 (2014년 2월 16일). “안현수 받을 소치올림픽 '운석금메달' 나이는 45억살!”. 《한국경제》. 2022년 12월 4일에 확인함.
189. ↑  김형오 (2014년 2월 19일). “안현수 조국은 아이스링크다”. 《중앙일보》. 2022년 12월 4일에 확인함.
190. ↑  유철종 (2014년 2월 22일). “<올림픽> 소치 3관왕 '빅토르 안'에 러시아 열광”. 《연합뉴스》. 2022년 12월 4일에 확인함.
191. 1 2 3 4  김세훈 (2014년 2월 23일). “안현수 “아버지가 없는 말 했다… 올림픽 나가려고 러시아 온 것””. 《경향신문》. 2022년 12월 5일에 확인함.
192. 1 2  남정훈 (2014년 2월 24일). ““빅토르 안, MVP””. 《세계일보》. 2022년 12월 6일에 확인함.
193. 1 2  김도환 (2014년 2월 24일). “오늘의 현장, 한국 종합 13위…안현수 미 NBC 선정 MVP”. 《KBS 뉴스》. 2022년 12월 6일에 확인함.
194. 1 2  박현철 (2014년 2월 10일). “안현수 “귀화 쉽지않은 결정…메달 따 홀가분””. 《한겨레》. 2022년 12월 5일에 확인함.
195. 1 2  “푸틴, 안현수에게 '제4급 조국공헌 훈장' 수여”. 《조선일보》. 2014년 2월 25일. 2022년 12월 4일에 확인함.
196. ↑  KBS (2014년 2월 23일). “러시아, 3관왕 안현수에 고급 아파트 선물”. 《KBS 뉴스》. 2022년 12월 4일에 확인함.
197. 1 2  “Виктор Ан”. 《24smi.org》 (러시아어). 2022년 12월 4일에 확인함.
198. ↑  SBS 뉴미디어부 (2014년 3월 17일). “(풀영상) 안현수, 사상 최초로 '6번째 종합우승'”. 《SBS 뉴스》. 2022년 12월 4일에 확인함.
199. ↑  서울신문 En 뉴스팀 (2015년 5월 19일). “휴먼다큐 안현수, 한국선수들과 사이는? “사이 좋다””. 《서울신문》. 2022년 12월 5일에 확인함.
200. ↑  온라인뉴스팀 (2014년 2월 6일). “<올림픽> 대한민국 대표팀과 마주친 빅토르 안”. 《이투데이》. 2022년 12월 5일에 확인함.
201. 1 2  신나라 (2014년 8월 22일). “안현수, 아이스버킷챌린지 동참…"아내가 좋아하는 김연우" 지목”. 《TV리포트》. 2022년 12월 5일에 확인함.
202. ↑  Sport-Express (2017년 10월 18일). “Алексей Кравцов: «У Ана остались связи в Корее, они помогли организовать предолимпийский сбор в Сеуле»” [알렉세이 크라프초프: "안은 여전히 한국에 인맥이 있고 서울에서 사전 올림픽 훈련 캠프를 조직하는 데 도움을 주었습니다."]. 《sports.ru》 (러시아어). 2022년 12월 5일에 확인함.
203. 1 2  헤럴드 경제 <사설> (2014년 2월 17일). “‘안현수 현상 ’의 뼈아픈 교훈”. 《헤럴드경제》. 2022년 2월 5일에 확인함.
204. ↑  한경닷컴 뉴스팀 (2014년 2월 16일). “안현수 금메달 따자 최광복·김소희 '구타사건' 재조명”. 《한국경제》. 2022년 12월 5일에 확인함.
205. ↑  박다혜 (2014년 2월 17일). “안현수 후폭풍…전명규 교수 블로그에 비난글 폭주”. 《머니투데이》. 2022년 12월 5일에 확인함.
206. ↑  고동욱 (2014년 3월 17일). “빙상연맹, 발전위원회 출범…전명규 부회장 사퇴(종합)”. 《연합뉴스》. 2022년 12월 5일에 확인함.
207. ↑  김현섭 (2014년 2월 17일). “한때 ‘고마운 감독님, 우리 현수’가 어쩌다가…소치 ‘두문불출’ 전명규 블로그엔 도넘은 댓글 쇄도”. 《국민일보》. 2022년 12월 5일에 확인함.
208. ↑  부산일보 (2018년 2월 25일). “평창 동계올림픽, 평창 '옥에 티'는 빙상연맹 파벌주의”. 《부산일보》. 2022년 12월 5일에 확인함.
209. ↑  김개형 (2018년 2월 26일). “‘공감이슈', ‘확산 미투운동의 여파, 빙상계의 파벌싸움’”. 《KBS 뉴스》. 2022년 12월 5일에 확인함.
210. ↑  김남권 (2018년 2월 28일). “안현수, 안민석에 '귀화, 전명규 때문 아니다' 문자 보내”. 《연합뉴스》. 2022년 12월 5일에 확인함.
211. ↑  이동섭 (2018년 3월 19일). “[쟁점 인터뷰] "빙상계 문제가 파벌싸움? 본질은 독재다."”. 《스포츠춘추》. 2024년 6월 1일에 확인함.
212. 1 2  박주현 (2019년 2월 11일). “안현수 평창 좌절 후 첫 인터뷰 “중국행은 ‘뜬소문’…선수로 계속 뛸 것””. 《경향신문》. 2022년 12월 5일에 확인함.
213. 1 2  이동섭 (2019년 1월 18일). “‘쇼트 황제’ 빅토르 안, 한국체대 빙상장 ‘플레잉 코치’ 활동 의혹”. 《일요신문》. 2022년 12월 5일에 확인함.
214. 1 2  김경윤 (2022년 3월 20일). “'영웅→귀화→비난' 안현수 "쇼트트랙 포기해야 논란 끝날 듯"”. 《연합뉴스》. 2022년 12월 5일에 확인함.
215. ↑  최용석 (2016년 1월 8일). “안현수 우나리 부부 득녀… "딸 옆모습 안현수랑 붕어빵"”. 《동아일보》. 2022년 12월 5일에 확인함.
216. 1 2  박찬형 (2022년 2월 7일). “中 공산당기관지 “안현수 사실상 공동감독"”. 《MK 스포츠》. 2022년 12월 5일에 확인함.
217. ↑  Aleksei Fomin (2017년 2월 27일). “Участников военных игр в Сочи согрело российское гостеприимство”. 《이즈베스티야》 (러시아어). 2024년 4월 26일에 확인함.
218. ↑  Сергей Яременко (2022년 11월 21일). “Журова: Виктор Ан может вернуться в Россию в качестве тренера”. 《리아 노보스티》 (러시아어). 2022년 12월 5일에 확인함.
219. ↑  김희준 (2015년 1월 25일). “쇼트트랙 빅토르 안, 유럽선수권 남자 500m 1위”. 《뉴시스》. 2022년 12월 5일에 확인함.
220. ↑  강대호 (2016년 3월 7일). “러시아 안현수 서울 쇼트트랙 선수권 불참 확정”. 《MK 스포츠》. 2022년 12월 5일에 확인함.
221. ↑  최현 (2016년 3월 18일). “쇼트트랙, 빅토르 안 "12월 평창 테스트이벤트 출전"”. 《뉴시스》. 2022년 12월 5일에 확인함.
222. ↑  김윤일 (2015년 12월 9일). “‘황제’ 안현수, 아내 출산 위해 귀국… 국내서 훈련”. 《데일리안》. 2022년 12월 5일에 확인함.
223. ↑  권현구 (2017년 7월 17일). “한체대에서 훈련하는 안현수”. 《뉴시스》. 2022년 12월 5일에 확인함.
224. 1 2  류효림 (2016년 3월 18일). “자랑스러운 한국체대인 상 수상한 안현수”. 《연합뉴스》. 2022년 12월 5일에 확인함.
225. 1 2  류효림 (2016년 3월 18일). “자랑스러운 한국체대인상 받은 안현수”. 《연합뉴스》. 2022년 12월 5일에 확인함.
226. 1 2  정희정 (2016년 8월 1일). “안현수, 러시아 올림픽 챔피언 스타 '명예의 전당' 입성”. 《인사이트》. 2022년 12월 6일에 확인함.
227. ↑  고미혜 (2018년 1월 14일). “빅토르 안, 평창 앞두고 유럽 쇼트트랙선수권 500ｍ 은메달”. 《연합뉴스》. 2022년 12월 5일에 확인함.
228. ↑  던컨 맥케이 (2018년 7월 28일). “Ahn to make decision on future in short track speed skating by November”. 《insidethegames.biz》 (영어). 2024년 4월 26일에 확인함.
229. ↑  문현웅 (2020년 4월 29일). “Viktor Ahn Announces Retirement from Speed Skating”. 《조선일보》 (영어). 2024년 4월 26일에 확인함.
230. 1 2  “Short track great Viktor Ahn retires from speed skating”. 《olympics.com》 (영어). 2018년 9월 6일. 2024년 4월 26일에 확인함.
231. ↑  강대호 (2018년 1월 23일). “안현수 측 “2년 전 국제연맹 문의까지 했는데…””. 《MK 스포츠》. 2024년 4월 25일에 확인함.
232. ↑  “IOC re analysis programme Sochi 2014-22-december-2017-1.pdf” (PDF). 《stillmed.olympic.org》 (영어). 2017년 12월 22일. 2024년 4월 25일에 확인함.
233. ↑  박찬준 (2018년 1월 26일). “빅토르 안, IOC에 '평창 제외 이유 요구' 공개서한”. 《조선일보》. 2024년 4월 25일에 확인함.
234. ↑  배지헌 (2018년 1월 23일). “단독,국제도핑 전문가 “안현수 금지약물 사용? 단정 어렵다”. 《스포츠 춘추》. 2022년 12월 5일에 확인함.
235. 1 2 3  김경윤 (2022년 3월 20일). “'루머 해명' 안현수 "한국 대표팀 복귀? 아무런 접촉 없어"”. 《연합뉴스》. 2022년 12월 5일에 확인함.
236. ↑  모스크바 (AP) (2018년 9월 5일). “Short-track speedskater Viktor Ahn of Russia retires” [러시아의 쇼트트랙 선수 빅토르 안 은퇴]. 《AP 미국 연합통신》 (영어). 2022년 12월 5일에 확인함.
237. ↑  “WADA’s ‘Operation LIMS’ investigation reaches important milestone with more than 200 sanctions”. 《WADA》 (영어). 2023년 5월 18일. 2024년 4월 26일에 확인함.
238. ↑  “WADA наказало 250 российских спортсменов на основе данных московской лаборатории”. 《타스》 (러시아어). 2024년 3월 12일. 2024년 4월 26일에 확인함.
239. ↑  “ISU закрыл все допинговые дела в отношении россиян на основе данных московской лаборатории”. 《타스》 (러시아어). 2022년 6월 6일. 2024년 4월 26일에 확인함.
240. ↑  이상필 (2018년 9월 6일). “美 언론, 안현수 은퇴 소식에 "가장 위대한 쇼트트랙 선수 떠났다"”. 《스포츠 투데이》. 2022년 12월 5일에 확인함.
241. ↑  류효림 (2018년 12월 29일). “MBC 연예대상 레드카펫 밟은 진짜사나이 팀”. 《연합뉴스》. 2022년 12월 5일에 확인함.
242. ↑  SBS (2018년 9월 6일). “오뉴스 오!클릭, 쇼트트랙 안현수, 한국행 '궁금증 증폭'…측근이 밝힌 말은?”. 《SBS 뉴스》. 2022년 12월 5일에 확인함.
243. 1 2  문대찬 (2018년 2월 22일). “안현수, 러시아-한국 동시 코치 제의 받았다”. 《쿠키뉴스》. 2024년 4월 26일에 확인함.
244. ↑  “China haalt Viktor An binnen als bondscoach”. 《schaatsen.nl》 (네덜란드어). 2020년 8월 24일. 2024년 4월 26일에 확인함.
245. ↑  “ЗИМНИЕ ОЛИМПИЙСКИЕ ИГРЫ  2018 Ан может войти в тренерский штаб сборной России”. 《이즈베스티야》 (러시아어). 2018년 2월 20일. 2024년 4월 26일에 확인함.
246. ↑  고지현 (2020년 8월 24일). “[단독①]'쇼트트랙 황제' 빅토르 안 비밀리에 중국으로 출국…중국대표팀 코치 수락,연봉 5억원 초특급 대우”. 《스포츠서울》. 2024년 4월 26일에 확인함.
247. 1 2  성백유 (2022년 2월 19일). “올림픽 방송, 중계야 선동이야?…'김보름 마녀사냥'을 기억하라”. 《중앙일보》. 2022년 12월 6일에 확인함.
248. ↑  김하진(스포츠경향) (2019년 2월 14일). “러시아, 안현수 복귀 전망에 ‘환영’…“모든 것이 가능하다””. 《경향신문》. 2022년 12월 5일에 확인함.
249. ↑  김철오 (2019년 11월 4일). “돌아온 빅토르 안, 은퇴 번복한 복귀전서 ‘2관왕’”. 《국민일보》. 2022년 12월 5일에 확인함.
250. ↑  노기완 (2019년 11월 20일). “러시아대표팀 감독 “안현수 베이징올림픽 참가희망””. 《MK스포츠》. 2022년 12월 5일에 확인함.
251. ↑  윤수경 (2019년 11월 20일). “'은퇴 번복' 안현수 "1년만 더 시험해보고 싶었다… 베이징도 욕심나"”. 《스포츠서울》. 2022년 12월 5일에 확인함.
252. ↑  노기완 (2020년 4월 28일). “안현수도 빅토르 안도 쇼트트랙에 큰 빚” (은퇴성명)”. 《MK스포츠》. 2022년 12월 5일에 확인함.
253. ↑  안현수, 빅토르 안 (2020년 4월 27일). “Решил отойти от дел". Открытое письмо Ана о завершении карьеры” ["은퇴를 결정했습니다." 빅토르 안 은퇴 성명 전문]. 《리아 노보스티》 (러시아어). 2022년 12월 5일에 확인함.
254. ↑  OlympicTalk (2020년 8월 25일). “Viktor Ahn the latest Olympic star to coach Chinese athletes ahead of Beijing 2022” [올림픽 스타 빅토르 안, 2022 베이징 동계올림픽을 앞두고 중국 국가대표 코치로]. 《NBC 스포츠》. 2022년 12월 6일에 확인함.
255. ↑  신용현 (2022년 2월 17일). “빅토르 안, 이달 中 중국 대표팀 계약 만료…연봉 눈길”. 《한국경제》.
256. ↑  박찬형 (2022년 3월 4일). “中쇼트트랙대표팀 “안현수 엄격하고 좋은 지도자”. 《MK스포츠》. 2022년 12월 6일에 확인함.
257. ↑  성환희 (2022년 2월 18일). “쇼트트랙 2관왕 런쯔웨이 "한국 지도자 만나 강해졌다"”. 《한국일보》. 2022년 12월 6일에 확인함.
258. ↑  박린,김효경 (2022년 2월 7일). “"소설보다 찬란한 삶" 中 열광한 코치, 안셴주의 씁쓸한 정체”. 《중앙일보》. 2022년 12월 6일에 확인함.
259. ↑  송태화 (2022년 2월 7일). “이젠 중국 영웅… 안현수 향해 ‘분노와 연민’ 동시에”. 《국민일보》. 2022년 12월 6일에 확인함.
260. ↑  조준형 (2022년 2월 6일). “中매체, 첫 금에 안현수 코치 조명…"전설의 거성"”. 《연합뉴스》. 2022년 12월 6일에 확인함.
261. ↑  玹叶的基地 (2022년 2월 13일). “昔日对手变师徒：看武大靖与安贤洙的爱恨情仇” [우다징과 안현수: 예전의 라이벌이 이제는 스승과 제자로]. 《baidu》 (중국어). 2022년 12월 6일에 확인함.
262. ↑  박찬형 (2022년 2월 21일). “러시아 언론 “약해진 쇼트트랙, 안현수 지도 필요””. 《MK스포츠》. 2022년 12월 6일에 확인함.
263. ↑  김현덕 (2022년 2월 17일). “"중국팀 코치하는 동안 매우 행복했다"…소감 밝힌 안현수”. 《한경닷컴》. 2024년 4월 25일에 확인함.
264. ↑  강대호 (2023년 1월 13일). “中언론 “지도자 안현수, 중국쇼트트랙 강적 될 것””. 《MK스포츠》. 2024년 4월 26일에 확인함.
265. ↑  “Виктор Ан может стать советником в Союзе конькобежцев России”. 《타스》 (러시아어). 2022년 7월 4일. 2024년 4월 26일에 확인함.
266. ↑  “Николай Гуляев: главная задача — вернуть былую славу российских коньков”. 《타스》 (러시아어). 2022년 7월 4일. 2024년 4월 26일에 확인함.
267. 1 2  “Глава Союза конькобежцев Гуляев намерен предложить Виктору Ану вернуться в Россию”. 《타스》 (러시아어). 2023년 1월 31일. 2024년 4월 26일에 확인함.
268. ↑  Вероника Гибадиева (2023년 3월 12일). “ШЕСТИКРАТНЫЙ ОЛИМПИЙСКИЙ ЧЕМПИОН ВИКТОР АН ПОКА НЕ ГОТОВ РАБОТАТЬ В РОССИИ, ЗАЯВИЛ НИКОЛАЙ ГУЛЯЕВ”. 《Match TV》 (러시아어). 2024년 4월 29일에 확인함.
269. 1 2  러시아 스케이팅 유니온 (2022년 11월 3일). “Виктор Ан направил приветствие юниорам, участвующим в Кубке его имени” [빅토르 안, 자신의 이름을 딴 컵 대회 참가 후배들에게 인사]. 《www.russkating.ru》 (러시아어). 2022년 12월 6일에 확인함.
270. ↑  “Покинувший Россию чемпион пожелал удачи участникам турнира по шорт-треку”. 《리아 노보스티》 (러시아어). 2022년 11월 4일. 2024년 4월 26일에 확인함.
271. ↑  김창금 (2023년 2월 10일). “성남시의 코치 채용 불발, 빙상지도자연맹, 그리고 미디어”. 《한겨레》. 2024년 4월 26일에 확인함.
272. 1 2  전영지 (2023년 2월 7일). “마침내 입 연 안현수”연금수령→러 귀화 사실 아냐...연금은 전액기부”[입장문 전문]”. 《조선일보》. 2024년 4월 26일에 확인함.
273. ↑  “밥그릇 싸움에 또 다시 망가진 빙상 “합격자 없음””. 《KBS 뉴스》. 2023년 2월 10일. 2024년 4월 26일에 확인함.
274. ↑  김기범 (2023년 1월 31일). “[고진현의 창(窓)과 창(槍)]성남사태의 본질 …정치가 망친 체육시스템”. 《스포츠서울》. 2024년 4월 26일에 확인함.
275. ↑  최재호 (2023년 2월 2일). ““한국은 당신 원치 않아…빅토르안, 돌아와” 러 언론 러브콜”. 《동아일보》. 2024년 4월 26일에 확인함.
276. ↑  이헌재 (2023년 2월 3일). “러 빙상연맹 “빅토르 돌아오길… 곧 메시지 전할 것””. 《동아일보》. 2024년 4월 26일에 확인함.
277. ↑  “2023 Winter Olympic Stars Training Camp”. 《hkspeedskating.org》 (영어). 2024년 1월 20일. 2024년 4월 26일에 확인함.
278. ↑  “we were so lucky to host 6x world champion and 6x Olympic champion VictorAn a while ago for our Winter Olympic Stars training camp.”. 《hkspeedskating》 (영어). 2024년 4월 19일. 2024년 4월 26일에 확인함.
279. ↑  이진선 (2024년 4월 23일). “111.12m, 그 안에 담긴 희로애락”. 《한국체육대학교 매거진》. 2024년 4월 25일에 확인함.
280. ↑  “[KNSB NEWS] 2024학년도 한국체육대학교 입학식”. 《한국체육대학교 방송국》. 2024년 3월 4일. 2024년 4월 25일에 확인함.
281. ↑  이재훈 (2014년 9월 17일). “안현수, 매체 선정 '올해의 러시아 스포츠인'”. 《조선일보》. 2022년 12월 6일에 확인함.
282. ↑  성초롱 (2014년 6월 15일). “2014 한국국제의료관광컨벤션, 빅토르 안 선수 “러시아에 한국 알리는 가교역할 하겠다””. 《파이낸셜뉴스》. 2022년 12월 6일에 확인함.
283. ↑  오해원 (2009년 3월 24일). “체육진흥공단, 올림픽스타 20명 홍보대사 위촉”. 《뉴시스》. 2022년 12월 6일에 확인함.
284. ↑  안진용 (2008년 8월 6일). “베이징 올림픽 명예의 전당, 태극전사 8명 입성”. 《한국일보》. 2022년 12월 6일에 확인함.
285. ↑  민창기 (2008년 3월 23일). “25일 아시아체육기자상 전달식”. 《조선일보》. 2022년 12월 6일에 확인함.
286. ↑  김동욱 (2008년 1월 30일). “이규혁·안현수·김연아, 대한빙상경기연맹 최우수 선수”. 《뉴시스》. 2022년 12월 6일에 확인함.
287. ↑  한윤식 (2006년 10월 2일). “2014동계오륜유치위, 쇼트트렉 ‘안현수, 진선유’ 명예홍보대사 위촉”. 《뉴시스》. 2022년 12월 6일에 확인함.
288. ↑  스포츠조선 (2006년 1월 22일). “24일 '제11회 코카콜라 체육대상 시상식' 개최”. 《조선일보》. 2022년 12월 6일에 확인함.
289. ↑  전효진 (2018년 9월 21일). “‘진짜사나이300’ 안현수·매튜다우마, 윗몸일으키기 1급…자존심 대결”. 《스포츠동아》. 2022년 12월 1일에 확인함.
290. ↑  이도연 (2018년 9월 18일). “'진짜사나이' PD, 안현수 논란에 "프로그램에 필요"”. 《연합뉴스》. 2022년 12월 1일에 확인함.
291. ↑  김영록 (2017년 10월 16일). “'슈돌' 안현수X제인, 이토록 사랑스러운 붕어빵 부녀”. 《스포츠조선》. 2022년 12월 6일에 확인함.
292. ↑  tvN (2017년 7월 26일). “현장토크쇼 TAXI 488회”. 《tving.com》. 2022년 10월 25일에 원본 문서에서 보존된 문서. 2022년 12월 6일에 확인함.
293. ↑  MBC (2015년 5월 11일). “MBC 휴먼다큐 사랑 44회”. 《imbc.com》. 2022년 12월 6일에 확인함.
294. ↑  MBC (2015년 5월 18일). “MBC 휴먼다큐 사랑 45회”. 《imbc.com》. 2022년 12월 6일에 확인함.
295. ↑  “빅토르 안 IMDB”. 《imdb.com》. 2022년 12월 6일에 확인함.
296. ↑  SBS (2006년 3월 5일). “SBS TV <한수진의 선데이클릭> 49회”. 《sbs.co.kr》. 2022년 12월 6일에 확인함.
297. ↑  Ngana (2015년 7월 10일). “빅토르 안 도시락 라면 광고 사진”. 《cs5.pikabu.ru》 (러시아어). 2022년 12월 6일에 확인함.
298. ↑  Leo Burnett Moscow (2015년 2월 5일). “Виктор Ан в рекламе Samsung от Leo Burnett Moscow” [삼성 광고 빅토르 안]. 《www.sostav.ru》 (러시아어). 2022년 12월 6일에 확인함.
299. ↑  국승환 (2016년 2월 17일). “경동나비엔, 러시아 최대 냉난방 전시회서 2년 연속 ‘올해의 최우수 기업’ 선정”. 《한국경제TV》. 2022년 12월 6일에 확인함.
300. ↑  Антон Городецкий (2015년 9월 17일). “Виктор Ан: «Честно говоря, после Сочи мне в спорте сложно найти для себя какую то мотивацию»” ["솔직히 말해서 소치 올림픽 이후 스포츠에서 어떠한 동기를 찾기가 어려웠다]. 《MAXIM 러시아판》 (러시아어). 2022년 12월 6일에 확인함.
301. ↑  오원택 (2016년 2월 29일). “MAXIM, '빅토르 안' 안현수 속마음 인터뷰 단독 공개”. 《MAXIM 대한민국판》. 2022년 12월 6일에 확인함.
302. ↑  Наталья Калинина (2014년 9월 16일). “Спортсмен года 2014: Виктор Ан” [2014, 올해의 선수 '빅토르 안']. 《GQ》 (러시아어). 2022년 12월 6일에 확인함.
303. ↑  김현기 (2006년 2월 11일). “타임지, 안현수-오노 대결 집중 조명”. 《마이데일리》. 2022년 12월 6일에 확인함.
304. ↑  한-러 상호교류의 해 사업준비위원회 사무국 (2020년 8월 27일). “한-러 수교 30주년 축하 메세지 영상 전 쇼트트랙 국가대표 안현수님의 축하 메시지”. 《korussia30.com》. 2022년 10월 26일에 원본 문서에서 보존된 문서. 2022년 12월 6일에 확인함.
305. ↑  사진 ROCTV (2019년 2월 20일). “‘오매불망’ 러시아 빙상계, ‘쇼트황제’ 빅토르 안 행보에 촉각 곤두세우는 내막”. 《일요신문》. 2022년 12월 6일에 확인함.
306. ↑  야쿠츠크 미디어 홍보부 (2018년 7월 5일). “The management of the city met with Olympic the champion Muravyev Victor An Victor” [야쿠츠크 도시의 경영진들은 올림픽 챔피언 빅토르 안을 만났습니다.]. 《myseldon.com》 (러시아어). 2022년 12월 6일에 확인함.
307. ↑  사진 Александра Назарова (2018년 7월 5일). “Мастер-класс Виктора Ана. Фоторепортаж” [빅토르 안의 마스터 클래스 포토 리포트]. 《news.ykt.ru》 (러시아어). 2022년 12월 6일에 확인함.
308. ↑  심유경, 정윤식 (2018년 6월 25일). “[뉴스pick] 문 대통령 만찬장 초대된 안현수…푸틴 "우리 빅토르 안!" 껴안으며 열혈팬 '인증'”. 《SBS 뉴스》. 2022년 12월 6일에 확인함.
309. ↑  tuvaonline (2015년 9월 14일). “В Туве при поддержке Виктора Ана будет создана школа по шорт-треку” [투바에서 빅토르 안의 지원으로 쇼트 트랙 학교가 만들어집니다.]. 《tuvaonline.ru》 (러시아어). 2022년 12월 6일에 확인함.
310. ↑  투바공화국 정부 (2015년 9월 14일). “На базе СДЮСШОР ЦСКА-ТЫВА будет создаваться школа по шорт-треку, координатором выступит Виктор Ан” [쇼트트랙 학교가 만들어 지고 코디네이터는 빅토르 안이 될겁니다.]. 《vk.com》 (러시아어). 2022년 12월 6일에 확인함.
311. ↑  리아 노보스티 Евгений Биятов (2014년 12월 11일). “Подарки – детям. Виктор Ан в роли Деда Мороза” [어린이를 위한 선물, 빅토르 안 산타클로스 역할]. 《sports.ru》 (러시아어). 2022년 12월 6일에 확인함.
312. ↑  sportbox.ru (2014년 9월 11일). “Олимпийские чемпионы провели открытый урок в подмосковной школе” [빅토르 안은 모스크바의 학교에서 공개수업을 하였습니다.]. 《sportbox.ru》. 2022년 12월 6일에 확인함.
313. ↑  소베스키 스포르트 (2014년 12월 25일). “Виктор Ан открыл секреты своей разминки” [빅토르 안이 워밍업을 알려준다.]. 《sovsport.ru》 (러시아어). 2022년 12월 6일에 확인함.
314. ↑  Владислав Воронин (2014년 6월 5일). “Виктор Ан принял участие в мероприятиях, посвященных выходу ANTA Sports на российский рынок” [빅토르 안, 안타스포츠 러시아 진출 기념 행사 참석]. 《sports.ru》 (러시아어). 2022년 12월 6일에 확인함.
315. ↑  Владимир Песня (2014년 6월 1일). “Ближе к народу: трехкратный чемпион Сочи Виктор Ан и другие герои ОИ в шорт-треке встретились с болельщиками” [소치 3회 챔피언 빅토르 안을 비롯한 올림픽 쇼트트랙 챔피언들이 팬들과 만났다]. 《리아노보스티》 (러시아어). 2022년 12월 6일에 확인함.
316. ↑  CBS 체육부 송형관 (2010년 1월 22일). “체육공단, 안현수와 함께 하는 스케이팅 체험 행사 개최”. 《노컷뉴스》. 2022년 12월 6일에 확인함.
317. ↑  조수정 (2006년 12월 16일). “동계올림픽은 평창에서!안현수와 진선유”. 《뉴시스》. 2022년 12월 6일에 확인함.
318. ↑  김혜민 (2006년 12월 18일). “안현수·진선유 팬사인회”. 《강원도민일보》. 2022년 12월 6일에 확인함.
319. ↑  진상현 (2006년 4월 23일). “수협은행, 소년소녀가장 등 태릉선수촌에 초청”. 《머니투데이》. 2022년 12월 6일에 확인함.
320. ↑  박호식 (2006년 4월 9일). “기아차 스타마케팅..안현수 선수에 `쏘렌토` 제공”. 《이데일리》. 2022년 12월 6일에 확인함.
321. ↑  권종오 (2006년 3월 12일). “K리그 개막, 태극전사 골잔치”. 《SBS 뉴스》. 2022년 12월 6일에 확인함.
322. ↑  최진욱 (2006년 3월 9일). “<촬영> 조흥-신한은행, 안현수 일일지점장 행사”. 《한국경제TV》. 2022년 12월 6일에 확인함.
323. ↑  김영인 (2006년 3월 8일). “토리노 영웅 안현수 팬사인회”. 《연합뉴스》. 2022년 12월 6일에 확인함.
324. ↑  서봉국 (2006년 1월 13일). “체육회, 태릉선수촌 훈련개시”. 《YTN 뉴스》. 2022년 12월 6일에 확인함.
325. ↑  IOC 국제 올림픽 위원회 (2021년 5월 10일). “올림픽 데뷔: 안현수, 논란의 충돌로 물거품 된 메달의 꿈”. 《olympics.com》. 2022년 12월 3일에 확인함.
326. ↑  IOC 국제 올림픽 위원회 (2018년 5월 17일). “안현수, 남자 1500m, 쇼트트랙, 스피드 스케이팅  토리노 2006”. 《olympics.com》. 2022년 12월 3일에 확인함.
327. ↑  IOC 국제 올림픽 위원회 (2018년 5월 19일). “안현수, 남자 1000m, 쇼트트랙, 스피드 스케이팅 토리노 2006”. 《olympics.com》. 2022년 12월 3일에 확인함.
328. ↑  SBS (2020년 1월 6일). “2006 토리노 올림픽 쇼트트랙 1000m, 1500m, 5000m 계주 안현수 습츠_명승부 리턴즈”. 《youtube》. 2022년 12월 3일에 확인함.
329. ↑  “MBC 2006 토리노 동계올림픽 쇼트트랙 남자 500m 결승”. 《youtube》. 2022년 5월 26일. 2022년 12월 3일에 확인함.
330. ↑  “팀 대한민국, 남자 5000m 계주, 쇼트트랙  토리노 2006”. 《olympics.com》. 2018년 5월 16일. 2022년 12월 3일에 확인함.
331. ↑  SBS (2018년 3월 4일). “"안현수 폭발! 대역전!! 금메달 이뤄냅니다!!!" 2006 토리노 동계올림픽 쇼트트랙 남자 계주 안현수의 대역전극 / SBS / 다시 보는 동계올림픽”. 《youtube》. 2022년 12월 3일에 확인함.
332. ↑  SBS 스포츠머그 (2020년 7월 3일). “올림픽 메달만 8개?!...'빅토르 안' 안현수가 두 국기 품고 세운 영광의 순간들 (추억스환 #25)”. 《youtube》. 2022년 12월 3일에 확인함.
333. ↑  IOC 국제 올림픽 위원회 (2015년 2월 15일). “빅토르 안의 금메달 획득 순간 - 2014 소치 동계올림픽 쇼트트랙 1000m 풀영상”. 《youtube》. 2022년 12월 3일에 확인함.
334. ↑  SBS (2020년 10월 6일). “승리자 빅토르, 2014 소치 올림픽_쇼트트랙_3관왕, 습츠_윈터 클래식”. 《youtube》. 2022년 12월 3일에 확인함.
335. ↑  IOC 국제 올림픽 위원회 (2021년 5월 11일). “빅토르 안의 러시아 첫 영광, 500m”. 《olympics.com》. 2022년 12월 3일에 확인함.
336. ↑  “MBC 2014 소치 동계올림픽 쇼트트랙 남자 500m 결승”. 《youtube》. 2022년 2월 21일. 2022년 12월 3일에 확인함.
337. ↑  IOC 국제 올림픽 위원회 (2018년 5월 16일). “5000m 남자 계주 결승 쇼트트랙 - 소치 2014 리플레이”. 《olympics.com》. 2022년 12월 3일에 확인함.
338. ↑  IOC 국제 올림픽 위원회 (2018년 5월 17일). “5000m 남자 계주 준결승 쇼트트랙 - 소치 2014 리플레이”. 《olympics.com》. 2022년 12월 3일에 확인함.
339. ↑  이영호 (2007년 10월 21일). “쇼트트랙월드컵 안현수, 3관왕 '우뚝'”. 연합뉴스. 2022년 12월 6일에 확인함.
340. ↑  이영호 (연합뉴스) (2007년 10월 28일). “안현수, 대회연속 3관왕…쇼트트랙월드컵 1차이어 2차서도 ‘싹쓸이’”. 한국경제. 2022년 11월 15일에 원본 문서에서 보존된 문서. 2022년 12월 6일에 확인함.
341. ↑  Лина Лоцик (2019년 9월 12일). “Виктор Ан: «Вернувшись в Россию, понял, что все в моей жизни складывается отлично»”. 《sports.ru》 (러시아어). 2022년 12월 6일에 확인함.
342. ↑  Лина Лоцик (2019년 9월 15일). “Ан одержал первую победу на международном турнире после возвращения в спорт”. 《sports.ru》 (러시아어). 2022년 12월 6일에 확인함.
343. ↑  “OPEN RUSSIAN CUP OF RUSSIAN SKATING UNION - Kolomna, Russia - 13-15 September 2019”. 《www.shorttrackonline.info》 (영어). 2022년 12월 6일에 확인함.
344. ↑  이봉석 (2002년 4월 18일). “쇼트트랙 안현수, 남자 1500ｍ 우승”. 《연합뉴스》. 2022년 12월 6일에 확인함.
345. ↑  이정진 (2003년 4월 1일). “쇼트트랙선수권 변천사, 500ｍ 우승 파란”. 《연합뉴스》. 2022년 12월 6일에 확인함.
346. ↑  김상수 (2003년 4월 2일). “[스포츠종합] 안현수-최은경 쇼트트랙 우승”. 《동아일보》. 2022년 12월 6일에 확인함.
347. ↑  이영호 (2005년 9월 9일). “2006토리노동계올림픽 출전권 평가전”. 《연합뉴스》. 2022년 12월 6일에 확인함.
348. ↑  홍선기 (2006년 4월 15일). “쇼트트랙, 출발선에서 새로 시작”. 《YTN 뉴스》. 2022년 12월 6일에 확인함.
349. ↑  이영호 (2006년 4월 16일). “-쇼트트랙종합선수권- 진선유.성시백, 남녀부 우승”. 《연합뉴스》. 2022년 12월 6일에 확인함.
350. ↑  홍선기 (2006년 9월 27일). “쇼트트랙 대표선발전 안현수·진선유 1위”. 《YTN 뉴스》. 2022년 12월 6일에 확인함.
351. ↑  박성민 (2007년 1월 6일). “회장배쇼트트랙, 안현수.전지수, 2관왕”. 《연합뉴스》. 2022년 12월 6일에 확인함.
352. ↑  고동욱 (2009년 10월 18일). “쇼트트랙 안현수, 실업대회서 복귀 시동”. 《연합뉴스》. 2022년 12월 6일에 확인함.
353. ↑  “‘쇼트트랙 황제의 귀환’ 안현수, 종합선수권 1000m 1위”. 《헤럴드POP》. 2011년 3월 27일. 2022년 12월 6일에 확인함.
354. ↑  Олег Евстифеев (2012년 3월 22일). “Виктор Ан - двукратный чемпион России”. 《sportbox.ru》 (러시아어). 2022년 12월 6일에 확인함.
355. ↑  allsport (2012년 9월 28일). “Шорт-трек. Всероссийские соревнования, отборочные на этапы Кубка мира. Новогорск, 28 сентября500m”. 《allsportinfo.ru》 (러시아어). 2022년 12월 6일에 확인함.
356. ↑  allsport (2012년 9월 30일). “Шорт-трек. Всероссийские соревнования, отборочные на этапы Кубка мира. Новогорск, 30 сентября”. 《allsportinfo.ru》 (러시아어). 2022년 12월 6일에 확인함.
357. ↑  allsport (2012년 9월 30일). “Виктор Ан одержал вторую победу на всероссийских соревнованиях по шорт-треку”. 《allsportinfo.ru》 (러시아어). 2022년 12월 6일에 확인함.
358. ↑  allsport (2012년 9월 28일). “Виктор Ан первенствовал на 1500 м на всероссийских соревнованиях по шорт-треку”. 《allsportinfo.ru》 (러시아어). 2022년 12월 6일에 확인함.
359. ↑  allsport (2012년 9월 29일). “Шорт-трек. Всероссийские соревнования, отборочные на этапы Кубка мира. Новогорск, 29 сентября”. 《allsportinfo.ru》 (러시아어). 2022년 12월 6일에 확인함.
360. ↑  allsport (2012년 9월 30일). “Шорт-трек. Всероссийские соревнования, отборочные на этапы Кубка мира. Новогорск, 30 сентября”. 《allsportinfo.ru》 (러시아어). 2022년 12월 6일에 확인함.
361. ↑  allsport (2012년 9월 30일). “Шорт-трек. Всероссийские соревнования, отборочные на этапы Кубка мира. Новогорск, 30 сентября”. 《allsportinfo.ru》 (러시아어). 2022년 12월 6일에 확인함.
362. ↑  allsport (2014년 10월 16일). “Виктор Ан – лучший на первой дистанции 500 м на Кубке СКР по шорт-треку”. 《allsportinfo.ru》 (러시아어). 2022년 12월 6일에 확인함.
363. ↑  allsport (2014년 10월 18일). “Виктор Ан и Софья Просвирнова – сильнейшие во втором старте на дистанции 500 м на Кубке СКР”. 《allsportinfo.ru》 (러시아어). 2022년 12월 6일에 확인함.
364. ↑  allsport (2014년 10월 17일). “Виктор Ан – лучший в первом старте на 1000 м на Кубке СКР по шорт-треку”. 《allsportinfo.ru》 (러시아어). 2022년 12월 6일에 확인함.
365. ↑  allsport (2014년 10월 18일). “Шорт-трек. Кубок СКР. Коломна, 18 октября]. allsportinfo.ru”. 《allsportinfo.ru》 (러시아어). 2022년 12월 6일에 확인함.
366. ↑  allsport (2014년 10월 16일). “Виктор Ан и Софья Просвирнова – сильнейшие на первой дистанции 1500 м на Кубке СКР по шорт-треку”. 《allsportinfo.ru》 (러시아어). 2022년 12월 6일에 확인함.
367. ↑  allsport (2014년 10월 17일). “Шорт-трек. Кубок СКР. Коломна, 17 октября”. 《allsportinfo.ru》 (러시아어). 2022년 12월 6일에 확인함.
368. ↑  360tv (2014년 10월 20일). “Виктор Ан стал лучшим в Коломне”. 《360tv.ru》 (러시아어). 2022년 12월 6일에 확인함.
369. ↑  allsport (2014년 10월 17일). “Виктор Ан и Софья Просвирнова – лидеры Кубка СКР по шорт-треку после двух дней соревнований”. 《allsportinfo.ru》 (러시아어). 2022년 12월 6일에 확인함.
370. ↑  allsport (2014년 12월 29일). “Виктор Ан и Софья Просвирнова – первые на 1000 м на чемпионате России в Коломне”. 《allsportinfo.ru》 (러시아어). 2022년 12월 6일에 확인함.
371. ↑  allsport (2014년 12월 27일). “Шестикратный олимпийский чемпион Виктор Ан победил на дистанции 1500 м на чемпионате России по шорт-треку в Коломне”. 《allsportinfo.ru》 (러시아어). 2022년 12월 6일에 확인함.
372. ↑  allsport (2014년 12월 29일). “Виктор Ан и Софья Просвирнова – чемпионы России по шорт-треку в многоборье”. 《allsportinfo.ru》 (러시아어). 2022년 12월 6일에 확인함.
373. ↑  allsport (2014년 12월 28일). “Мужская сборная Москвы и женская команда Омской области – чемпионы России в эстафетах”. 《allsportinfo.ru》 (러시아어). 2022년 12월 6일에 확인함.
374. ↑  Владимир Астапкович (2014년 12월 29일). “Виктор Ан стал чемпионом России по шорт-треку в многоборье”. 《리아 노보스티》 (러시아어). 2022년 12월 6일에 확인함.
375. ↑  리아 노보스티 (2016년 9월 9일). “Новости конькобежного спорта за 9 сентября”. 《rusbiathlon.ru》 (러시아어). 2022년 12월 6일에 확인함.
376. ↑  리아 노보스티 (2016년 9월 10일). “Новости конькобежного спорта за 10 сентября”. 《rusbiathlon.ru》 (러시아어). 2022년 12월 6일에 확인함.
377. ↑  allsport (2016년 9월 23일). “Шестикратный олимпийский чемпион Виктор Ан и Софья Просвирнова выиграли первый старт на 500 м на этапе Кубка СКР”. 《allsportinfo.ru》 (러시아어). 2022년 12월 6일에 확인함.
378. ↑  allsport (2016년 9월 25일). “Шорт-трек. Этап Кубка СКР. Коломна, 25 сентября”. 《allsportinfo.ru》 (러시아어). 2022년 12월 6일에 확인함.
379. ↑  allsport (2016년 9월 23일). “Шестикратный олимпийский чемпион Виктор Ан и Екатерина Константинова выиграли первый старт на 1500 м на этапе Кубка СКР”. 《allsportinfo.ru》 (러시아어). 2022년 12월 6일에 확인함.
380. ↑  allsport (2016년 9월 24일). “Шестикратный олимпийский чемпион Виктор Ан и Софья Просвирнова выиграли второй старт на 1500 м на этапе Кубка СКР”. 《allsportinfo.ru》 (러시아어). 2022년 12월 6일에 확인함.
381. ↑  allsport (2016년 9월 24일). “Шестикратный олимпийский чемпион Виктор Ан и Екатерина Константинова выиграли первый старт на 1000 м на этапе Кубка СКР”. 《allsportinfo.ru》 (러시아어). 2022년 12월 6일에 확인함.
382. ↑  allsport (2016년 9월 25일). “Шестикратный олимпийский чемпион Виктор Ан и Екатерина Константинова выиграли второй старт на 1000 м на этапе Кубка СКР”. 《allsportinfo.ru》 (러시아어). 2022년 12월 6일에 확인함.
383. ↑  allsport (2016년 9월 25일). “Шестикратный олимпийский чемпион Виктор Ан и Софья Просвирнова – первые по итогам отбора на Кубок мира”. 《allsportinfo.ru》 (러시아어). 2022년 12월 6일에 확인함.
384. ↑  allsport (2016년 12월 28일). “Шестикратный олимпийский чемпион Виктор Ан победил на 500 и 1500 м, захватив лидерство на многоборном чемпионате России”. 《allsportinfo.ru》 (러시아어). 2022년 12월 6일에 확인함.
385. ↑  allsport (2016년 12월 29일). “Виктор Ан и Екатерина Константинова – чемпионы России по шорт-треку в многоборье”. 《allsportinfo.ru》 (러시아어). 2022년 12월 6일에 확인함.
386. ↑  allsport (2017년 8월 14일). “Шорт-трек. Кубок СКР. Новогорск, 11-13 августа”. 《allsportinfo.ru》 (러시아어). 2022년 12월 6일에 확인함.
387. ↑  Анастасия Семенова (2018년 4월 2일). “Виктор Ан заработал 9 млн. рублей в Петербурге”. 《sportsdaily.ru》 (러시아어). 2022년 12월 6일에 확인함.
388. ↑  “NATIONAL LEAGUE RUSSIA CUP 1 - Kolomna, Russia - 27-29 September 2019”. 《ShorttrackOnLine.info》 (영어). 2022년 12월 6일에 확인함.
389. ↑  “1500m Men World Record Progression” [남자 1500m 세계신기록 경신 기록]. 《국제 빙상 연맹》 (영어). 2022년 12월 6일에 확인함.
390. ↑  “3000m Men World Record Progression” [남자 3000m 세계신기록 경신 기록]. 《국제 빙상 연맹》 (영어). 2022년 12월 6일에 확인함.